# Red Wings de Détroit
Vous lisez un « article de qualité » labellisé en 2007.
« Red Wings » redirige ici. Pour les autres significations, voir Red Wing.
Les Red Wings de Détroit (en anglais : Detroit Red Wings) sont une franchise professionnelle de hockey sur glace des États-Unis. Ils évoluent dans le championnat principal d'Amérique du Nord : la Ligue nationale de hockey (souvent désignée par le sigle LNH). Les Red Wings – littéralement en français les « Ailes Rouges » – font partie de l'Association de l'Est dans la Division Atlantique.
Située à Détroit dans l'État du Michigan aux États-Unis, la franchise existe depuis 1926 et est devenue, au fil des années, l'équipe américaine la plus titrée de la LNH avec onze Coupes Stanley. Seuls les Canadiens de Montréal avec vingt-quatre titres et les Maple Leafs de Toronto avec treize sacres ont plus de victoires.
Plus de huit cents joueurs ont porté l'uniforme rouge et blanc de l'équipe depuis ses débuts, dont une trentaine ont été ensuite admis au Temple de la renommée du hockey. Parmi ces joueurs, Gordon Howe est celui qui a inscrit le plus de points mais également joué le plus de matchs pour l'équipe. Avec plus de 1 600 rencontres disputées, il compte une centaine de matchs de plus que Stephen Yzerman, autre figure importante de l'histoire de l'équipe. Dans les années 1990 et 2000, le défenseur suédois Nicklas Lidström est un joueur emblématique de l'équipe remportant à quatre reprises la Coupe Stanley.

## Histoire de la franchise

### Genèse du club

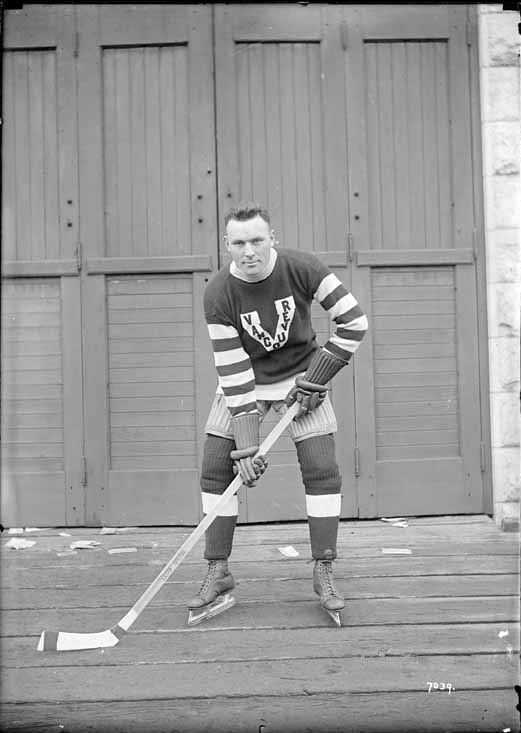
Art Duncan (ici avec les Millionnaires de Vancouver) est le premier capitaine, directeur-général et entraîneur des Cougars de Détroit.

À la dissolution de l'Association de hockey de la Côte du Pacifique (PCHL), un accord est conclu prévoyant que la meilleure équipe de la ligue, les Cougars de Victoria, pourrait rejoindre la Ligue nationale de hockey. Le 15 mai 1926, les Cougars de Victoria de la Ligue de hockey de l'Ouest sont achetés au coût de 100 000 dollars américains et déménagés à Détroit. Art Duncan est nommé directeur général, entraîneur et capitaine des Cougars de Détroit. La nouvelle équipe fait ses débuts dans la LNH pour la saison 1926-1927 en même temps que les Black Hawks de Chicago ; la ligue compte alors dix équipes réparties en deux divisions et les Cougars finissent bons derniers de la poule Américaine avec 12 victoires, 28 défaites et 4 matchs nuls. L'équipe n'a pas encore de patinoire attitrée à Détroit et joue toutes ses rencontres de cette première saison à Windsor en Ontario.
Des changements importants pour l'équipe précédent la saison 1927-1928 : Jack Adams prend les rôles de directions de Duncan et le 22 novembre 1927, l'Olympia Stadium est inauguré. La soirée se termine par une défaite des joueurs locaux 2-1 contre les Sénateurs d'Ottawa, le premier but de l'équipe à domicile étant inscrit par Johnny Sheppard. Les Cougars participent aux séries éliminatoires de la Coupe Stanley pour la première fois à la fin de la saison 1929, en finissant troisièmes de la division ; ils sont dominés 7 buts à 2 dans une série de matchs aller-retour contre les Maple Leafs de Toronto.
En 1930-1931, la franchise abandonne le nom de Cougars pour prendre celui de « Falcons », mais cela n'améliore en rien les résultats sur la glace, les Falcons ratant les séries quatre fois lors de leurs cinq premières saisons. Pour améliorer le lancer de ses attaquants, Jack Adams fait construire un gardien de but en bois qu'il habille avec tout l'équipement lors des entraînements : à l'époque, l'équipe ne compte qu'un gardien dans ses rangs et le deuxième gardien utilisé est un prêt de l'équipe des Eskimos de Seattle de la PCHL, Samuel « Porky » Levine,.
Au cours de l'été 1932, l'équipe est achetée par James Norris, ancien membre de l'Association athlétique amateur de Montréal équipe ayant remporté la Coupe Stanley en 1892. Cette Association athlétique est alors renommée pour son équipe de cyclisme surnommée les Winged Wheels qui a son propre emblème. James Norris modifie le logo quelque peu et le 5 octobre 1932, l'équipe de Détroit devient officiellement les Red Wings de Détroit, avec un nouvel uniforme et un nouveau logo. Grâce à sa fortune personnelle, Norris fait l'acquisition de quelques joueurs de premier plan comme Ebbie Goodfellow, Herbie Lewis, John Sorrell ou encore Larry Aurie. Détroit devient peu à peu une équipe beaucoup plus compétitive. Au cours des séries de 1933, l'équipe passe pour la première fois de son histoire le premier tour des séries. Ils battent ainsi au premier tour les Maroons de Montréal avant de perdre en demi-finale contre les Rangers de New York, futurs champions de la Coupe. À la fin de cette saison 1932-1933, Carl Voss est l'auteur de 20 points et il est le premier joueur à être élu meilleure recrue de la saison.

### Les années fastes

#### Les premières séries éliminatoires (1934-1935)
Les Red Wings de Détroit finissent à la première place de leur division à la fin de la saison 1933-1934 pour la première fois de leur histoire et sont alors directement qualifiés pour les demi-finales des séries éliminatoires. Ils y rencontrent la meilleure équipe de la saison régulière, les Maple Leafs de Toronto. Les joueurs de Détroit se qualifient pour la finale de la Coupe Stanley en remportant trois des cinq rencontres. Ils sont opposés aux Black Hawks de Chicago qui s'imposent 3 matchs à 1 dont la dernière victoire acquise à l'issue de plus de 30 minutes de prolongation. Charlie Gardiner, le gardien régulier de Chicago, quitte la glace avant les prolongations ; il meurt le 13 juin 1934 à l'âge de 29 ans d'une hémorragie intra-cérébrale.

#### Les premières Coupes Stanley (1936 et 1937)
Après avoir fini à la dernière place de la division américaine en 1934-1935, les Red Wings sont de nouveau en tête de leur division à la fin de la saison 1935-1936 avec l'ajout au début de la saison de Marty Barry et d'Art Giroux en provenance des Bruins de Boston. Détroit joue directement la demi-finale des séries 1936 contre la meilleure formation de la saison régulière, les Maroons. Le 24 mars, date du premier match, l'engagement est donné à 20 h 30 mais au bout des trois périodes de jeu les deux équipes sont à égalité. Les 9 000 spectateurs qui assistent au match doivent attendre six prolongations pour voir le jeune joueur, Mud Bruneteau, inscrire l'unique but de la soirée pour Détroit. Lors de la deuxième rencontre, les Red Wings s'imposent une nouvelle fois sur la glace des champions en titre par un blanchissage 3-0 par Normie Smith et sa défense. Les Maroons ouvrent le score lors du troisième match mais se font remonter et sont éliminés en trois matchs après une nouvelle défaite 2-1.
La finale 1936 de la Coupe oppose donc les Red Wings aux Maple Leafs de Toronto, troisième meilleur formation de la saison. Les joueurs de Détroit remportent la première partie 3-1 ; ils rentrent de la meilleure des manières dans la rencontre et inscrivent leurs trois buts dans les douze premières minutes de jeu. Le deuxième match voit également la victoire de Détroit, cette fois sur le score de 9-4, avec encore une fois trois buts inscrits dans les dix premières minutes de jeu, le premier filet étant même inscrit après une minute et trente secondes de jeu. Comme pour les deux premiers matchs, les Red Wings ouvrent le score lors de la troisième confrontation rapidement, à la neuvième minute, mais malgré une avance 3-0, ce sont les Maple Leafs qui gagnent le match. En effet, alors qu'il ne reste que dix minutes de jeu, les joueurs de Toronto trompent à trois reprises Smith pour égaliser le score et provoquer la prolongation. Cette dernière n'est que de courte durée avec un but inscrit par Buzz Boll après seulement 30 secondes de jeu. L'ultime match de la série est joué le 11 avril 1936 ; Joe Primeau ouvre le score pour Toronto à la fin de la première période mais les joueurs de Détroit trouvent deux fois le fond du filet au cours de la deuxième période pour passer devant. Pete Kelly inscrit le troisième but des Red Wings à la 49e minute pour donner deux buts d'avance à son équipe. Malgré un but inscrit une minute plus tard par Bill Thoms, les Maple Leafs ne parviennent pas à revenir une deuxième fois au score. Les Red Wings de Détroit mettent ainsi la main sur la première Coupe Stanley de leur histoire en éliminant Toronto 3 matchs à 1.
Détroit se classe une nouvelle fois à la première place de l'ensemble de la LNH à la fin de la saison régulière 1936-1937. Ils jouent leur demi-finale des séries 1937 contre les Canadiens de Montréal et s'imposent en cinq rencontres. La victoire est acquise après 111 minutes de jeu. Les deux équipes sont en effet à égalité 2-2 à la fin du temps réglementaire et il faut attendre la troisième prolongation pour voir Hec Kilrea inscrire le but de la victoire. La finale de la Coupe oppose les Red Wings aux Rangers de New York et la série entre les deux équipes débute dans le Madison Square Garden où les locaux s'imposent 5-1. Les deux matchs suivants sont joués dans l'Olympia Stadium. Après une victoire 4-2 des Red Wings, les Rangers ramènent une deuxième victoire lors du troisième match à la suite d'une victoire 1-0, l'unique but de la rencontre étant inscrit par Neil Colville alors que dans les buts des Rangers, Dave Kerr, arrête tous les tirs des Red Wings. Les joueurs de Détroit se retrouvent donc dos au mur avant le quatrième match et Marty Barry, meilleur pointeur de l'équipe au cours de la saison régulière, prend ses responsabilités en inscrivant l'unique but de la rencontre dans les dix dernières minutes de la rencontre. Le match décisif de la série est joué le 15 avril et les Red Wings s'imposent une nouvelle fois grâce à un blanchissage d'Earl Robertson, remplaçant de Smith dans les buts. En attaque, Barry marque le premier but de son équipe à la fin du premier tiers-temps, John Sorrell double la mise en deuxième période avant que Barry n'inscrive le but du 3-0 à la 42e minute.
Détroit devient la première équipe américaine à remporter deux Coupes Stanley consécutives alors que dans le même temps, Smith remporte le Trophée Vézina du meilleur gardien du circuit et Marty le Trophée Lady Byng en tant que joueur avec le meilleur état d'esprit de la saison. À la suite des très bonnes séries de Robertson, Adams décide de céder le jeune Turk Broda aux Maple Leafs de Toronto, un échange que le directeur général de la franchise du Michigan regrettera toute la fin de sa vie.

#### Des saisons sans succès (1937-1942)
Après deux saisons en haut du classement, l'équipe de Détroit finit la saison 1937-1938 à la dernière place de sa division avec seulement 12 victoires en 48 rencontres. Adams change de gardien avant la 1938-1939 avec l'arrivée de Tiny Thompson dans l'effectif. Alors que la LNH ne compte plus que sept équipes groupées en une seule division, les Red Wings se qualifient pour les séries éliminatoires. Ils passent le premier tour mais perdent en demi-finale contre Toronto dont les buts sont gardés par Turk Broda. À la fin de la 1939-1940, Ebbie Goodfellow met la main sur le Trophée Hart du meilleur joueur de la ligue mais cela n'empêche pas les Red Wings de perdre une nouvelle fois en demi-finale des séries 1940 contre Toronto.

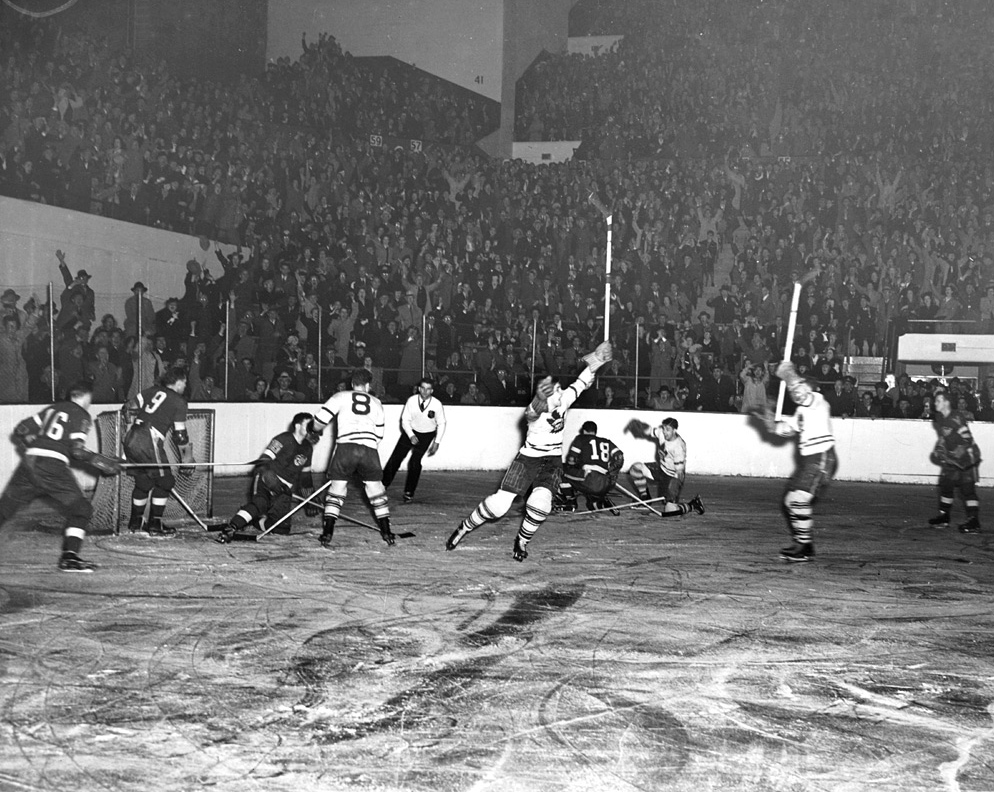
Match entre les Red Wings et les Maple Leafs de Toronto en 1942.

Menés par Syd Howe en attaque, les Red Wings atteignent la finale des séries éliminatoires de la Coupe Stanley 1941. Ils sont éliminés en 4 matchs sans réponse pour la première fois de l'histoire de la Coupe Stanley. La saison 1941-1942 est la dernière des Americans de Brooklyn qui finissent derniers du classement. Cinquièmes de la saison régulière, les joueurs de Détroit se hissent tout de même en finale des séries éliminatoires de la Coupe Stanley 1942 où ils affrontent les Maple Leafs de Toronto. Après trois rencontres, les Maple Leafs sont menés 3 matchs à 0. Hap Day, l'entraîneur de l'équipe, décide de bouleverser son équipe en choisissant de mettre sur le banc Gordie Drillon, Hank Goldup et Bucko McDonald pour faire jouer Don Metz, Gaye Stewart et Ernie Dickens. Cette décision réveille les autres joueurs des Maple Leafs qui renversent la situation et remportent les quatre rencontres suivantes pour gagner la Coupe Stanley. C'est la première fois qu'un tel retournement de situation se passe au hockey sur glace dans le sport professionnel Nord-Américain. Dans les buts de Toronto, Turk Broda ne concède que sept buts lors des quatre dernières rencontres de la finale.

#### La troisième Coupe Stanley (1942-1943)
La saison 1942-1943 se joue donc entre six équipes : les Canadiens de Montréal, les Maple Leafs de Toronto, les Rangers de New York, les Bruins de Boston, les Black Hawks de Chicago et enfin les Red Wings. Alors que depuis ses débuts la LNH passe son temps à voir son nombre d'équipe augmenter ou diminuer, il s'agit de la première de 25 saisons avec les six mêmes formations. Dans les buts, Johnny Mowers remporte le Trophée Vézina alors qu'aucun joueur des Red Wings ne se classe parmi les dix meilleurs pointeurs de la saison : Syd Howe est le meilleur réalisateur de l'équipe avec 55 points alors que l'attaquant des Black Hawks, Doug Bentley, en compte 73. Malgré tout, ce sont les Red Wings qui se classent premiers de la saison de 50 rencontres avec 25 victoires, 14 défaites et 11 nuls.
Comme il n'y a plus que six équipes, seulement les quatre meilleures formations participent aux séries éliminatoires de la Coupe Stanley 1943. Premier de la saison, Détroit joue contre Toronto, troisième, alors que l'autre demi-finale oppose les Bruins, deuxièmes, aux Canadiens de Montréal, dernière équipe qualifiée. Détroit élimine Toronto en six rencontres dont la dernière à la suite d'une prolongation. La finale 1943 oppose donc les Red Wings de Jack Adams aux Bruins de Art Ross. Les joueurs de Détroit remportent les deux premiers matchs joués chez eux sur le score de 6-2 et 4-3. Mowers démontre au cours des deux dernières rencontres qu'il mérite son trophée Vézina puisqu'il réussit deux blanchissages 4–0 et 2-0 pour offrir la troisième Coupe Stanley de l'histoire à son équipe,.
Les effets de la Seconde Guerre mondiale se font sentir du côté des champions en titre qui perdent au cours de l'été 1943 pas moins de 9 joueurs qui rejoignent le front. Ils finissent la saison suivante à la deuxième place du classement avec 25 points de retards sur les Canadiens, meilleure formation. Malgré le titre de champion et neuf points d'avance au classement, la franchise de Détroit est éliminée en demi-finale des séries en cinq rencontres par Chicago,. La saison 1944-1945 est encore dominée par les Canadiens devant les Red Wings mais ces derniers parviennent tout de même à se qualifier pour la finale 1945. Ils y retrouvent les Maple Leafs dont le gardien, Frank McCool, réalise trois blanchissages lors des trois premières rencontres de la finale. Détroit se reprend en gagnant les trois suivantes mais la Coupe revient finalement à Toronto qui remporte le septième match 2-1.
Avant les débuts de la saison 1945-1946, un jeune de 16 ans participe au camp d'entraînement des Red Wings, Gordie Howe. Trop jeune pour jouer avec la franchise de la LNH, il signe tout de même un contrat en novembre 1945 avec les Knights d'Omaha, franchise affiliée à celle de Détroit dans la United States Hockey League. Pendant ce temps, les joueurs de la LNH partis à la guerre sont de retour avec leurs équipes et les Red Wings se classent quatrièmes puis sont éliminés au premier tour des séries par les Bruins 4-1.

### Gordie Howe et les Red Wings (1946-1971)

#### Quatre nouvelles Coupe Stanley (1950, 1952, 1954 et 1955)

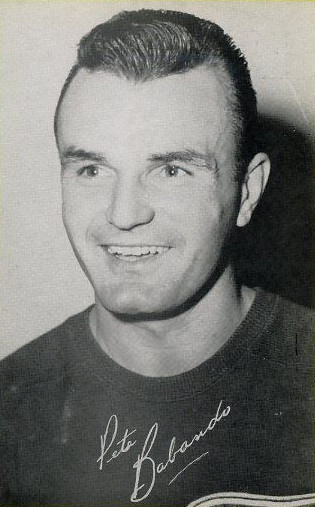
Pete Babando inscrit le but de la victoire lors de la finale de 1950

La saison 1946-1947 voit donc les débuts de Gordie Howe au sein des Red Wings. Il participe à son premier match le 16 octobre contre les Maple Leafs de Toronto ; lors de cette première partie, il inscrit un but et également se bat à deux reprises. Howe est placé sur la même ligne que deux futurs membres du temple de la renommée du hockey, Sid Abel et Ted Lindsay ; la ligne portera par la suite le surnom de The Production Line. Les Red Wings terminent dernière équipe qualifiée pour les séries éliminatoires et sont éliminés dès le premier tour par Toronto. Les Red Wings terminent la saison suivante à la deuxième place de la LNH  et même s'ils passent le premier tour des séries, ils sont éliminés en quatre matchs sans réponse en finale de la Coupe Stanley par les Maple Leafs. Les Red Wings finissent premiers de la LNH en 1948-1949 mais sont une nouvelle fois battus par Toronto en quatre rencontres en finale des séries.
La Production Line s'améliore encore la saison suivante alors que ses membres terminent aux trois premières places du classement des pointeurs sur la saison régulière : Lindsay premier avec 78 points, Abel deuxième avec 69 et Howe un point de moins à la troisième place. D'un point de vue collectif, les joueurs de Détroit sont premiers de la saison avec 88 points, 11 d'avance sur les Canadiens de Montréal. Lors des séries éliminatoires, l'équipe rencontre à nouveau les Maple Leafs mais cette fois en demi-finale. Lors du premier affrontement entre les deux clubs le 28 mars 1950, Howe se blesse et manque le reste des séries. Son équipe parvient tout de même à se défaire des joueurs de Toronto au bout de sept rencontres, dont les deux dernières sont remportées par des blanchissages de Harry Lumley. Lors du match décisif, Détroit s'impose sur le score de 1-0, l'unique but de la partie étant inscrit par Leo Reise au bout de huit minutes de prolongation.
La finale 1950 de la Coupe Stanley oppose les Red Wings aux Rangers. Les deux équipes se neutralisent lors des six premiers matchs avec trois victoires de chaque côté, un succès étant à chaque fois gagné sur la patinoire de l'autre équipe. Le dernier match de la série a lieu le 23 avril dans l'Olympia Stadium devant 13 905 spectateurs. Les visiteurs ouvrent le score puis doublent la mise en première période sur deux supériorités numériques. Les joueurs de Détroit reviennent dans la partie en profitant également d'une pénalité et inscrivent deux buts en 21 secondes par Pete Babando et Abel. Chaque équipe inscrit un but de plus avant la fin du deuxième tiers-temps pour porter la marque à 3-3. Les deux gardiens de la soirée, Harry Lumley et Chuck Rayner pour New York, arrêtent tous les lancers lors de la troisième période puis de la première prolongation. Il faut attendre la 88e minute pour voir Babando inscrire son deuxième but de la soirée et donner la première Coupe Stanley à son équipe depuis 6 ans.

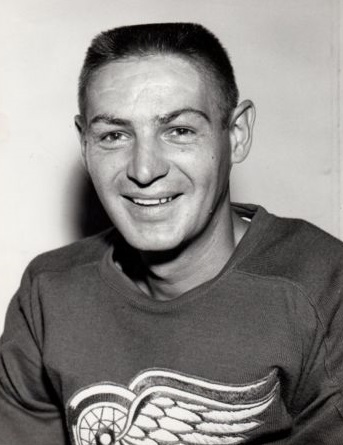
Terry Sawchuk (ici en 1963) arrive dans les buts de l'équipe en 1949.

Howe revient au jeu pour la saison 1950-1951 et décroche un record à la fin de la saison quand le 17 mars 1951, il dépasse le record de 82 points détenu jusque-là par Herb Cain pour le plus haut total de points pour un joueur en une saison. Deux jours plus tôt les Red Wings battent le record pour le nombre de victoires en une saison avec trente-neuf. Finalement, Howe termine la saison régulière avec quatre-vingt-six points et remporte ainsi son premier trophée Art-Ross du meilleur pointeur, le premier d'une série de quatre trophées consécutifs. Les Red Wings terminent premiers de la LNH mais sont éliminés dès le premier tour en six matchs par les Canadiens de Montréal, troisièmes au classement général. Les joueurs de Détroit sont tout de même mis en avant par la LNH : hormis Howe et son trophée Art-Ross, le jeune gardien Terry Sawchuk reçoit le Trophée Calder de la meilleure recrue et Leonard « Red » Kelly le Trophée Lady Byng.
Lors de la saison suivante, les Red Wings font signer le jeune Alexander Delvecchio pour donner un nouvel élan à l'équipe. Les résultats suivent effectivement puisque l'équipe termine une nouvelle fois en tête de la LNH, la quatrième fois consécutive. Howe est une nouvelle fois le meilleur pointeur de la ligue avec le même total que l'année passée et il remporte également son premier Trophée Hart en tant que meilleur joueur de la LNH. Dans les buts de l'équipe, Sawchuk confirme sa bonne première saison et reçoit le trophée Vézina du meilleur gardien du circuit. Au cours des séries éliminatoires, les Red Wings éliminent au premier tour les Maple Leafs de Toronto ; il ne faut que quatre matchs à la franchise du Michigan pour s'imposer, dont deux blanchissages lors des matchs 1 et 2,. Détroit est opposée à Montréal pour la finale 1952 ; les deux premiers matchs, joués à Montréal, tournent à l'avantage des visiteurs avec des victoires 3-1 et 2-1. Le troisième match de la finale se solde par un nouveau blanchissage de la part de Sawchuk. Le score final est de 3-0 avec un but de Lindsay et deux autres de Howe. Sawchuk réalise un quatrième blanchissage lors d'une nouvelle victoire 3-0 lors du match numéro 4 ; Metro Prystai inscrit le premier et le troisième but alors que le deuxième but est signé Glen Skov avec une assistance de Prystai.
Les joueurs de Détroit continuent sur leur lancée lors de la saison 1952-1953, ceci malgré le départ d'Abel pour rejoindre les Black Hawks de Chicago. En fin de saison lors d'une victoire 7-1 contre les Rangers, le 5 mars, Howe inscrit deux buts et compte trois passes en plus pour dépasser son record de points en une saison. Trois jours plus tard, l'équipe de Détroit gagne son match contre les Maple Leafs et s'assure ainsi de remporter le titre de meilleure équipe de la LNH, le cinquième consécutif, un record dans la LNH. À la fin de la saison régulière, Howe totalise 95 points pour le plus haut total jamais atteint sur une saison dans la LNH. Howe est le meilleur pointeur suivi par Lindsay deuxième et Delvecchio cinquième. Malgré ce trio offensif, les Red Wings sont éliminés dès le premier tour des séries en s'inclinant en six rencontres contre les Bruins de Boston. En 1953-1954, Howe est une nouvelle fois le meilleur pointeur de la saison régulière en comptant 91 points, 14 de plus que son dauphin, Maurice Richard des Canadiens de Montréal. Les Red Wings comptent un sixième titre consécutif de champion de la LNH avec Howe pour le trophée Art et Kelly qui est le premier récipiendaire du trophée James-Norris en tant que meilleur défenseur du circuit. Lors des séries éliminatoires, l'équipe de Détroit élimine celle de Toronto en cinq rencontres puis remporte une nouvelle Coupe Stanley en battant les Canadiens en sept rencontres, le dernier match se soldant par une victoire 2-1 des Red Wings grâce à un but en prolongation de Tony Leswick.
Les Red Wings finissent une nouvelle fois à la première place de la saison 1954-1955 mais avec seulement deux points d'avance sur les Canadiens de Montréal. Ces derniers étaient en tête quelques matchs avant la fin du calendrier mais à la suite d'une bagarre au cours d'une rencontre contre les Bruins de Boston, la vedette des Canadiens, Maurice Richard, est suspendu pour la fin de la saison et l'ensemble des séries éliminatoires. Earl « Dutch » Reibel et Howe finissent respectivement quatrième et cinquième pointeur de la LNH derrière trois joueurs des Canadiens. Les Red Wings remportent le premier tour des séries 1955 en quatre matchs sans partage contre les Maple Leafs. La finale de la Coupe oppose les deux meilleures formations de la saison, les Canadiens aux Red Wings et encore une fois, les joueurs de Détroit s'imposent en sept rencontres.

#### Les dernières années d'Adams puis les années 1960 et 1970, sans succès pour les Red Wings

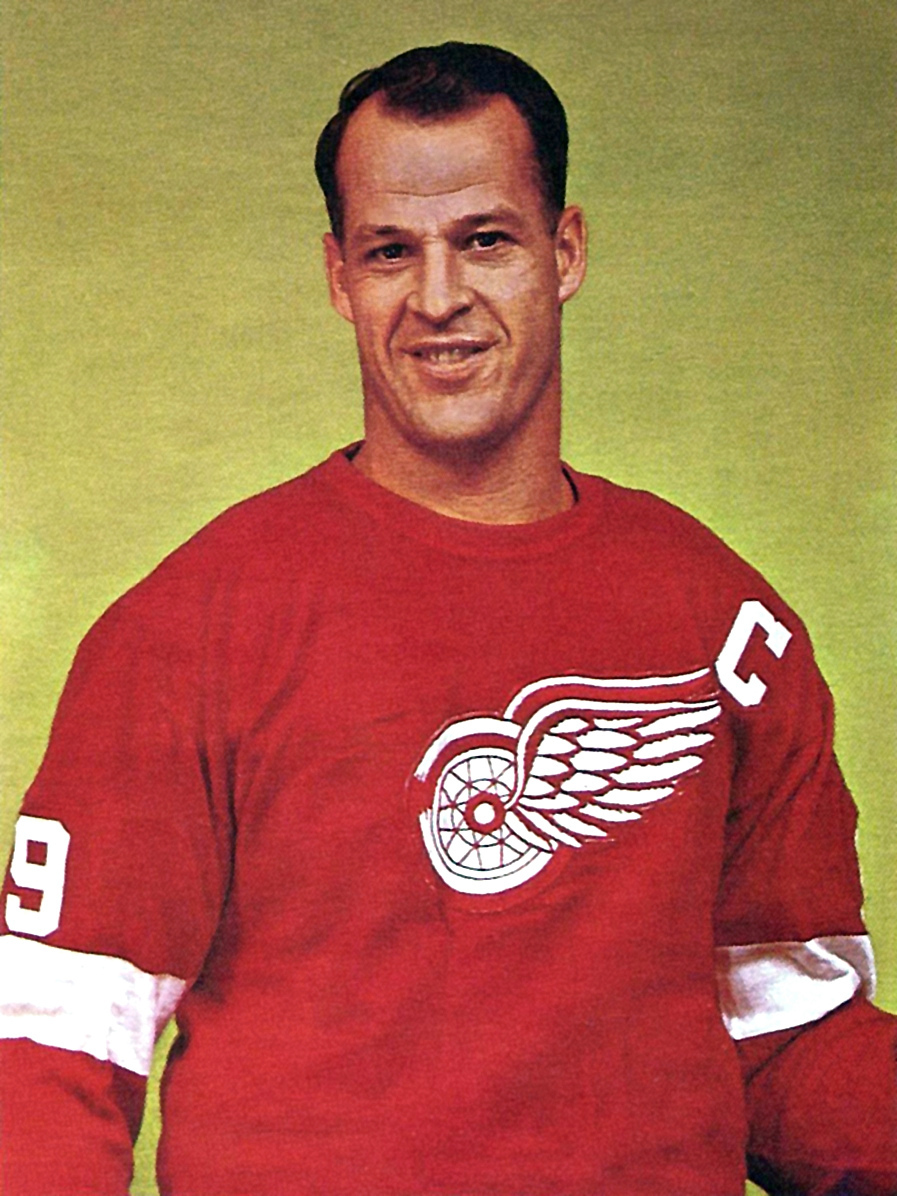
Gordie Howe marque la LNH en devenant son meilleur pointeur, passeur et buteur

À la suite de cette nouvelle Coupe Stanley, les Red Wings décident d'échanger leur gardien vedette, triple vainqueur du trophée Vézina, Terry Sawchuk. Il rejoint les Bruins de Boston au cours d'un échange entre plusieurs joueurs. Le rôle de portier de l'équipe est confié au jeune Glenn Hall qui remporte à la fin de la saison le trophée Calder. La saison 1955-1956 voit la revanche des Canadiens aussi bien à la fin de la saison régulière qu'en finale des séries. Les Red Wings finissent ainsi deuxièmes du classement puis sont battus en finale des séries 1956 en cinq rencontres. À la fin de la campagne 1956-1957, Howe est une nouvelle fois meilleur pointeur et remporte également le trophée Hart du meilleur joueur. Bien que les Red Wings terminent à la première place de la saison, ils sont éliminés dès le premier tour des séries par les Bruins et Sawchuk.
Pendant ce temps, en février 1957, un groupe de joueurs de la LNH essaient de créer un syndicat de joueurs. Ted Lindsay est un des meneurs du mouvement qui n'est pas bien accueilli par les propriétaires des franchises de la LNH. Ainsi, le 23 juillet de cette même année, Adams se sépare d'un des meilleurs joueurs de l'équipe jusque-là et l'envoie à Chicago en compagnie de Glenn. Dans le même temmps, Sawchuk et Abel sont de retour dans l'équipe pour la saison 1957-1958 alors que Howe décroche un nouveau record dans la LNH, le 28 novembre 1957, quand il réalise une passe décisive lors d'une partie nulle, trois buts partout, contre Toronto ; avec quatre cent-neuf passes décisives, il devient le meilleur passeur de l'histoire de la LNH. L'équipe termine à la troisième place du classement puis est éliminée dès le premier tour des séries par Montréal, en quatre matchs sans réplique. La saison 1958-1959 est une des pires de l'équipe depuis la saison 1937-1938 puisqu'elle ne parvient pas à se qualifier pour les séries avec la dernière place au classement.
En janvier 1960, Gordie Howe devient le meilleur pointeur de toute l'histoire de la LNH en inscrivant son 947e point au cours de son 888e match et à la fin de la saison, Howe remporte son cinquième trophée Hart ; il est le premier joueur de l'histoire à remporter cinq Trophées Hart. Les Red Wings parviennent à décrocher la dernière place qualificative pour les séries mais ils sont éliminés dès le premier tour en six rencontres par les Maple Leafs. Au début de la saison suivante, le 27 novembre 1960, Howe entre dans l'histoire en devenant le premier joueur à dépasser la barre des 1 000 points. À l'issue de la saison régulière, l'équipe termine encore une fois quatrième mais parvient à se défaire des Maple Leafs en demi-finale des séries éliminatoires. Ils sont battus en six rencontres par les joueurs de Chicago. Un an après avoir inscrit son millième point, le 26 novembre 1961, Howe devient le premier joueur de la LNH à jouer son millième match dans la grande ligue mais malgré les performances de leur attaquant, les Red Wings sont classés cinquièmes de la saison régulière.
Devant ce nouvel échec, les propriétaires de la franchise décident de se séparer de leur directeur-général en poste depuis la deuxième saison de l'histoire du club. Adams quitte donc le club à l'âge de 66 ans et prend alors la direction de la nouvelle Ligue centrale de hockey. Sid Abel, ancien joueur de Détroit et entraîneur de l'équipe depuis 1957, est nommé directeur-général. À la fin de la saison 1962-1963, l'équipe se place quatrième du classement. Howe est une nouvelle fois le meilleur pointeur et le meilleur joueur de la saison régulière. Lors des séries de 1963, les Red Wings passent le premier tour mais chutent en finale 4 matchs à 1.
Le 10 novembre 1963, Howe inscrit le 545e but de sa carrière, battant le record détenu jusque-là par Maurice Richard. L'équipe termine quatrième de la LNH et joue les demi-finales des séries contre Chicago. Howe en profite pour battre le record de points en série avec 127 réalisations en 122 apparitions. Les joueurs de Détroit atteignent la finale de la Coupe Stanley et au bout de cinq matchs, ils ne sont plus qu'à une victoire de leur huitième Coupe Stanley mais leurs adversaires, les Maple Leafs, s'imposent en prolongation pour forcer la tenue d'un septième match. Le dernier match n'est pas à l'image de la série alors que Toronto l'emporte sur le score de 4 buts à 0, pour une troisième Coupe Stanley consécutive.
Pour la première fois depuis la saison 1956-1957, les Red Wings de Détroit terminent à la première place du classement en 1964-1965. Norm Ullman, joueur de l'équipe depuis 1955, est le meilleur buteur de la saison et deuxième aux points derrière Mikita alors qu'Abel a réussi à convaincre son ami, Lindsay, de revenir jouer une saison avec Détroit. Mikita et les siens viennent à bout des joueurs de Détroit en sept rencontres dès le premier tour des séries Détroit glisse à la quatrième place du classement à la fin de la saison 1965-1966 alors que Howe inscrit le 600e but de sa carrière dans la LNH. Les Red Wings et les Black Hawks se rencontrent une nouvelle fois au premier tour des séries mais les joueurs de Détroit prennent leur revanche sur l'année précédente en remportant la série en six rencontres. Ils s'inclinent en finale de la Coupe contre les Canadiens de Montréal en six matchs. Le 19 octobre 1966, les Red Wings jouent le premier match de la saison 1966-1967 et à cette occasion Gordie Howe joue une 21e saison dans la LNH pour un nouveau record de la LNH. Il termine cinquième pointeur de la ligue mais cela ne suffit pas à son équipe pour qu'elle se qualifie pour les séries avec une cinquième place.
En 1967, la ligue nationale de hockey décide de passer de six à douze franchises lors du repêchage d'expansion qui voit l'arrivée des North Stars du Minnesota, des Kings de Los Angeles, des Seals d'Oakland, des Flyers de Philadelphie, des Penguins de Pittsburgh et des Blues de Saint-Louis. Ces six nouvelles équipes ont le droit de choisir vingt joueurs parmi les six équipes originales qui ont, pour leur part, le droit de « protéger » leurs douze meilleurs joueurs. Les six nouvelles franchises sont regroupées dans la division Ouest alors que les six équipes originales forment la division Est. Avec seulement 66 points, les Red Wings finissent à la fin du classement 1967-1968, seuls les Seals faisant pire au classement général. Ils sont également écartés de la course aux séries à la fin de la saison 1968-1969 avec une cinquième place de division. La saison 1969-1970 voit le retour de Détroit en séries mais la franchise est battue au premier tour par les joueurs de Chicago en quatre matchs sans réponse, les quatre rencontres finissant sur le score de 4-2.
Le 29 octobre 1970, Gordie Howe qui participe à sa 25e saison avec les Red Wings devient le premier joueur de la LNH à dépasser la barre des 1 000 passes décisives. Malgré ce nouveau record, la saison finit avec une septième et dernière place dans la division Est pour les joueurs de Détroit. Howe décide alors d'arrêter sa carrière en raison de problèmes d'arthrite à son poignet gauche. Il détient alors de nombreux records dans la LNH à savoir le plus grand nombre de buts (786), de passes décisives (1 023), de points (1 809) et de parties jouées (1 687). Deux ans après, il rejoint le Temple de la renommée du hockey et la franchise de Détroit décide de mettre en avant sa carrière en « retirant son numéro » pour toujours.
Pendant ce temps, les saisons sans séries continuent pour les Red Wings avec une cinquième place en 1971-1972, 1972-1973 et sixième en 1973-1974,. Offensivement, la relève est assurée par Marcel Dionne, Mickey Redmond ou encore Walt McKechnie. Howe, retraité depuis trois saisons fait son grand retour sur la glace en jouant pour les Aeros de Houston dans la ligue concurrente de la LNH, l'Association mondiale de hockey, en 1973-1974. Cette saison voit également la mise en place par la LNH d'un nouveau trophée individuel. Il est en effet décidé de remettre à la fin de chaque saison un trophée pour le meilleur entraîneur ; ce nouveau trophée prend le nom de l'ancien dirigeant de Détroit : le trophée Jack-Adams.
En 1974-1975, la LNH compte désormais 18 équipes et un nouveau changement de format de divisions est mis en place. Détroit joue donc la saison au sein de la Division Norris mais finit à la quatrième place, non qualificative pour les séries. Dionne est tout de même mis en avant et reçoit le Trophée Lady Byng. Il faut attendre la saison 1977-1978 pour voir les Red Wings faire leur retour pour les séries. Ils finissent en effet la saison à la deuxième place de la division derrière les Canadiens et parviennent même à passer le premier tour en battant en deux rencontres les Flames d'Atlanta. Ils sont éliminés au tour suivant par les joueurs de Montréal, futurs champions de la Coupe Stanley. La saison de l'équipe est mise en avant par Bobby Kromm qui reçoit le trophée Jack-Adams du meilleur entraîneur. Après cette saison, l'équipe espère repartir sur les mêmes bases mais ce n'est pas le cas et après deux nouvelles saisons sans séries, Kromm est remercié en mars 1980. Au mois de décembre de cette saison 1979-1980, les Red Wings quittent leur domicile du Detroit Olympia et emménagent dans le Joe Louis Arena.

### Les années 1980 et 1990, le renouveau

#### Le changement de propriétaire et les débuts d'Yzerman dans les années 1980

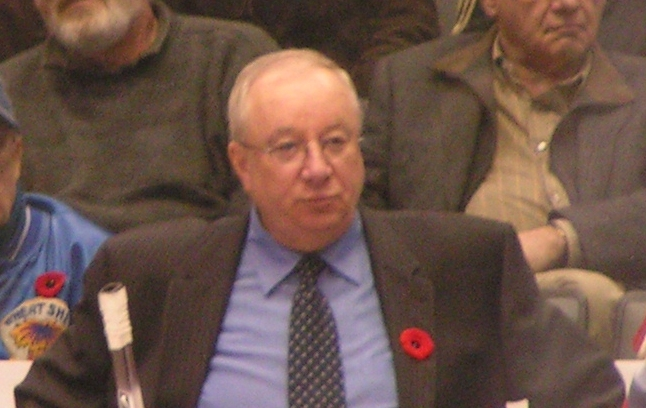
Jacques Demers, arrive au club en 1986 et redresse les Red Wings.

Après le changement de patinoire et le renvoi de Kromm, les dirigeants de la franchise tentent de mettre Ted Lindsay derrière le banc mais après une vingtaine de rencontres, l'ancienne vedette de l'équipe est remplacée par Wayne Maxner. Ce dernier ne parvient pas non plus à redresser la barre alors que l'équipe se classe avant-dernière de la saison 1980-1981. Après une nouvelle saison à la dernière place de la division Norris, le fils du premier propriétaire de l'équipe, Bruce Norris décide de céder son équipe à Marian et Mike Ilitch pour environ huit millions de dollars américains. Jim Devellano est nommé directeur-général de la franchise.
La saison 1982-1983 n'est toujours pas couronnée de succès alors que les Red Wings sont une nouvelle fois derniers de la saison régulière. Comme ses prédécesseurs, Devellano tente de profiter de cette mauvaise place pour sélectionner un jeune espoir lors du repêchage d'entrée dans la LNH de 1983. L'équipe fait son choix à la quatrième position et les Red Wings sélectionnent un centre de Cranbrook (Colombie-Britannique) qui va marquer l'histoire de la franchise : Steve Yzerman. Le jeune Yzerman tient ses promesses en finissant la saison 1983-1984 à la première place de son équipe avec 87 points. Malgré ces bons chiffres, Yzerman est bien loin des meilleurs : Wayne Gretzky, joueur vedette de la LNH et meilleur pointeur de la saison, compte 87 buts et 205 points. Malgré tout, pour la première fois depuis six saisons, les Red Wings jouent les séries 1984 même s'ils perdent 3 matchs à 1 au premier tour de ces séries par les Blues de Saint-Louis.
John Ogrodnick est le meneur 1984-1985 des Red Wings avec 105 points, 11 de plus que Ron Duguay et Yzerman. Les Red Wings finissent troisièmes de la division Norris mais perdent encore une fois au premier tour des séries, cette fois contre Chicago et en trois rencontres. Derniers de la saison 1985-1986, les Red Wings de Détroit choisissent en tant que toute première équipe du repêchage de 1986 ; ils sélectionnent alors Joe Murphy, convoité par de nombreuses équipes. Devellano ne souhaite pas échanger son choix de repêchage et Murphy débute au sein des Red Wings pour la saison 1986-1987. Malgré les annonces de son directeur-général, Murphy ne joue que cinq rencontres dans la LNH lors de cette saison. Jacques Demers, le nouvel entraîneur de l'équipe, décide de nommer le jeune Yzerman capitaine de l'équipe. À 21 ans, ce dernier blessé une grande partie de la saison précédente, est le plus jeune capitaine de l'histoire de la franchise.
Il finit meilleur pointeur de son équipe avec 90 points et aide son équipe à se qualifier pour les séries 1987 avec la deuxième place de la division. Pour la première fois depuis des années, les joueurs de Demers passent le premier tour puis les finales de division pour finalement être éliminés en finale d'association contre les Oilers d'Edmonton, champions de la saison régulière et futurs champions de la Coupe Stanley. En 1987-1988, Yzerman dépasse la barre des 100 points alors qu'il manque une quinzaine de rencontres. L'équipe commence à trouver ses marques collectivement parlant et finit pour la première fois à la première place de la division homonyme de l'ancien propriétaire. Les Red Wings passent une nouvelle fois les deux premiers tours des séries mais tombent une nouvelle fois en finale d'Association, toujours contre les Oilers. À la fin de ces deux bonnes saisons, Demers reçoit à chaque fois le trophée du meilleur entraîneur de la Ligue nationale de hockey.
Yzerman hausse son niveau lors de la 1988-1989 en inscrivant 155 points ; il est troisième pointeur de la saison derrière Mario Lemieux des Penguins de Pittsburgh (199 points) et Gretzky (168) qui joue désormais avec les Kings de Los Angeles. Malgré sa première place dans la division, Détroit est éliminée dès le premier tour par les Blackhawks de Chicago. Le repêchage 1989 de la LNH est un événement décisif dans l'histoire des Red Wings avec la sélection de plusieurs joueurs qui vont devenir clé dans l'équipe : Nicklas Lidström au troisième tour, Sergueï Fiodorov au quatrième et également Vladimir Konstantinov au onzième tour. Yzerman finit la saison 1989-1990 avec 127 points, troisième derrière Wayne Gretzky et Mark Messier mais cela ne suffit pas pour que les Red Wings se qualifient pour les séries alors qu'ils finissent derniers de la division. Au début de la saison, le 15 octobre 1989, Gretzky dépasse le total de points de Howe.

#### L'arrivée de Bowman et la montée en puissance du début des années 1990

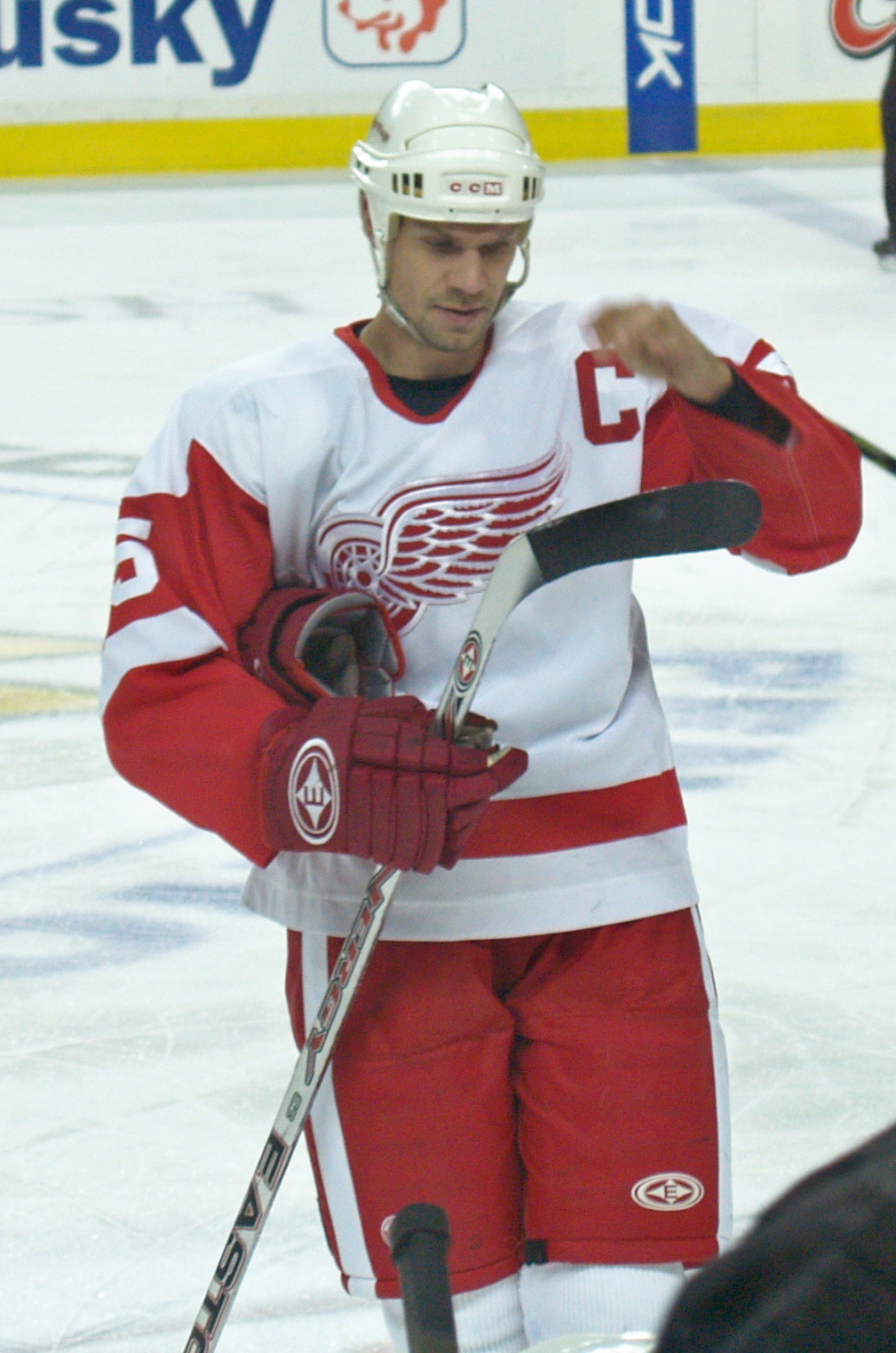
Nicklas Lidström fait ses débuts avec Détroit en 1991. Il quitte l'équipe 20 ans et 4 Coupes Stanley plus tard.

À la suite de cette saison, Mike Ilitch décide de changer la direction de l'équipe et il nomme Bryan Murray au poste d'entraîneur et également de directeur-général. L'équipe parvient à jouer les séries éliminatoires grâce à leur troisième place dans la division mais elle est éliminée dès le premier tour par les Blues de Saint-Louis en sept rencontres. Au cours de cette saison, Sergueï Fiodorov fait ses débuts avec l'équipe et il est sélectionné dans l'équipe des recrues. Au début de la saison 1991-1992, c'est au tour des deux autres joueurs choisis par Détroit au repêchage de 1989 de faire leurs débuts dans la LNH, Konstantinov et Lidström ; l'équipe compte également sur le renfort de Viatcheslav Kozlov sélectionné en 1990. Ces arrivées font du bien à l'équipe qui finit à la première place de la division. Au cours des séries éliminatoires 1992, les joueurs de Détroit sont menés par les North Stars du Minnesota 3 matchs à 1 avant de réussir à remporter la série 4-3. Les Red Wings sont éliminés au tour suivant par les Blackhawks de Chicago, futurs finalistes de la Coupe Stanley. En 1992-1993, les Red Wings sont deuxièmes de leur division puis perdent au premier tour des séries en sept rencontres contre les joueurs de Toronto.
Murray décide de laisser son poste d'entraîneur pour se concentrer sur ses fonctions de directeur-général et il nomme à sa place un entraîneur talentueux et déjà vainqueur de la Coupe Stanley à six reprises, Scotty Bowman. À la fin de la saison 1993-1994, l'équipe de Détroit est la meilleure de l'Association de l'Ouest alors que Fiodorov finit deuxième pointeur derrière l'inévitable Gretzky. Ce dernier dépasse même au cours de la saison un des records de Howe quand il inscrit le 802e but de sa carrière. Malgré cette très bonne saison régulière, les affaires des Red Wings tournent court pour les séries 1994 puisqu'ils sont éliminés dès le premier tour par la jeune franchise des Sharks de San José. La bonne saison des Red Wings est tout de même récompensée par l'intermédiaire de Fiodorov qui met la main sur trois trophées : le trophée Lester-B.-Pearson du meilleur joueur selon les autres joueurs, le Trophée Hart du meilleur joueur selon les journalistes et enfin le trophée Frank-J.-Selke en tant qu'attaquant ayant démontré le plus de compétences défensives.
Bowman estime alors qu'un des points faibles de l'équipe est l'absence d'un gardien digne de nom. En effet, au cours de la saison 1993-1994, l'équipe s'appuie sur cinq portiers différents et parmi eux le jeune Chris Osgood, qui joue sa première saison dans la LNH, est le gardien le plus utilisé. Afin d'y remédier, la franchise recrute le gardien des Flames de Calgary, Mike Vernon, afin de prendre le poste de gardien titulaire et de former Osgood. Les débuts de la saison 1994-1995 sont repoussés en raison d'un lock-out des joueurs en l'absence d'accord avec les dirigeants de la LNH. Cette saison écourtée réussit bien aux Red Wings qui retrouvent la première place de la LNH, première place qu'ils n'avaient plus occupée depuis 30 ans. Malgré tous les talents offensifs de la formation, le meilleur pointeur de Détroit est un défenseur en la personne de Paul Coffey, auteur de 58 points et sixième au classement général. Il reçoit à la fin de la saison le trophée James-Norris du meilleur défenseur ; il est le deuxième joueur de l'histoire de la franchise à mettre la main sur ce trophée après Kelly en 1953-1954. Les débuts des séries éliminatoires se passent de la meilleure des manières puisque les joueurs de Détroit battent tour à tour les Stars de Dallas, 4 matchs à 1, les Sharks de San José, 4-0, puis les Blackhawks de Chicago, également 4-1, pour atteindre la finale de la Coupe pour la première fois depuis 29 ans. Ils y sont opposés aux Devils du New Jersey, cinquième meilleure formation de l'association de l'Est. À la surprise générale, le système défensif mis en place par Jacques Lemaire piège les Red Wings qui s'inclinent en quatre matchs sans réponse, Martin Brodeur, le gardien des Devils n'accordant que sept buts dans la série finale.
Après l'ajout de Viatcheslav Fetissov au cours de la campagne 1994-1995, c'est au tour d'Igor Larionov de rejoindre les Red Wings au début de la saison 1995-1996. Bowman s'inspire de la grande époque de l'équipe soviétique et met en place une ligne composée uniquement de joueurs de Russie qui est rapidement surnommée les Russian Five : Vladimir Konstantinov et Viatcheslav Fetissov en défense, Igor Larionov, Sergueï Fiodorov et Viatcheslav Kozlov en attaque,. D'un point de vue collectif, les Red Wings connaissent leur meilleure saison avec 62 victoires, un record pour la LNH, et 131 points, un de moins que le record obtenu par les Canadiens sous la direction de ce même Bowman en 1976-1977. Les Red Wings remportent le Trophée des présidents de la meilleure équipe de la saison alors que les Red Wings sont mis en avant lors de la remise des trophées : Fiodorov reçoit le Trophée Selke, Bowman celui du meilleur entraîneur et les deux gardiens, le trophée William-M.-Jennings des gardiens ayant accordés le moins de buts au cours de la saison régulière,. Au cours de la saison, Coffey devient le premier défenseur de l'histoire de la LNH à collecter 1 000 passes décisives alors qu'Yzerman inscrit le 500e but de sa carrière et Bowman devient l'entraîneur avec le plus grand nombre de matchs joués de la LNH.
Malgré cette bonne saison régulière, les joueurs de Détroit sont battus au deuxième tour des séries par l'Avalanche du Colorado, équipe faisant suite aux Nordiques de Québec. Au cours du sixième match de la série, Claude Lemieux porte un violent coup de crosse à Kris Draper, lui cassant la mâchoire, le nez et l’os orbital. Lemieux reçoit une amende et une suspension de deux matchs alors que Draper est en convalescence la majeure partie de l'été. L'ensemble du monde du hockey autour des Red Wings prend l'affaire très au sérieux et Lemieux devient rapidement l'ennemi à abattre,.

#### Les huitième et neuvième Coupes Stanley (1996-1997 et 1997-1998)

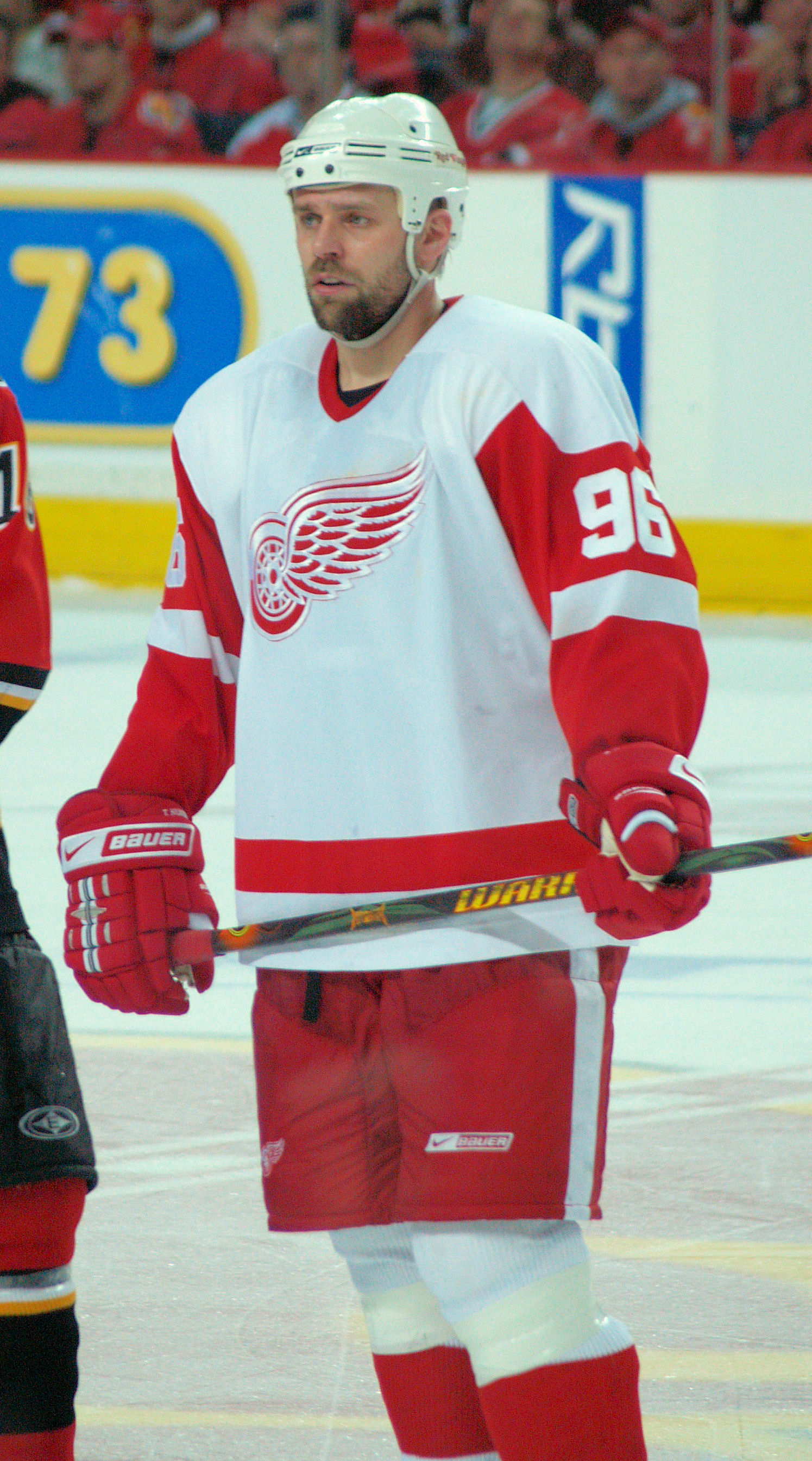
Entre 1996 et 2012, Tomas Holmström est l'un des grands artisans des succès de Détroit.

L'équipe des Red Wings continue à se renforcer pour la saison 1996-1997 avec l'arrivée du jeune attaquant suédois, Tomas Holmström, et également du défenseur vétéran, Larry Murphy. Au tout début de la saison, Brendan Shanahan quitte  les Whalers de Hartford pour rejoindre Détroit ; il finit la saison régulière à la première place des pointeurs de l'équipe avec un total 87 points, 2 de plus que son capitaine, Steve Yzerman. Avec « seulement » 94 points, les Red Wings se classent troisième de l'Association de l'Ouest derrière l'Avalanche et les Stars de Dallas. Le 26 mars 1997, un terrible match est joué entre l'Avalanche et les Red Wings avec neuf combats au cours de la soirée. La plus grosse des neuf bagarres implique Igor Larionov, Darren McCarty et Vernon pour les Red Wings contre Peter Forsberg, Claude Lemieux et Patrick Roy pour le Colorado.
Bien aidés par deux des lignes mises en place par Bowman, la Grind Line, composée de Draper, Maltby et Joe Kocur, et les Russian Five, les Red Wings passent les premiers tours des séries en battant les Blues de Saint-Louis en six matchs puis les Mighty Ducks d'Anaheim en quatre rencontres. Les Red Wings de Détroit affrontent l'Avalanche du Colorado en finale d'Association et ce sont les champions en titre qui remportent la première rencontre. Ils mènent également 2-0 lors du deuxième match mais un but de Larionov remet les Red Wings dans la course et ils s'imposent finalement 4-2. Les joueurs de Détroit gagnent les deux rencontres suivantes sur les scores de 2-1 et 6-0 avec un blanchissage de Vernon. Colorado réagit à son tour en réalisant un blanchissage lors du cinquième match, également sur la marque de 6-0. La série est finalement remportée par les joueurs de Détroit à la suite d'une victoire 3-1, le 26 mai.
La finale oppose les Red Wings aux Flyers de Philadelphie, également troisième meilleure équipe de leur association. La première rencontre est jouée le 31 mai dans le CoreStates Center. Les Red Wings s'imposent sur le score de 4-2 lors du premier match puis du deuxième.
Les Flyers réagissent en inscrivant le premier but lors du troisième match qui se joue dans le Joe Louis Arena dès le début du premier tiers-temps. Ce but, inscrit par John LeClair, est finalement le seul de la soirée pour la franchise de la Pennsylvanie. Yzerman inscrit le premier but des Red Wings deux minutes après LeClair à la 9e minute. Fiodorov puis Martin Lapointe inscrivent deux autres buts avant la fin du tiers-temps. Au deuxième tiers-temps, le russe inscrit un autre but puis c'est au tour de Shanahan d'inscrire son nom sur la feuille de marque. Détroit s'impose sur le score de 6-1, Lapointe marquant un deuxième but au début du dernier tiers. Les joueurs de Détroit ont donc l'occasion de remporter la Coupe Stanley avec trois matchs d'avance à l'occasion du match du 7 juin. Lidström ouvre le score pour les Red Wings à la fin de la première période et McCarty inscrit également un but un peu après la mi-match. Malgré un but inscrit dans les dernières secondes par Eric Lindros, les Red Wings remportent leur première Coupe Stanley depuis 42 ans. Le gardien de Détroit remporte le trophée Conn-Smythe du meilleur joueur des séries.

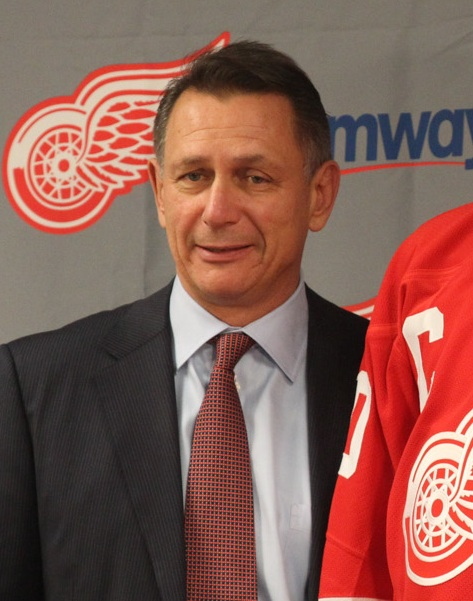
Ken Holland est nommé directeur général de la franchise en 1997.

Le 13 juin, six jours après la victoire, les Red Wings organisent un tournoi de golf et un repas entre eux afin de fêter la Coupe Stanley. Konstantinov, Fetissov et un masseur de l'équipe, Sergueï Mnatsakanov, sont ramenés chez eux dans une limousine. Le chauffeur de la limousine, qui n'a déjà plus le permis, s'endort au volant et ne parvient pas à reprendre le contrôle de la voiture. Cette dernière traverse toutes les voies de la route pour venir percuter un arbre. Aucun des passagers ne portant de ceinture de sécurité, ils sont tous les trois blessés. Alors que Fetissov n'est que légèrement blessé, les deux autres Russes tombent dans le coma. Il faut attendre quatre semaines pour que le masseur revienne à lui et une de plus pour Konstantinov, dont la carrière de joueur de hockey prend fin.
Vernon à la recherche d'un contrat de trois saisons quitte les Red Wings et s'engage pour les Sharks de San José pour la saison suivante ce qui laisse le rôle de gardien numéro un à Chris Osgood. Dans le même temps, Ken Holland devient le nouveau directeur-général de la franchise.
Comme la saison passée, les Red Wings se classent troisièmes de l'Association de l'Ouest toujours derrière les Stars et l'Avalanche même si cette année, ce sont les joueurs de Dallas qui finissent premiers de la LNH. Le premier tour des séries voit la victoire des joueurs de Détroit sur les Coyotes de Phoenix en six rencontres. Ils éliminent ensuite les Blues de Saint-Louis encore une fois en six rencontres. La finale de l'association de l'Ouest oppose le champion en titre contre la meilleure équipe de la saison régulière. Il faut six matchs de plus pour la qualification de Détroit, le dernier match se soldant par un blanchissage 2-0 des Red Wings.
Les Red Wings sont opposés aux Capitals de Washington pour la finale 1998 qui débute sur la glace de Détroit le 9 juin 1998. Les joueurs locaux prennent l'avantage avec une victoire 2-1, les deux buts des Red Wings étant inscrits au cours de la première période. Yzerman inscrit le premier but du deuxième match au cours du premier tiers-temps mais les Capitals inscrivent trois buts sans réponse au cours de la deuxième période. Yzerman remet ses joueurs dans la course au début du troisième tiers-temps et après un but pour chaque équipe, Douglas Brown inscrit le but de l'égalisation à cinq minutes de la fin du match. Les deux équipes jouent donc une prolongation et au bout de 15 minutes, Draper offre la victoire aux Red Wings.
La finale se déplace à Washington dans le MCI Center pour les matchs 3 et 4. Holmström inscrit le premier but de la soirée après une trentaine de secondes et il faut attendre la 50e minute pour voir les Capitals égaliser par l'intermédiaire de Brian Bellows. Cinq minutes plus tard, Fiodorov inscrit le but de la victoire pour Détroit. Comme pour la finale 1997, les Red Wings ont donc trois matchs d'avance le jour du quatrième match de cette finale. Au bout de 10 minutes de jeu, Brown ouvre le score pour Détroit ; LaPointe double la mise au début du deuxième tiers-temps alors que les Capitals inscrivent un but par Bellows cinq minutes plus tard. Le défenseur Larry Murphy inscrit un troisième but pour Détroit quelques minutes plus tard et finalement au début de la troisième période, Brown, inscrit un quatrième but pour son équipe. Cette dernière remporte donc une nouvelle Coupe Stanley, la neuvième de son histoire. Lors de la remise de la Coupe à l'équipe, Konstantinov vient au centre de la patinoire en fauteuil roulant pour recevoir le trophée des mains d'Yzerman, sacré meilleur joueur des séries.
Le classement de l'Association de l'Ouest est le même à la fin de la saison 1998-1999 que lors de la saison passée : les Stars premiers, l'Avalanche deuxième et Détroit troisième. Peu de temps avant la fin de la saison, le défenseur vedette Chris Chelios rejoint les Red Wings contre Anders Eriksson. Les Red Wings parviennent plus facilement à passer le premier tour des séries en éliminant les Mighty Ducks en quatre matchs. Ils trouvent une nouvelle fois sur leur route les joueurs du Colorado lors du tour suivant et les doubles champions en titre s'inclinent en six rencontres,. Malgré l'ajout du vétéran Pat Verbeek en début de saison, Détroit glisse à la quatrième place de l'Association à la fin de la saison 1999-2000 et est une nouvelle fois éliminés par l'Avalanche en demi-finale d'Association. La saison est tout de même riche en accomplissements personnels pour les joueurs de Détroit : Yzerman marque son 600e but puis son 1 500e point, Verbeek les 500e buts et 1 000e points, Shanahan dépasse les 400 points et Fiodorov les 300. Yzerman remporte également un nouveau trophée Selke.

### Les années 2000

#### La dixième Coupe Stanley (2001-2002)

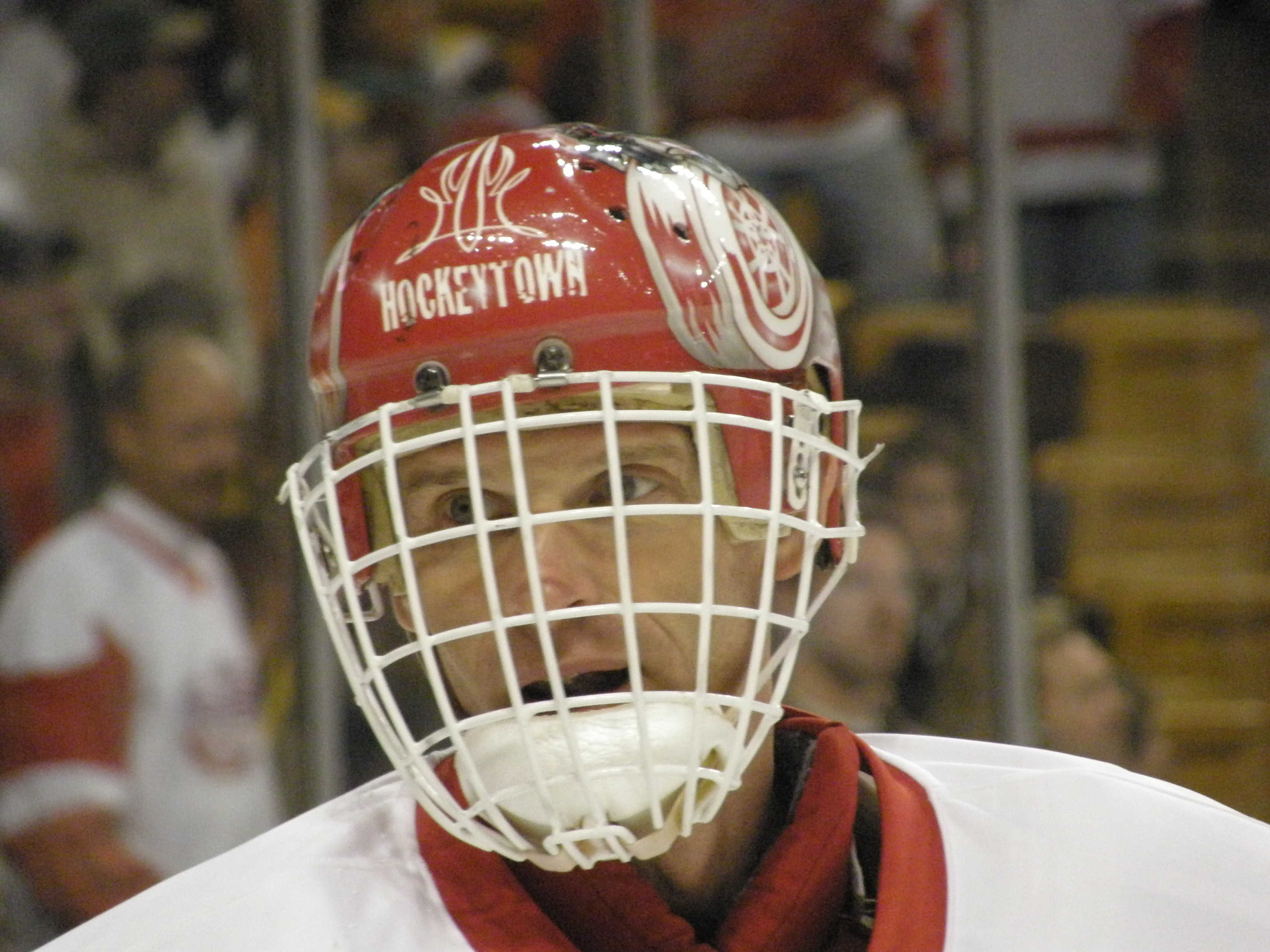
Dominik Hašek rejoint la franchise de Détroit en 2001 et la mène à sa dixième Coupe Stanley.

Avec 111 points à la fin de la campagne 2000-2001, les Red Wings sont de retour à la tête de leur division mais toujours derrière l'Avalanche dans l'association. Malgré ce bon classement, ils sont éliminés dès le premier tour des séries par les Kings de Los Angeles. Lidström, finaliste lors des trois saisons passées pour le titre de meilleur défenseur, reçoit enfin le Trophée Norris à la cérémonie des trophées de la LNH. Dans les buts de l'équipe, Osgood et le jeune Manny Legacé se partagent le travail mais les dirigeants de la franchise considèrent que pour gagner une nouvelle Coupe Stanley, il leur faut un gardien de plus haut calibre. Ainsi, ils font venir l'agent libre Dominik Hašek et Osgood quitte l'équipe pour rejoindre les Islanders de New York. Dans le même temps, l'équipe fait venir Brett Hull, depuis les Stars de Dallas, et Luc Robitaille, des Kings de Los Angeles.
L'équipe toujours dirigée par Bowman finit la saison régulière avec 116 points, 15 de plus que les Bruins de Boston, deuxièmes au classement général. Offensivement, l'équipe est menée par Shanahan (75 points), Fiodorov (68), Hull (63) et le défenseur suédois Lidström (59). La saison voit également les débuts d'un jeune russe au sein de l'équipe, Pavel Datsiouk.
L'équipe de Détroit affronte les Canucks de Vancouver au premier tour des séries et les Canucks surprennent tout le monde en remportant les deux premières rencontres sur la glace du Joe Louis Arena. Yzerman et les siens réagissent cependant de la meilleure manière en gagnant les deux matchs suivants sur la glace de Vancouver puis Hašek ne concède aucun but lors du cinquième match et une victoire 4-0 de Détroit. Le sixième match voit également une victoire des Red Wings sur le score de 6-4. La série suivante contre les Blues de Saint-Louis démarre mieux pour les Red Wings qui s'imposent 2-0 et 3-2 lors des matchs joués à domicile. Malgré une défaite 6-1 lors du troisième match, les joueurs de Détroit remportent les deux rencontres suivantes avec une victoire 4-3 puis un nouveau blanchissage de leur défense 4-0.

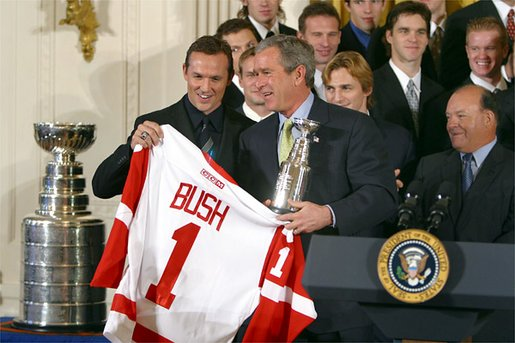
Le président George Bush reçoit un maillot de la part d'Yzerman et des Red Wings champions 2002 de la Coupe Stanley.

La finale de l'Association de l'Ouest voit une opposition devenue habituelle dans les séries au cours de la dernière décennie : l'Avalanche du Colorado contre les Red Wings de Détroit. Détroit remporte le premier match sur sa patinoire mais Colorado égalise la série après une victoire 5-4 en prolongation le 20 mai. Le troisième match se termine également en prolongation mais cette fois, la victoire revient aux Red Wings avec un but de Fredrik Olausson à la 72e minute de jeu. Colorado égalise une nouvelle fois la série avec un succès 3-2 et puis prend l'avantage à l'issue du cinquième match, une victoire 2-1 en prolongation grâce à un but de Peter Forsberg. Au pied du mur, les Red Wings n'ont pas d'autre choix que de gagner les deux matchs suivants. Le premier a lieu le 29 mai et à la fin du premier tiers-temps, ils sont devants, 1-0, le but étant inscrit juste avant la pause par Shanahan. Au milieu de la deuxième période, McCarty double la mise et Dominik Hašek arrête l'intégralité des 24 lancers adverses pour un blanchissage 2-0. Le dernier match de la série se joue donc sur la glace du Joe Louis Arena et les locaux prennent rapidement l'avantage avec un premier but inscrit par Tomas Holmström dans les deux premières minutes de jeu. Rapidement, Fiodorov trouve le fond du filet, puis c'est au tour de Robitaille. Avec un deuxième but, Holmström permet aux Red Wings de terminer le premier tiers-temps avec une avance de 4-0. Hull, Olausson et enfin Datsiouk viennent alourdir la note et donner la qualification aux Red Wings avec une victoire finale 7-0.
Les Red Wings rencontrent les Hurricanes de la Caroline en finale de la Coupe Stanley 2002. Malgré un premier but inscrit par Fiodorov, Détroit s'incline lors du premier match 3-2 à la suite d'un but de Ron Francis en prolongation. L'équipe de Détroit gagne le deuxième match sur le score de 3-1. Le troisième match voit la neutralisation des deux formations au cours du temps réglementaire 2-2. Trois périodes de prolongation sont nécessaires avant de voir le joueur russe Larionov tromper Artūrs Irbe et donner la victoire à l'équipe de Détroit. Le quatrième match de la série voit une nouvelle victoire des Red Wings avec un blanchissage de Hašek 3-0, le sixième des séries pour le gardien international tchèque.
Les joueurs de Détroit ont l'occasion de remporter la Coupe Stanley devant leur public le 13 juin 2002. Aucune équipe ne parvient à inscrire le moindre but au cours du premier tiers-temps, Hašek arrêtant 5 tirs et Irbe, 12. Le nombre de lancers s'équilibre au cours du deuxième tiers-temps avec 8 pour les Red Wings contre 7 pour les Hurricanes mais Holmström et Shanahan trouvent le fond du filet alors que seul Jeff O'Neill parvient à tromper la défense de Détroit. Les locaux parviennent à maintenir leur avance jusqu'à la fin de la période et Shanahan vient inscrire un troisième but dans la dernière minute de jeu alors que l'entraîneur de la Caroline, Paul Maurice, a fait sortir Irbe pour mettre un sixième joueur sur la glace. Les Red Wings de Détroit peuvent savourer leur dixième Coupe Stanley alors que le défenseur suédois Nicklas Lidström devient le premier joueur européen à remporter le trophée Conn-Smythe du meilleur joueur des séries.

#### Les échecs successifs puis le départ d'Yzerman

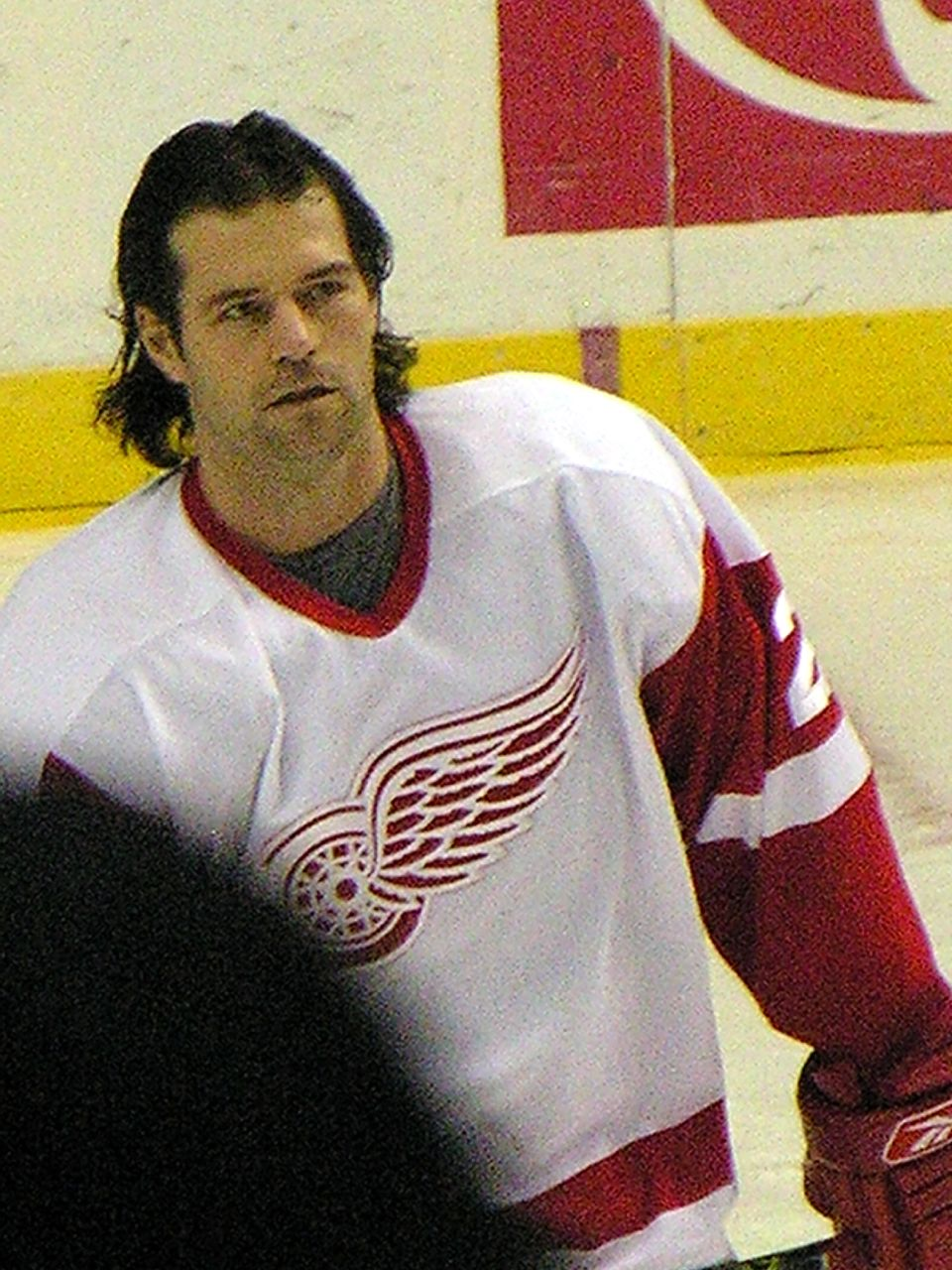
Ancien attaquant des Red Wings, Robert Lang a porté le maillot à la roue ailée de 2003 à 2007.

Hašek annonce qu'il prend sa retraite en affirmant que sa carrière est alors complète. Dans le même temps, Bowman met également fin à sa carrière après neuf Coupes Stanley ; il est remplacé par Dave Lewis, son adjoint.
Curtis Joseph devient le nouveau portier des Red Wings pour la saison 2002-2003. L'équipe de Détroit se classe premier de sa division, deuxième de l'Association de l'Ouest avec 110 points contre 111 pour les Stars de Dallas et 113 pour les Sénateurs d'Ottawa, meilleure formation de la LNH. Malgré cette bonne saison régulière, les séries 2003 tournent court alors que l'équipe est éliminée dès le premier tour en quatre matchs par les Mighty Ducks d'Anaheim. Yzerman manque une bonne partie de la saison pour soigner son genou et à la fin de la saison, il reçoit le trophée Bill-Masterton de la LNH en raison de son courage et de sa bonne fin de saison alors que Lidström reçoit un nouveau trophée Norris et Shanahan est récompensé en recevant le trophée King-Clancy pour son implication dans le monde du hockey. La saison est la première dans la ligue d'un jeune joueur suédois, Henrik Zetterberg.
Avant les débuts de la saison suivante, Fiodorov quitte les Red Wings pour rejoindre les Ducks avec un contrat de cinq saisons pour 40 millions de dollars alors que Détroit proposait quatre ans. L'équipe de Détroit s'appuie alors sur Datsiouk et Hull, tous les deux auteurs de 68 points à la fin de la saison. En cours de saison, Robert Lang rejoint l'équipe et l'aide à finir à la première place de toute la LNH avec 109 points. Encore une fois, l'équipe ne parvient pas à tenir la distance lors des séries 2004 ; même s'ils remportent le premier tour contre Nashville, ils sont éliminés au tour suivant par les Flames en six matchs.
La saison 2004-2005 de la LNH est annulée en raison d'un lock-out entre les dirigeants et les joueurs. En juillet 2005, Holland annonce que Lewis n'est pas reconduit dans ses fonctions pour la saison 2005-2006 ; il est remplacé par Mike Babcock, entraîneur de deux ans d'expérience avec les Ducks et deux finales de Coupe Stanley. Dans le même temps, Hull quitte l'équipe, signe avec les Coyotes de Phoenix mais met fin à sa carrière de plus de 1 200 rencontres dans la LNH après cinq rencontres. Au cours d'un match du début de saison contre les Predators de Nashville, le 21 novembre 2005, Jiří Fischer souffrant d'un malaise s'effondre sur le banc. Son cœur vient de s'arrêter et grâce aux médecins sur le banc et dans la salle du Joe Louis Arena, il est réanimé après une perte de connaissance de près de six minutes par le docteur Tony Colucci.

Après avoir dominé une fois de plus la saison 2005-2006 avec 124 points et le cinquième Trophée des présidents en dix ans, les Red Wings se font une nouvelle fois battre dès le premier tour des séries par Edmonton 4 victoires à 2.

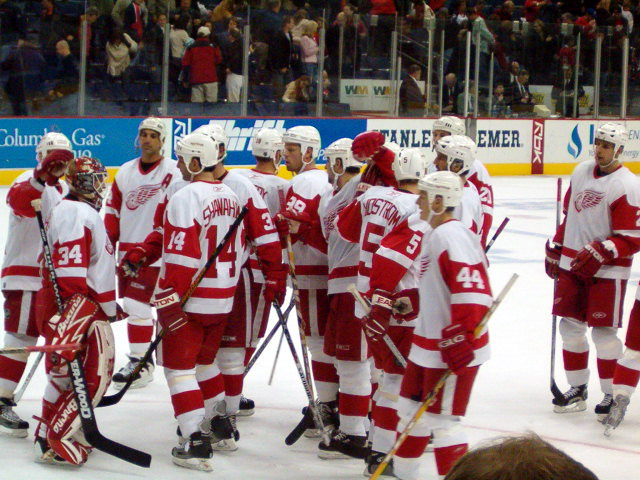
L'équipe des Red Wings de Détroit lors de la saison 2005-2006.

Mais l'année 2006 reste une année charnière pour les Red Wings avec le départ à la retraite de leur capitaine historique, Steve Yzerman arrête sa carrière après de nombreuses blessures ; il devient peu de temps après le vice-président des Red Wings de Détroit. Après un an de retraite puis une saison avec Ottawa, Dominik Hašek est de retour au sein de Détroit pour la saison 2006-2007 ; c'est également le cas d'Osgood. Le 2 janvier, les Red Wings honorent la carrière d'Yzerman en retirant son numéro 19. Les Red Wings finissent la saison régulière en tête de l'Association de l'Ouest avec autant de points que les Sabres de Buffalo, premiers de la LNH en raison d'un nombre de victoires supérieur. Les Red Wings passent le premier tour des séries en éliminant les Flames de Calgary 4 matchs à 2 puis éliminent les Sharks de San José sur le même score. Ils s'inclinent finalement contre les Ducks en finale d'Association 4-2.

#### Une onzième Coupe Stanley (2007-2008)

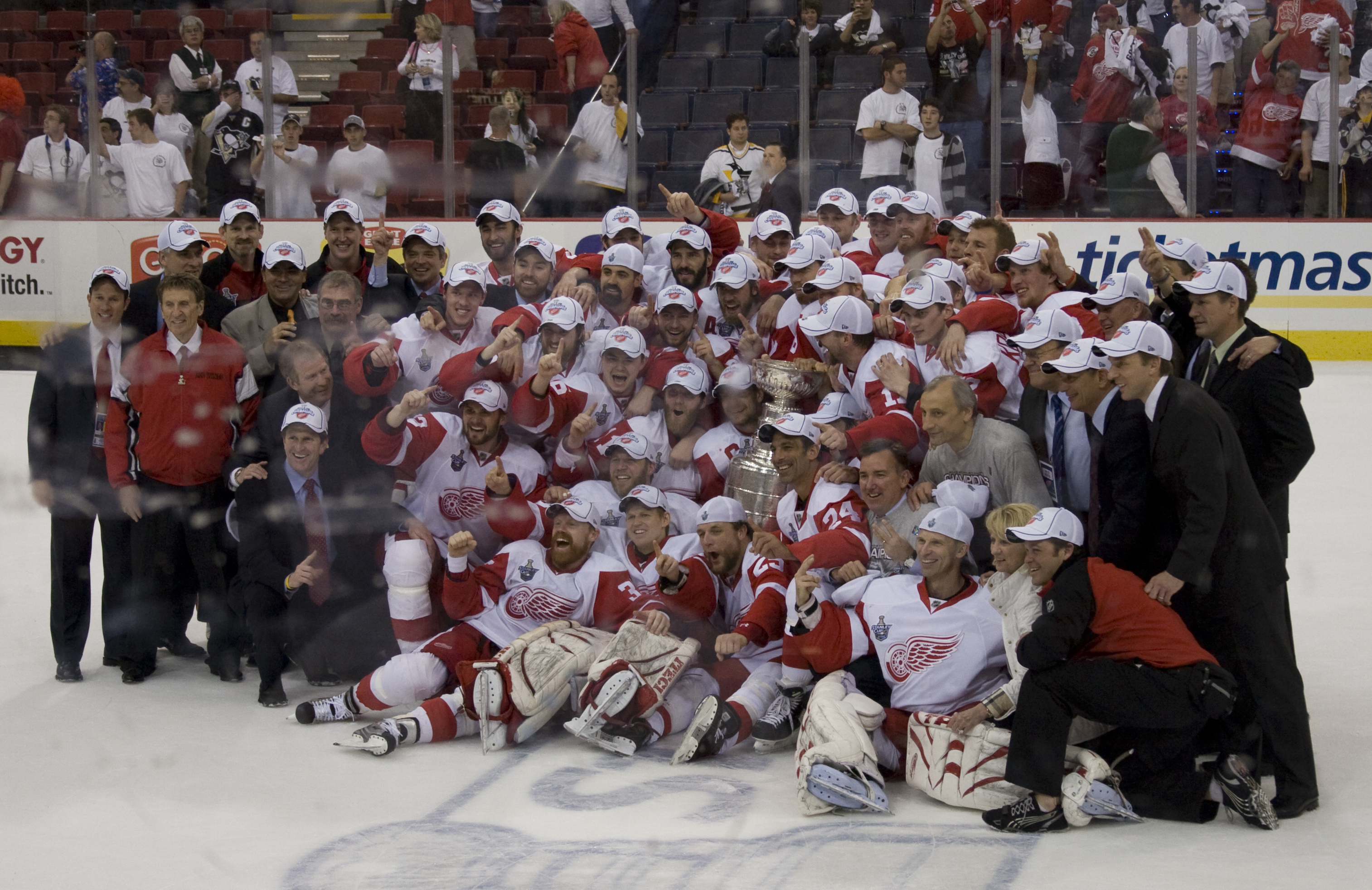
Les Red Wings de Détroit, vainqueurs 2008 de la Coupe Stanley.

À la suite de cette défaite, l'équipe ne compte que peu de changements à l'intersaison ; les seules signatures notables étant celles de Dallas Drake et de Brian Rafalski. L'équipe domine toutes les autres formations à la fin de la saison régulière ; avec 115 points, ils ont 24 points d'avance dans la deuxième équipe de la division Centrale, les Predators de Nashville, 7 sur les Sharks de San José, deuxième de l'Association de l'Ouest, et 11 sur les Canadiens meilleur formation de l'Association de l'Est. Avec 97 points, Datsiouk est le meilleur pointeur de l'équipe, quatrième de la LNH derrière son compatriote, Aleksandr Ovetchkine, des Capitals de Washington auteur 112 points.
Au cours du premier tour des séries éliminatoires, les Red Wings affrontent les Predators. Hašek est dans les buts pour les premiers matchs et aide son équipe à prendre les devants, mais après une défaite au cours du troisième match et un mauvais début de match numéro 4, Osgood entre en jeu. Même s'il ne parvient pas à faire que son équipe remporte le match, il est dans les buts de Détroit pour le match 5, une victoire 2-1 en prolongation grâce à un but de Johan Franzén. Osgood et sa défense réussissent un sixième match parfait en ne concédant pas de buts alors que l'équipe s'impose 3-0. L'équipe est opposée au tour suivant à l'Avalanche du Colorado. Alors que les fans s'attendent à une belle série, cette dernière tourne rapidement à l'avantage de la meilleure équipe de la saison régulière avec quatre victoires, dont la dernière sur le score de 8-2.
La finale d'Association voit la confrontation entre les Red Wings et les Stars de Dallas, cinquièmes de l'Ouest au cours de la saison régulière. Comme lors des deux tours précédents, les joueurs de Détroit remportent les deux premières rencontres puis avec une nouvelle victoire, 5-2 dont trois buts de Datsiouk, ils ne sont plus qu'à une victoire de la finale de la Coupe Stanley. Les joueurs de Dallas parviennent à remporter une première victoire puis une seconde mais, le 19 mai, les joueurs de Détroit gagnent leur billet pour la finale avec une victoire 4-1.
L'adversaire des Red Wings pour cette première finale 2009 est la franchise des Penguins de Pittsburgh. Les deux premiers matchs joués à Détroit voient le même scénario pour Détroit que lors des autres tours : deux victoires. La domination est cette fois plus importante puisqu'Osgood blanchit à deux reprises les Penguins 4-0 et 3-0. Ces derniers reprennent espoir en gagnant la troisième rencontre 3-2 sur leur patinoire mais les Red Wings remportent la quatrième date. Le cinquième match est une nouvelle victoire pour les Penguins après trois prolongations. La Coupe Stanley revient finalement aux Red Wings à la suite du sixième match de la série avec une ultime victoire 3-2. Les Red Wings de Détroit décrochent leur onzième coupe Stanley, se rapprochant des Maple Leafs de Toronto qui possèdent treize trophées.
Les joueurs de l'équipe sont largement mis en avant lors de la cérémonie des Trophées de la LNH : Datsiouk reçoit le trophée Frank-J.-Selke et le Lady Byng ainsi que le Trophée plus-moins de la LNH, Lidström, le trophée James-Norris, Osgood et Hašek le William M. Jennings et enfin Henrik Zetterberg le trophée Conn-Smythe.

#### Des saisons inachevées
Tenants du titre, les Red Wings de Détroit comptent conserver leur titre et font ainsi signer Marián Hossa au cours de l'inter-saison. Malgré un début de saison difficile, ils se reprennent puis finissent la saison en tête de leur division. Ils se classent troisièmes de la LNH sur la saison régulière et éliminent au premier tour des séries 2009 les Blue Jackets de Columbus en quatre rencontres. Les Ducks d'Anaheim sont écartés au deuxième tour au terme de sept rencontres puis c'est au tour des Blackhawks de Chicago d'être battus par les Red Wings sur le score de 4 matchs à 1.
La finale de la Coupe 2009 est la même que celle de la saison passée et après deux victoires des Red Wings, la finale semble prendre le même chemin que la saison passée. Les Penguins parviennent à gagner les deux matchs sur leur glace 4-2 et à se redonner de l'espoir. Lors du cinquième match, Chris Osgood blanchit les Penguins 5-0 mais les Penguins se reprennent en gagnant 2-1 devant leurs partisans lors du sixième match. La finale se joue donc au terme d'un septième match joué à Détroit le 12 juin et malgré l'avantage de la glace, les Red Wings s'inclinent 2-1. Datsiouk reçoit tout de même deux trophées à la fin de la saison, le trophée Frank-J.-Selke et le Trophée Lady Byng.
Les Red Wings de Détroit débutent la saison 2009-2010 par deux rencontres en Suède, où ils s'inclinent à deux reprises face aux Blues de Saint-Louis sur les scores de 4-3 et 5-3. Les Red Wings terminent à une deuxième place de la division Centrale. Terminant cinquièmes de l'Association de l'Ouest, Détroit n'a pas l'avantage de la glace lors du premier tour des séries éliminatoires, une première depuis les séries de 1991. Ils éliminent tout de même les Coyotes de Phoenix 4 matchs à 3 avant d'affronter les Sharks de San José lors du tour suivant.
Les Sharks mènent trois matchs à zéro dans la série mais les Wings reprennent espoir en remportant le quatrième match 7-1 avec un quadruplé de Johan Franzén. Les Sharks éliminent ensuite les Wings 4 matchs à 1 avec une victoire 3-1, le but vainqueur étant inscrit par Patrick Marleau. Rare motif de satisfaction lors de cette saison, Datsiouk remporte pour la troisième année de suite le trophée Frank-J.-Selke.

### Les années 2010
Au cours de la saison suivante, Johan Franzén marque cinq buts lors d'une victoire de 7-5 contre les Sénateurs d'Ottawa le 2 février 2011, une première depuis Fiodorov en 1996. Malgré un neuvième titre de champions de la division Centrale en dix ans, les Red Wings chutent au deuxième tour des séries 2011 contre les Sharks de San José. Ces derniers mènent rapidement la série 3 matchs à 0 puis remportent la série malgré un retour 3-3 des Red Wings.
En 2011-2012, les Red Wings finissent cinquièmes de l'Association de l'Ouest mais dès le premier tour des séries, Détroit est éliminée en 5 matchs par Nashville. Cette saison marque la retraite de Nicklas Lidström qui part avec une fiche statistique de 1 142 points en 1 564 matchs en saison régulière, et 183 points en 263 matchs en séries et 7 trophée James-Norris de meilleur défenseur de la LNH.
Quelques semaines avant la reprise de la saison 2012-2013 de la LNH, les franchises de la ligue et le syndicat des joueurs se rencontrent à plusieurs reprises pour tenter de s'accorder sur une nouvelle convention collective qui arrive à son terme le 15 septembre 2012. Les négociations n'aboutissant pas, les propriétaires des franchises décrètent dans la nuit du 15 au 16 septembre 2012 un lock-out. À la suite de cette décision, un grand nombre de joueurs de la ligue nationale décident de rejoindre les championnats européens pour poursuivre leur activité. Le 6 janvier 2013, les dirigeants de la LNH et le syndicat des joueurs sont parvenus à un accord pour mettre fin au lock-out, ouvrant la voie à une reprise du championnat et un retour des joueurs exilés en Europe. Le championnat LNH reprend avec une saison tronquée qui ne comporte que 48 matchs contre 82 dans une année normale. Pour remplacer Lidström, les Red Wings nomment Henrik Zetterberg comme nouveau capitaine de la franchise. Après une saison compliquée, les Red Wings se qualifient lors de l’ultime match de la saison au 7e rang à l'Ouest. Lors des séries éliminatoires, les Red Wings surprennent au premier tour les Ducks d'Anaheim en 7 matchs mais sont éliminés lors du tour suivant par Chicago en sept matchs après avoir mené 3 manches à 1.
En mars 2013, la LNH décide d'abandonner les six divisions pour revenir à quatre divisions pour toujours deux associations. L'association de l'Ouest est composée de 14 équipes alors que celle de l'Est comporte 16 franchises ; les Red Wings font alors partie de la Division Atlantique de la nouvelle Association de l'Est à partir de la saison 2013-2014,. Ce nouvel alignement ne réussit à l'équipe du Michigan qui se classe quatrième de sa division et se qualifie de justesse pour les séries éliminatoires 2014. Offensivement les Red Wings sont menés par Daniel Alfredsson et Niklas Kronwall tous les deux à 49 points ainsi que Gustav Nyquist, meilleur buteur de la formation avec 28 réalisations. Ils sont éliminés dès le premier tour par les Bruins de Boston 4-1 alors que les deux équipes ne s'étaient pas rencontrées en séries depuis 1957

### Fin d'une époque et reconstruction
À la fin de la saison 2014-2015, Mike Babcock annonce son départ des Red Wings pour aller entraîner les Maple Leafs de Toronto. L'entraîneur des Griffins de Grand Rapids, Jeff Blashill, est nommé pour lui succéder. Babcock quitte Détroit avec un bilan de 458 victoires en 786 matchs joués et surtout une Coupe Stanley gagnée en 2008. Le 10 juin 2016, le monde du hockey apprend la disparition de Gordie Howe, légende des Red Wings de Détroit et de la ligue nationale. Le 8 juillet 2016, Pavel Datsiouk quitte la LNH et signe un contrat de deux saisons avec le SKA Saint-Pétersbourg en KHL.
Le 10 février 2017 est annoncé le décès de Mike Ilitch âgé de 87 ans, propriétaire des Red Wings depuis 1982. Le 28 mars, en fin de saison 2016-2017, et à la suite d'une défaite chez les Hurricanes de Caroline, les Red Wings sont officiellement éliminés dans la course aux séries éliminatoires, ce qui constitue une première depuis la saison 1989-1990 soit une séquence de 25 années consécutives.

## Les grandes rivalités

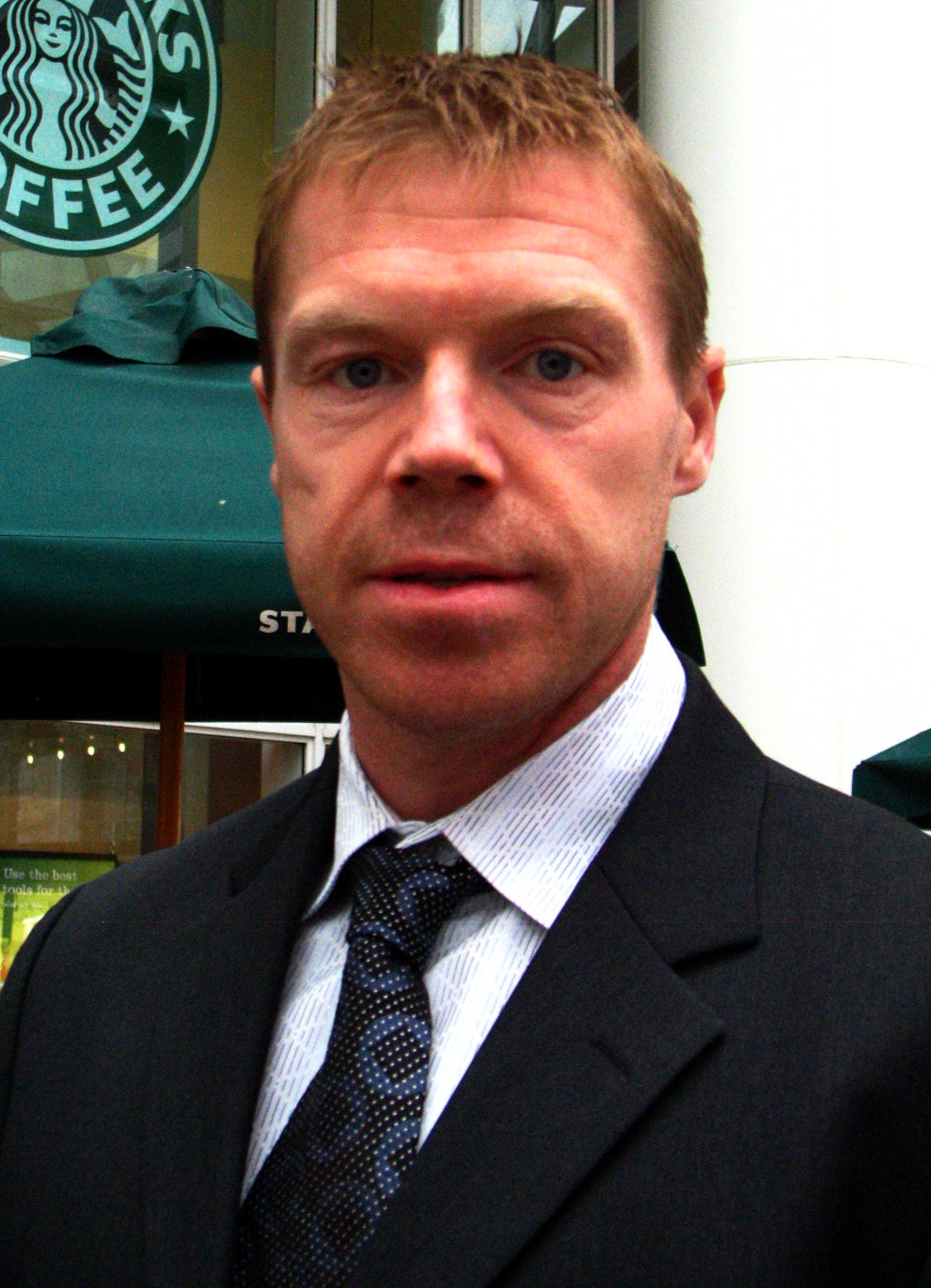
Kris Draper, héros malheureux, en 1996, de la rivalité entre Détroit et Colorado.

Dans son histoire, les Red Wings ont connu de nombreuses rivalités, plus ou moins importantes, dans la Ligue nationale. Cependant, dans les années 2000, l'Avalanche du Colorado fut un très grand rival, surtout dans les séries éliminatoires.
À l'époque des six équipes originales, les équipes se rencontraient bien plus souvent qu'actuellement et les rencontres étaient souvent menées par des rivalités entre les joueurs. Les effectifs des équipes n'évoluant alors pas beaucoup les rivalités entre joueurs et équipes avaient la vie longue. Dans les années 1950, la rivalité opposant Détroit aux Canadiens de Montréal est particulièrement importante, les deux formations se retrouvant à quatre reprises en finale de la Coupe Stanley. Le 4 décembre 2007, lors du déplacement des Red Wings à Montréal, une cérémonie d'avant-match est d'ailleurs organisée en la mémoire de cette rivalité passée,.
La rivalité entre l’Avalanche du Colorado et les Red Wings de Détroit, existait bien avant que Denver ait une franchise de la Ligue nationale. En effet, celle-ci est née de la confrontation entre les Nordiques de Québec et les Red Wings bien qu'elle soit moins importante qu'aujourd'hui. Une fois les Nordiques déplacés à Denver, elle subsistait. En route pour remporter leur Coupe Stanley en 1996, l’Avalanche a fait face aux Red Wings dans la finale de conférence. Lors du 6e match, Claude Lemieux assena un violent coup de crosse (coup de bâton) à Kris Draper contre la rambarde, blessant grièvement l’attaquant des Wings. Draper eut la mâchoire cassée, le nez fracturé et l’os orbital fracassé. Les blessures de Draper étaient assez sérieuses pour exiger la chirurgie réparatrice. Les joueurs des Wings ont été choqués par cette attitude. Un des leurs, Dino Ciccarelli, affirma qu’il ne pouvait pas croire d’avoir serré, un jour, la main de Lemieux. À l’issue de la rencontre, Lemieux tenta de se justifier en déclarant qu’il n’avait pas agi volontairement. Scotty Bowman, alors entraîneur des Red Wings, s’en prit aussi à Lemieux. Les coéquipiers de Lemieux tentaient aussi de prendre sa défense. Les confrontations entre l’Avalanche et les Red Wings n’allaient plus être aussi neutres qu’avant.
Bien que les deux équipes aient joué sans incident notable lors de la saison régulière suivante, leur confrontation lors des séries éliminatoires 1997 allait provoquer, le 26 mars, l’une des bagarres les plus violentes et les plus longues de l’histoire du hockey moderne, la fameuse bagarre du hockeytown.
Kirk Maltby, René Corbet, Brent Severyn et Jamie Pushor ont été impliqués dans des altercations lors de la première période, augmentant ainsi la tension entre les deux équipes. Après que Peter Forsberg et Igor Larionov furent entrés en collision, une bagarre éclata. Lemieux et Darren McCarty en viennent aux mains. Par la suite, plusieurs joueurs participent à cette bagarre, dont Patrick Roy et Mike Vernon, les deux gardiens de but. Après de nombreuses minutes de combat, le match allait reprendre sur une glace maculée de sang. Ce match allait d'ailleurs prendre le nom de Blood Game (match de sang).
Les matchs entre les deux équipes vont souvent être le lieu de nombreuses bagarres. Lors de la saison 1997-1998, sur la glace du Joe Louis Arena, Patrick Roy et Chris Osgood se battent, de même que McCarty et Lemieux. Il en découla nombre pénalités et matchs de suspensions.
Lors des saisons récentes, l’animosité s'est apaisée grandement, beaucoup de joueurs clé sur les deux équipes ayant pris leur retraite ou été transférés. Pourtant, en 2002, Dominik Hašek et Patrick Roy ont récidivé et en 2008, Ian Laperrière blesse Lidström sur une mise en échec, une bagarre avec Aaron Downey éclata.

## Les maillots et logos de la franchise

### Les logos
Le maillot et le logo de Détroit ont très peu évolué au cours de ces années.
Avant 1932 et le rachat du club par James Norris, les équipes des Cougars de Victoria puis des Falcons de Détroit avaient chacun leur propre logo.
James Norris, rachetant la franchise, a décidé de changer le nom puis le logo du club. Les Falcons deviennent les Red Wings et le logo change également s'inspirant de celui des Winged Wheels, équipe de cyclisme faisant partie de l'Association athlétique amateur de Montréal dont fut membre James Norris.
Le nouveau logo des Wings représente une roue avec des ailes rouges.

Ce logo est légèrement changé en 1935 et 1948 pour prendre sa forme connue aujourd'hui.

Logo des Cougars de Détroit en 1928.
Logo de 1932 à 1935.
Logo de 1935 à 1948.
Logo de 1948 à nos jours.

### Les maillots
Comme le logo, le maillot n'a pas beaucoup évolué depuis les débuts de la franchise.
En 1928, le maillot est blanc avec des rayures horizontales rouges. L'équipe ne portant pas encore à l'époque le nom de Red Wings, il n'était inscrit que le nom de Détroit sur le devant alors qu'officiellement le nom du club est encore les Cougars de Victoria puis les Falcons de Détroit. En 1932, le maillot devient tout blanc avec une aile rouge (version 1932) sur le devant.
En 1955, le maillot commence à prendre une forme proche de celui d'aujourd'hui.

L'aile est toujours différente de celle que l'on connaît, mais on découvre sur les manches et le bas du maillot, une ligne rouge légèrement plus grosse.
Début 1980, le maillot blanc prend sa forme définitive avec une aile rouge redessinée et les manches deviennent toutes rouges avec une petite ligne blanche. 

Le maillot extérieur, lui, est uni rouge avec une petite ligne blanche sur le dessus des coudes et le bas du maillot.
En 2004, la LNH décide d’échanger les maillots domiciles et extérieurs. Ainsi le maillot rouge uni deviendra le maillot domicile et le blanc à manches rouges celui de l'extérieur.
En 2007, l'équipementier Reebok, fournisseur officiel de la ligue, décide de moderniser les maillots de toutes les franchises de la LNH. Les Red Wings sont une des seules formations dont le maillot n'a pas beaucoup évolué, seul le logo de la ligue nationale apparaît sur le bas du col des maillots domiciles et extérieurs.

Il est à noter que l'équipe des Red Wings est la seule à poser les lettres C et A du côté droit, en raison de la position du logo de l'équipe sur les nouveaux chandails qui ne laisse pas assez de place à gauche.

## Les équipes affiliées
Toutes les franchises de la ligue nationale sont associées à des équipes de ligues mineures, que l'on nomme aussi équipes affiliées ou club-écoles.

Ces clubs-écoles constituent un vivier pour les équipes de LNH et sont souvent disposées a confier, au cas échéant, un ou plusieurs de leur joueurs pour les franchises de la ligue nationale qui lui son affiliés. C'est notamment le cas lors de blessure ou suspension d'un joueur.
Cette section présente la liste des différentes équipes affiliées aux Red Wings depuis 1932:
- 1932 à 1933 - Olympics de Détroit - LIH
- 1939 à 1952 - Capitals d'Indianapolis - LAH
- 1945 à 1951 - Knights d'Omaha - USHL
- 1952 à 1963 - Flyers d'Edmonton - WHL (mineur pro)
- 1961 à 1967 - Hornets de Pittsburgh - LAH
- 1963 à 1964 - Capitols d'Indianapolis/Wings de Cincinnati - CPHL
- 1964 à 1967 - Wings de Memphis - CPHL
- 1967 à 1973 - Wings de Fort Worth - CHL
- 1967 à 1971 - Gulls de San Diego - WHL
- 1968 à 1969 - Clippers de Baltimore - LAH
- 1969 à 1970 - Barons de Cleveland - LAH
- 1970 à 1971 - Clippers de Baltimore - LAH
- 1971 à 1974 - Wings de Port Huron - LIH
- 1971 à 1972 - Wings de Tidewater - LAH
- 1972 à 1975 - Wings de la Virginie - LAH
- 1974 à 1987 - Wings de Kalamazoo - LIH
- 1975 à 1976 - Nighthawks de New Haven - LAH
- 1976 à 1977 - Blues de Kansas City - CHL
- 1976 à 1977 - Reds de Rhode Island - LAH
- 1977 à 1979 - Red Wings de Kansas City - CHL
- 1979 à 1980 - Jets de Johnstown - EHL
- 1979 à 1999 - Red Wings de l'Adirondack - LAH
- 1987 à 1989 - Spirits de Flint - LIH
- 1991 à 1995 - Komets de Fort Wayne - LIH
- 1991 à 2007 - Storm de Toledo - ECHL
- 1999 à 2002 - Mighty Ducks de Cincinnati - LAH
- 2000 à 2001 - Moose du Manitoba - LIH

Actuellement les équipes affiliées aux Red Wings sont :
- Depuis 2002 - Griffins de Grand Rapids - LAH
- Depuis 2007 - Generals de Flint - LIH
- Depuis 2007 - IceHawks de Port Huron - LIH
- Depuis 2009 - Storm de Toledo - ECHL

Il ne faut pas oublier l'équipe des Red Wings Junior de Détroit, qui a été l'équipe junior de la franchise du Michigan de 1992 à 1995, avant de devenir les Whalers de Détroit, en association avec l'équipe professionnelle, de la LNH, des Whalers de Hartford. L'équipe déménage en 1997 à Plymouth pour devenir les Whalers de Plymouth. Cette formation n'ayant, ainsi, plus aucun lien avec l'équipe des Red Wings de Détroit.

## Les Red Wings et la ville de Détroit

### Les arénas des Red Wings

#### L’Olympia Stadium (1927-1979)

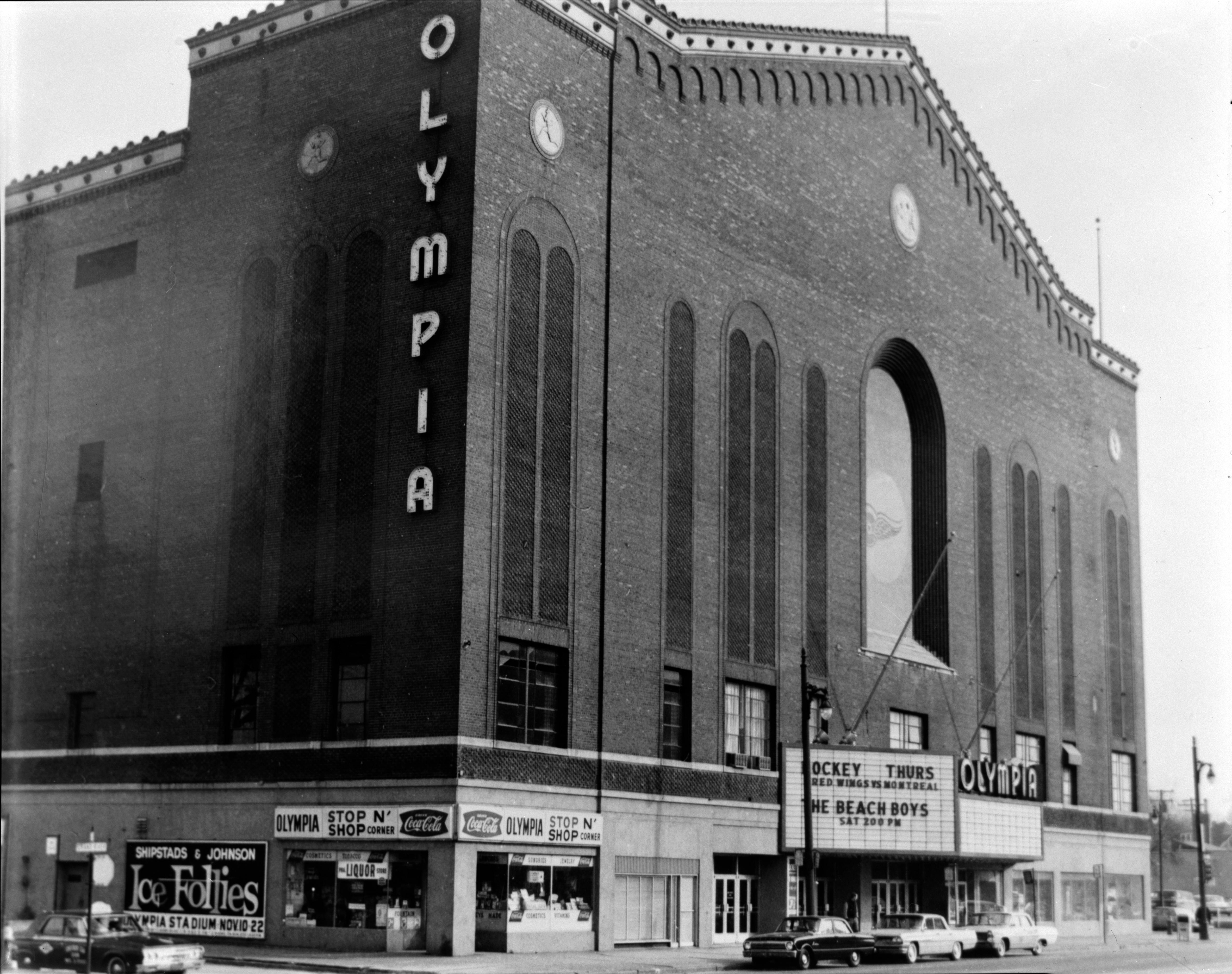
L’Olympia Stadium, ancien amphithéâtre des Red Wings, dans les années 1960.

La première patinoire utilisée par l'équipe des Cougars pour leur saison inaugurale dans la LNH est la Border Cities Arena située à Windsor. En même temps que les droits pour une équipe de la LNH, les premiers propriétaires de l'équipe achètent un terrain à l'angle des rues Grand River Avenue et McGraw Street à Détroit. La première pierre du nouvel édifice est posée le 8 mars 1927 et l'Olympia Stadium est inauguré officiellement le 22 novembre 1927. Alors que les premiers plans prévoient un budget de 600 000 dollars pour la construction d'une salle destinée aux matchs de hockey, la salle devient rapidement un enjeu local avec un budget de 2,5 millions de dollars.
Dans un premier temps, la salle accueille donc les matchs de la LNH mais également ceux de la Ligue internationale de hockey avec les Olympics de Détroit, l'équipe affiliée à celle de la LNH. Dans les années 1940, le basket-ball fait son entrée dans la salle avec les Falcons de Détroit pour la saison 1946-1947. Dix ans plus tard, c'est au tour des Pistons de Détroit de la NBA de jouer dans l'Olympia Stadium. Dans le même temps, au cours des années 1950, de plus en plus de concerts sont donnés dans la salle. L'équipe des Red Wings joue le dernier match de son histoire dans leur salle historique le 15 décembre 1979 contre les Nordiques de Québec. 15 609 spectateurs assistent à cette rencontre qui se solde par un match nul 4-4, le dernier but de l'histoire de la salle étant inscrit par Greg Joly. Sept ans après ce dernier match, la salle est finalement démolie.

#### Le Joe Louis Arena (1979-2017)

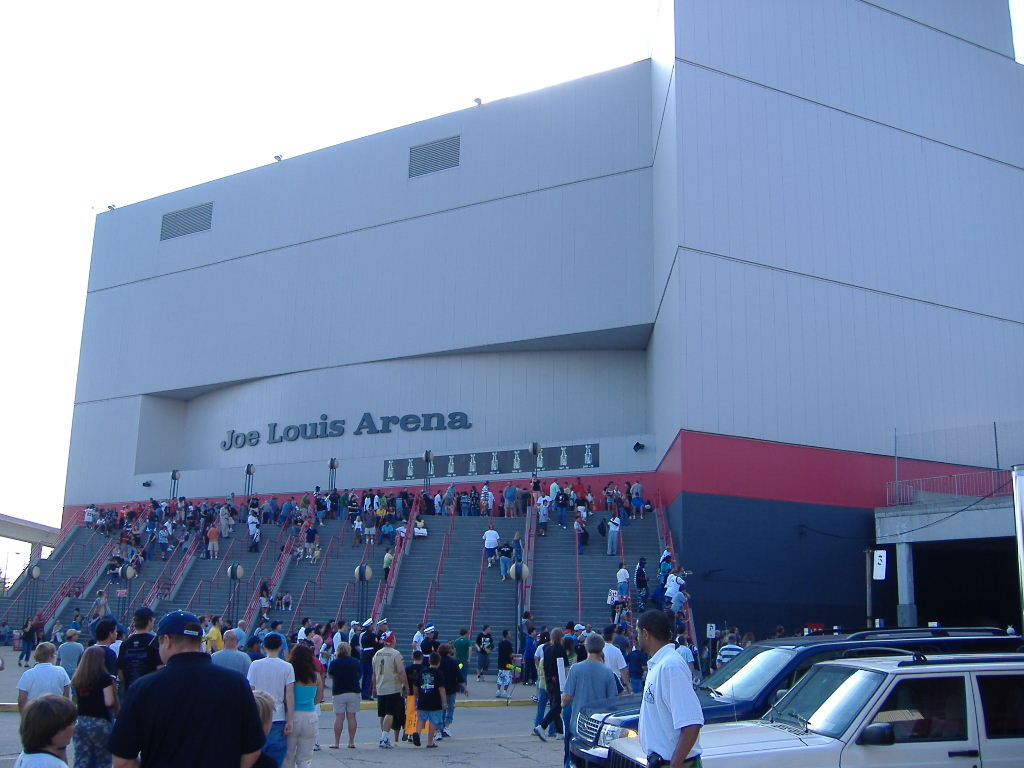
L'extérieur du Joe Louis Arena, l'ancienne patinoire du club du Michigan.

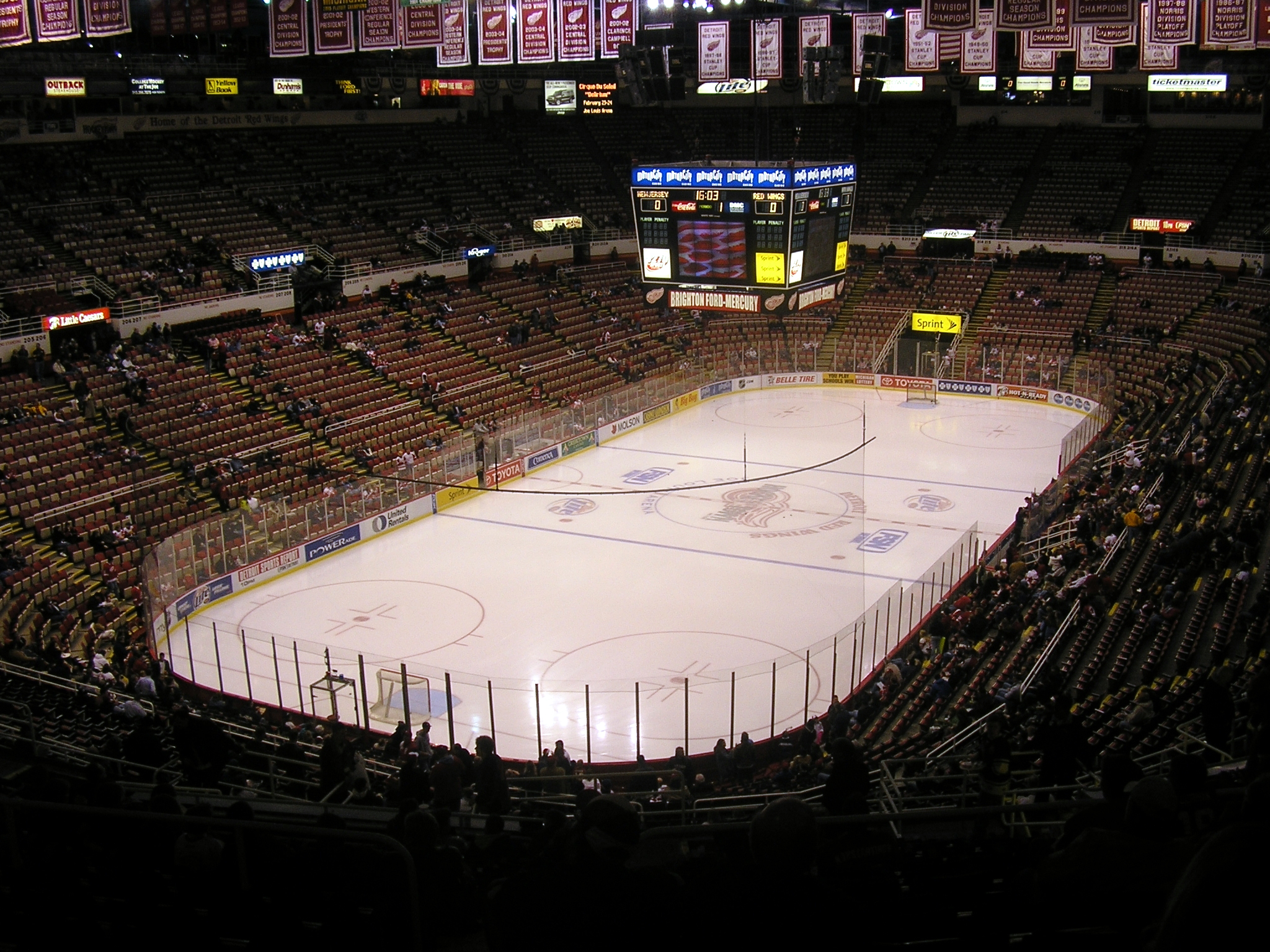
L'intérieur du Joe Louis Arena.

Achevé le 12 décembre 1979 pour une somme d'environ 57 millions de dollars, le Joe Louis Arena est nommé en l'honneur du boxeur Joe Louis, qui grandit à Détroit. La capacité maximale était de 20 066 places, chiffre porté à 20 027 durant ses dernières années d'utilisation.
Le premier évènement qui y a lieu est un match de basket-ball entre les Michigan Wolverines et les UDM Titans.
L'arène est la propriété de la ville de Détroit et son opérateur est Olympia Entertainment, Inc., une compagnie appartenant à Ilitch Holdings, Inc. (Mike Ilitch était le propriétaire des Wings), alors que le Joe Louis Arena est conçu par la firme Smith, Hinchmen and Grylls Associates.
Les Red Wings ont été couronnés de succès pendant leur période d'occupation du Joe Louis Arena, y gagnant quatre Coupes Stanley (1997, 1998, 2002 et 2008).
Quelques-uns de ses anciens locataires étaient le Drive de Détroit, de l'Arena Football League (de 1988 à 1993), les Red Wings Junior de Détroit, pensionnaires de la Ligue de hockey de l'Ontario (1992 à 1995), ou les Rockers de Détroit, qui évoluaient en National Professional Soccer League (1996 à 2001).
Les Pistons de Détroit de la NBA ont également utilisé cette arène pour quelques matchs lors de la saison 1984-1985 après que le toit de leur salle, le Pontiac Silverdome, a été détruit par une tempête de neige pendant la saison.
Plusieurs plans pour la construction d'une nouvelle arène ont été proposés, le Joe Louis Arena étant considéré comme vétuste voire archaïque à cause de son manque de suites de luxe et autres aménagements (qui engendrent les revenus de l'arène et du club). De plus, certaines propositions pour l'expansion du bord du Detroit River ont exigé que le Joe Louis Arena soit démoli, même si un grand nombre de supporters était attachés à la salle et ne souhaitaient pas voir leur équipe changer de patinoire.

#### Le Little Caesars Arena (depuis 2017)
Amenée à remplacer le « Joe », le Little Caesars Arena est doté de 20 000 sièges. Son nom vient de la chaîne de pizzas dont Mike Ilitch était aussi propriétaire. Il ouvre ses portes pour le début de la saison 2017-2018.

### La légende du poulpe
La légende du poulpe, ou octopus, est une tradition des Red Wings de Détroit lors des matchs à domicile dans lesquels un poulpe est jeté sur la surface de glace pour porter chance pendant une course aux finales. Les origines de cette coutume remontent à la saison 1952 lors des séries éliminatoires face aux Canadiens de Montréal. Les Red Wings venaient de battre les Maple Leafs de Toronto en quatre matchs d'affilée et menaient 3 matchs contre aucun contre les Canadiens. Lors du quatrième match qui se tenait à l'Olympia de Détroit le 15 mars, Pete Cusimano, qui avec son frère Jerry, propriétaires d'une poissonnerie et qui avaient réussi à pénétrer dans l'aréna avec un poulpe mort, lança le poulpe sur la glace pendant la deuxième période. Les huit bras du poulpe symbolisaient les huit parties que les Red Wings devaient remporter pour gagner les deux séries et la coupe Stanley, ce qui se produisit cette nuit car les Red Wings battirent les Canadiens et remportèrent la coupe Stanley en huit parties de suite balayant ainsi les deux séries.
Depuis 1952, parce que le lancement en l'air des pieuvres est généralement considéré comme le symbole de la réussite, la pratique a persisté tous les ans. Lors d'un match en 1995, les spectateurs ont jeté 36 poulpes ! La mascotte des Wings est un poulpe appelé Al le poulpe ou Al the Octopus. Depuis quelques saisons deux poulpes sont accrochés aux combles du Joe Louis Arena représentant les seize matchs qui séparent, dorénavant, l'équipe de la victoire finale lors des séries éliminatoires.
Les Panthers de la Floride s'en sont inspirés pour lancer, quant à eux, des rats en caoutchouc. Voyant de plus en plus de retards de jeux, la Ligue nationale de hockey a interdit tout jet d'animaux morts sur les glaces. Les Oilers d'Edmonton, pour leur part, commençaient à lancer des biftecks sur la glace, ayant pour résultats plusieurs arrestations par la police. Chez les Predators de Nashville se déroule le « jeté de poisson-chat ».
Néanmoins, à Détroit, la tradition de l'octopus persiste malgré les nombreuses amendes de la Ligue nationale envers les Wings.

### La mascotte
Comme toute équipe professionnelle américaine, les Red Wings ont une mascotte, celle de Détroit est un poulpe, issu de la légende du poulpe, créée lors des séries éliminatoires de 1995.
Ce poulpe a été surnommé « Al » (ce surnom est inspiré de Al Sobotka, alors responsable de la glace du Joe Louis Arena).
Chaque année lors des séries éliminatoires, Al est installé dans les combles de la patinoire. Ce Al représente donc un poulpe géant avec des yeux rouges clignotants, un sourire moqueur avec des dents voyantes et une aile rouge sur son corps.
Il apparaît souvent sur les maillots et objets promotionnels de la franchise. La société Coca-Cola reprendra le personnage de Al pour une promotion des boissons du même nom dans le Michigan. Une poupée verra même le jour et s'écoulera très rapidement.
Il y a eu beaucoup d'autres types de marchandise de Al, tels des autocollants, des poupées gonflables, et des décalcomanies. Pendant les séries éliminatoires de 1996, un CD appelé A Call to Arms, représentait Al sur la couverture.
Al possède également son numéro de maillot, celui-ci étant le 8.

### Les Red Wings dans la vie sportive de Détroit
La franchise des Red Wings est l'une des seules formations à bénéficier d'une popularité semblable voire supérieure à celle de l'équipe locale de basket-ball, ce qui est rare aux États-Unis.
La concession de hockey sur glace des Red Wings est, en effet, dans la ville de Détroit la franchise la plus populaire avec les Pistons de Détroit en NBA. Cette reconnaissance est due au fait que les Red Wings ont depuis plusieurs décennies, une place forte dans l'histoire sportive de la ville. Même si Détroit possède dans sa ville plusieurs franchises avec les Tigers en MLB, les Pistons en NBA, les Lions en NFL et les féminines du Shock en WNBA, l'équipe des Red Wings remplit le plus les salles en pourcentage sans doute en partie grâce aux bons résultats sur la glace.
Il est bon aussi de noter que Détroit est l'une des équipes qui enregistre le plus grand nombre d'entrées de la Ligue nationale de hockey : depuis 1989 Détroit a été à quatre reprises l'équipe avec la moyenne d'entrées la plus élevée de la ligue (1991-1992, 1992-1993, 1993-1994 et 2001-2002)
Avec la grave crise économique qui touche Détroit et sa région proche depuis début 2007, l'affluence en fin de saison et surtout lors des séries éliminatoires de la même année, dans le Joe Louis Arena, a fortement chuté. Lors du début de la saison 2007-2008 l'affluence a continué à baisser, toujours à cause des mêmes raisons. Cette tendance s'est confirmée lors du reste de la saison pour atteindre une moyenne de remplissage de 94 %. Malgré la crise économique mondiale qui touche fortement la région du Michigan et bien que parfois l'aréna semblait un peu vide, le taux de remplissage a augmenté pour passer de 94 % à un peu moins de 99 % lors de la saison 2008-2009.
Le tableau ci-dessous présente en chiffres le remplissage du Joe Louis Arena de 1989 à 2017 et du Little Caesars Arena depuis 2017 :
| Saison               | Total sur la saison                | Moyenne par match                  | Taux de remplissage                |
| -------------------- | ---------------------------------- | ---------------------------------- | ---------------------------------- |
| Joe Louis Arena      |                                    |                                    |                                    |
| 1989-1990            | 781 240                            | 19 531                             | 97,3 %                             |
| 1990-1991            | 786 560                            | 19 664                             | 97,9 %                             |
| 1991-1992            | 788 920                            | 19 723                             | 98,3 %                             |
| 1992-1993            | 827 694                            | 19 707                             | 98,2 %                             |
| 1993-1994            | 832 440                            | 19 820                             | 98,8 %                             |
| 1994-1995            | 474 720                            | 19 780                             | 98,6 %                             |
| 1995-1996            | 817 048                            | 19 928                             | 99,3 %                             |
| 1996-1997            | 819 016                            | 19 976                             | 99,5 %                             |
| 1997-1998            | 819 303                            | 19 983                             | 99,5 %                             |
| 1998-1999            | 819 303                            | 19 983                             | 99,5 %                             |
| 1999-2000            | 819 303                            | 19 983                             | 99,5 %                             |
| 2000-2001            | 819 795                            | 19 995                             | 99,6 %                             |
| 2001-2002            | 822 378                            | 20 058                             | 99,9 %                             |
| 2002-2003            | 822 378                            | 20 058                             | 99,9 %                             |
| 2003-2004            | 822 665                            | 20 065                             | 99,9 %                             |
| 2004-2005            | Saison annulée à cause du lock-out | Saison annulée à cause du lock-out | Saison annulée à cause du lock-out |
| 2005-2006            | 823 239                            | 20 079                             | 100 %                              |
| 2006-2007            | 822 706                            | 20 066                             | 100 %                              |
| 2007-2008            | 773 834                            | 18 912                             | 94,2 %                             |
| 2008-2009            | 814 465                            | 19 865                             | 98,9 %                             |
| 2009-2010            | 781 847                            | 19 546                             | 97,4 %                             |
| 2010-2011            | 806 892                            | 19 680                             | 98,1 %                             |
| 2011-2012            | 824 706                            | 20 114                             | 100,7 %                            |
| 2012-2013,           | 481 584                            | 20 066                             | 100 %                              |
| 2013-2014            | 908 131                            | 22 149                             | 110,4 %                            |
| 2014-2015            | 821 107                            | 20 027                             | 100 %                              |
| 2015-2016            | 821 107                            | 20 027                             | 100 %                              |
| 2016-2017            | 821 107                            | 20 027                             | 100 %                              |
| Little Caesars Arena |                                    |                                    |                                    |
| 2017-2018            | 800 115                            | 19 515                             | 100 %                              |
| 2018-2019            | 783 958                            | 19 120                             | 98,0 %                             |
| 2019-2020            | 692 515                            | 18 716                             | 95,9 %                             |

### Les clins d’œil et partisans célèbres des Red Wings
Plusieurs fans célèbres des Red Wings n'hésitent pas à faire des clins d'œil à leur équipe favorite, dans des émissions, séries télévisées ou encore dans des clips musicaux. En voici une petite liste :
- Dans la série télévisée Papa bricole (Home Improvement), Tim Taylor (alias Tim Allen) porte régulièrement le maillot des Red Wings et fait souvent allusion à la franchise du Michigan.
- Dans la série télévisée Scrubs, le Dr Cox (alias John C. McGinley) porte fréquemment un maillot des Red Wings lorsqu'il n’est pas à l’hôpital.
- Dans la série télévisée Friends, l'on peut remarquer sur certains épisodes, une serviette au couleur des Red Wings accrochée à la gauche de la porte d'entrée de l'appartement de Joey et Chandler.
- Dans la série télévisée La Fête à la maison (Full House), Joey Gladstone (alias Dave Coulier) porte régulièrement le maillot des Red Wings[194] et fait souvent allusion à l'équipe. D'ailleurs Dave Coulier est un grand partisan de la franchise.
- Dans certains de ses clips vidéo, le rappeur américain Tupac Shakur portait souvent le maillot des Red Wings et ne cachait pas qu'il était un grand partisan de la franchise.
- Lors du défilé dans la ville de Détroit des joueurs de basket-ball des Pistons de Détroit, au lendemain de leur titre NBA en 2004, Rasheed Wallace porte un maillot des Red Wings et fait allusion à la franchise de hockey lors de son discours.
- Dans le film La Folle Journée de Ferris Bueller (Ferris Bueller's Day Off, John Hugues, 1986), qui se déroule pourtant à Chicago, le meilleur ami de Ferris, Cameron (alias Alan Ruck) porte un maillot des Red Wings, celui de Gordie Howe en l'occurrence.
- Kid Rock est un grand partisan de l'équipe et vient régulièrement voir les matchs.
- Daniel Radcliffe et sa compagne Erin Darke sont des grands admirateurs, surtout cette dernière, de la franchise.

### Hockeytown
Hockeytown, littéralement en français « ville du hockey », est le surnom donné à la ville par la franchise des Red Wings.
Son origine, vient du fait que Détroit est considérée comme l'une des plus grandes équipes américaines de l'histoire de la Ligue nationale de hockey, donc la ville du hockey sur glace aux États-Unis.
Ce nom est aussi donné pour l'attachement de la population, de la ville de Détroit, envers son équipe de hockey.
Autoproclamé ainsi, au début des années 1990, ce surnom est même indiqué sur la glace du Joe Louis Arena.

### Les Red Wings dans la vie locale de Détroit
Les Red Wings s'investissent dans les œuvres caritatives de la ville de Détroit. L'équipe des Red Wings se préoccupe des enfants défavorisés de la ville et de sa région. Le club est fier de soutenir les hôpitaux des enfants du Michigan via une variété de programmes tels que la visite de joueurs ou la collecte de dons auprès des spectateurs. En effet, les Wings ont mis en place un programme concernant les supporters : cela consiste à faire un don d'au moins 50 dollars à l'hôpital des enfants ; les donateurs les plus généreux pourront célébrer leur anniversaire au cours d'un match.
Enfin la franchise a créé une communauté active, nommée « Heart of Hockeytown » ou « cœur de Hockeytown ». Grâce à des manifestations organisées par le club, les Red Wings apportent un soutien financier, à hauteur de 1 million de dollars annuel, aux différents organismes de la ville.

### Les Red Wings à la télévision et à la radio
Voici la liste des consultants et présentateurs vedettes pour les diffusions des matchs des Red Wings à la télévision et à la radio :
- Ken Daniels : consultant pour les résumés des rencontres à la télévision. (FSN Detroit)
- Mickey Redmond : commentateur pour les rencontres à domiciles à la télévision. (FSN Detroit)
- Larry Murphy : commentateur pour les rencontres à l'extérieur et analyste pour l'ensemble des matchs des Wings à la télévision. (FSN Detroit)
- John Keating : consultant lors des avants matchs à la télévision.
- Pat Verbeek : analyste et consultant à la télévision.
- Ken Kal : commentateur pour l'ensemble des matchs à la radio.
- Paul Woods : analyste à la radio.
- Jeff Riger : analyste durant les intermissions des matchs à la radio.

## Les joueurs et personnalités de l'équipe

### Effectif actuel
Cette section présente la liste des joueurs actuels des Red Wings de Détroit classés par poste.
| No    | Nom               | Nat. | Position      | Arrivée                          | Salaire        |
| ----- | ----------------- | ---- | ------------- | -------------------------------- | -------------- |
| +035, | Ville Husso       |      | Gardien       | 2022 - Blues de Saint-Louis      | +04 750 000, $ |
| +039, | Alex Nedeljkovic  |      | Gardien       | 2021 - Hurricanes de la Caroline | +03 000 000, $ |
| +045, | Magnus Hellberg   |      | Gardien       | 2022 - Ballottage                | +00750 000, $  |
| +002, | Olli Määttä       |      | Défenseur     | 2022 - Agent libre               | +02 250 000, $ |
| +008, | Ben Chiarot – A   |      | Défenseur     | 2022 - Agent libre               | +04 750 000, $ |
| +017, | Filip Hronek      |      | Défenseur     | 2016 - Repêchage                 | +04 400 000, $ |
| +028, | Gustav Lindström  |      | Défenseur     | 2019 - Repêchage                 | +00850 000, $  |
| +038, | Robert Hägg       |      | Défenseur     | 2022 - Agent libre               | +00800 000, $  |
| +043, | Mark Pysyk        |      | Défenseur     | 2022 - Agent libre               | +00850 000, $  |
| +053, | Moritz Seider     |      | Défenseur     | 2021 - Repêchage                 | +00863 333, $  |
| +082, | Jordan Oesterle   |      | Défenseur     | 2021 - Agent libre               | +01 350 000, $ |
| +096, | Jake Walman       |      | Défenseur     | 2022 - Blues de Saint-Louis      | +01 050 000, $ |
| +011, | Filip Zadina      |      | Ailier droit  | 2018 - Repêchage                 | +01 825 000, $ |
| +014, | Robby Fabbri      |      | Centre        | 2019 - Blues de Saint-Louis      | +02 950 000, $ |
| +015, | Jakub Vrána       |      | Ailier gauche | 2021 - Capitals de Washington    | +05 250 000, $ |
| +018, | Andrew Copp       |      | Centre        | 2022 - Agent libre               | +05 625 000, $ |
| +021, | Austin Czarnik    |      | Centre        | 2022 - Agent libre               | +00762 500, $  |
| +022, | Matt Luff         |      | Ailier droit  | 2022 - Agent libre               | +00750 000, $  |
| +023, | Lucas Raymond     |      | Ailier gauche | 2020 - Repêchage                 | +00925 000, $  |
| +024, | Pius Suter        |      | Centre        | 2021 - Agent libre               | +03 250 000, $ |
| +027, | Michael Rasmussen |      | Centre        | 2020 - Repêchage                 | +01 460 000, $ |
| +052, | Jonatan Berggren  |      | Centre        | 2018 - Repêchage                 | +00925 000, $  |
| +057, | David Perron – A  |      | Ailier gauche | 2022 - Agent libre               | +04 750 000, $ |
| +059, | Tyler Bertuzzi    |      | Ailier gauche | 2013 - Repêchage                 | +04 750 000, $ |
| +070, | Oskar Sundqvist   |      | Centre        | 2022 - Blues de Saint-Louis      | +02 750 000, $ |
| +071, | Dylan Larkin – C  |      | Centre        | 2014 - Repêchage                 | +06 100 000, $ |
| +073, | Adam Erne         |      | Ailier gauche | 2019 - Lightning de Tampa Bay    | +02 100 000, $ |
| +081, | Dominik Kubalik   |      | Ailier gauche | 2022 - Agent libre               | +02 500 000, $ |
| +085, | Elmer Söderblom   |      | Ailier gauche | 2019 - Repêchage                 | +00878 333, $  |
| +090, | Joe Veleno        |      | Centre        | 2020 - Repêchage                 | +00894 167, $  |

### Joueurs repêchés par les Red Wings
Chaque année et depuis 1963, les joueurs des ligues juniors ont la possibilité de signer des contrats avec les franchises de la LNH. Cette section présente par année le choix de premier tour de repêchage de Détroit ainsi que l'équipe mineure dans laquelle ce joueur évoluait la saison précédant le repêchage. Si certaines années, les Red Wings ont eu plusieurs choix de premier tour, seul le premier des joueurs choisis est indiqué, alors, qu'au contraire, si les Red Wings n'ont choisi leur premier joueur qu'après le premier tour, rien n'est indiqué.
| Année | Nom                          | Nat.                         | Rang                         |
| ----- | ---------------------------- | ---------------------------- | ---------------------------- |
| 1963  | Pete Mahovlich               | Drapeau du Canada            | 2e                           |
| 1964  | Claude Gauthier              | Drapeau du Canada            | 1er                          |
| 1965  | George Forgie                | Drapeau du Canada            | 3e                           |
| 1966  | Steve Atkinson               | Drapeau du Canada            | 6e                           |
| 1967  | Ron Barkwell                 | Drapeau du Canada            | 9e                           |
| 1968  | Steve Andrascik              | Drapeau du Canada            | 11e                          |
| 1969  | Jim Rutherford               | Drapeau du Canada            | 10e                          |
| 1970  | Serge Lajeunesse             | Drapeau du Canada            | 12e                          |
| 1971  | Marcel Dionne                | Drapeau du Canada            | 2e                           |
| 1972  | Pas de choix de premier tour | Pas de choix de premier tour | Pas de choix de premier tour |
| 1973  | Terrance Richardson          | Drapeau du Canada            | 11e                          |
| 1974  | Bill Lochead                 | Drapeau du Canada            | 9e                           |
| 1975  | Rick Lapointe                | Drapeau du Canada            | 5e                           |
| 1976  | Fred Williams                | Drapeau du Canada            | 4e                           |
| 1977  | Dale McCourt                 | Drapeau du Canada            | 1er                          |
| 1978  | Willie Huber                 | Drapeau de l'Allemagne       | 9e                           |
| 1979  | Mike Foligno                 | Drapeau du Canada            | 3e                           |
| 1980  | Mike Blaisdell               | Drapeau du Canada            | 11e                          |
| 1981  | Pas de choix de premier tour | Pas de choix de premier tour | Pas de choix de premier tour |
| 1982  | Murray Craven                | Drapeau du Canada            | 17e                          |
| 1983  | Steve Yzerman                | Drapeau du Canada            | 4e                           |
| 1984  | Shawn Burr                   | Drapeau du Canada            | 7e                           |
| 1985  | Brent Fedyk                  | Drapeau du Canada            | 8e                           |
| 1986  | Joe Murphy                   | Drapeau du Canada            | 1er                          |
| 1987  | Yves Racine                  | Drapeau du Canada            | 11e                          |
| 1988  | Kory Kocur                   | Drapeau du Canada            | 17e                          |

| Année | Nom                          | Nat.                         | Rang                         |
| ----- | ---------------------------- | ---------------------------- | ---------------------------- |
| 1989  | Mike Sillinger               | Drapeau du Canada            | 11e                          |
| 1990  | Keith Primeau                | Drapeau du Canada            | 3e                           |
| 1991  | Martin Lapointe              | Drapeau du Canada            | 10e                          |
| 1992  | Curtis Bowen                 | Drapeau du Canada            | 22e                          |
| 1993  | Anders Eriksson              | Drapeau de la Suède          | 22e                          |
| 1994  | Ian Goloubovski              | Drapeau de la Russie         | 23e                          |
| 1995  | Maksim Kouznetsov            | Drapeau du Kazakhstan        | 26e                          |
| 1996  | Jesse Wallin                 | Drapeau du Canada            | 26e                          |
| 1997  | Pas de choix de premier tour | Pas de choix de premier tour | Pas de choix de premier tour |
| 1998  | Jiří Fischer                 | Drapeau de la Tchéquie       | 25e                          |
| 1999  | Pas de choix de premier tour | Pas de choix de premier tour | Pas de choix de premier tour |
| 2000  | Niklas Kronwall              | Drapeau de la Suède          | 29e                          |
| 2001  | Pas de choix de premier tour | Pas de choix de premier tour | Pas de choix de premier tour |
| 2002  | Pas de choix de premier tour | Pas de choix de premier tour | Pas de choix de premier tour |
| 2003  | Pas de choix de premier tour | Pas de choix de premier tour | Pas de choix de premier tour |
| 2004  | Pas de choix de premier tour | Pas de choix de premier tour | Pas de choix de premier tour |
| 2005  | Jakub Kindl                  | Drapeau de la Tchéquie       | 19e                          |
| 2006  | Pas de choix de premier tour | Pas de choix de premier tour | Pas de choix de premier tour |
| 2007  | Brendan Smith                | Drapeau du Canada            | 27e                          |
| 2008  | Thomas McCollum              | Drapeau des États-Unis       | 30e                          |
| 2009  | Pas de choix de premier tour | Pas de choix de premier tour | Pas de choix de premier tour |
| 2010  | Riley Sheahan                | Drapeau du Canada            | 21e                          |
| 2011  | Pas de choix de premier tour | Pas de choix de premier tour | Pas de choix de premier tour |
| 2012  | Pas de choix de premier tour | Pas de choix de premier tour | Pas de choix de premier tour |
| 2013  | Anthony Mantha               | Drapeau du Canada            | 20e                          |
| 2014  | Dylan Larkin                 | Drapeau des États-Unis       | 15e                          |

| Année | Nom                                 | Nat.                                       | Rang   |
| ----- | ----------------------------------- | ------------------------------------------ | ------ |
| 2015  | Ievgueni Svetchnikov                | Drapeau de la Russie                       | 19e    |
| 2016  | Dennis Cholowski                    | Drapeau du Canada                          | 20e    |
| 2017  | Michael Rasmussen                   | Drapeau du Canada                          | 9e     |
| 2018  | Filip Zadina Joe Veleno             | Drapeau de la Tchéquie · Drapeau du Canada | 6e 30e |
| 2019  | Moritz Seider                       | Drapeau de l'Allemagne                     | 6e     |
| 2020  | Lucas Raymond                       | Drapeau de la Suède                        | 4e     |
| 2021  | Simon Edvinsson Sebastian Cossa     | Drapeau de la Suède · Drapeau du Canada    | 6e 15e |
| 2022  | Marco Kasper                        | Drapeau de l'Autriche                      | 8e     |
| 2023  | Nate Danielson Axel Sandin Pellikka | Drapeau du Canada · Drapeau de la Suède    | 9e17e  |

### Joueurs du passé

#### Équipe d'étoiles
Cette section présente l'équipe d'étoiles des meilleurs joueurs ayant évolué dans l'histoire des Red Wings,.

#### Temple de la renommée du hockey
Cette section présente les joueurs importants dans l’histoire des Red Wings qui ont acquis une des plus belles récompenses de la LNH, l’accès au Temple de la renommée du hockey. La colonne « Années d'activité » correspond aux années passées par le joueur ou le dirigeant au sein de la franchise.
| Nom                    | Nat.                 | Position | Années d'activité                 | Année d'intronisation |
| ---------------------- | -------------------- | -------- | --------------------------------- | --------------------- |
| George Hay             | Drapeau du Canada    | AG       | 1927 à 1931 et 1932 à 1933        | 1958                  |
| Marcel Pronovost       | Drapeau du Canada    | D        | 1950 à 1965                       | 1978                  |
| Tiny Thompson          | Drapeau du Canada    | G        | 1938 à 1940                       | 1959                  |
| Harry Lumley           | Drapeau du Canada    | G        | 1943 à 1950                       | 1980                  |
| Reg Noble              | Drapeau du Canada    | AD       | 1927 à 1932                       | 1962                  |
| Johnny Bucyk           | Drapeau du Canada    | AG       | 1955 à 1957                       | 1981                  |
| Ebbie Goodfellow       | Drapeau du Canada    | D        | 1929 à 1943                       | 1963                  |
| Norm Ullman            | Drapeau du Canada    | C        | 1955 à 1968                       | 1982                  |
| Earl Seibert           | Drapeau du Canada    | D        | 1945 à 1946                       | 1963                  |
| Eddie Giacomin         | Drapeau du Canada    | G        | 1975 à 1978                       | 1987                  |
| « Black Jack » Stewart | Drapeau du Canada    | D        | 1938 à 1950                       | 1964                  |
| Brad Park              | Drapeau du Canada    | D        | 1983 à 1985                       | 1988                  |
| Marty Barry            | Drapeau du Canada    | C        | 1935 à 1939                       | 1965                  |
| Herbie Lewis           | Drapeau du Canada    | D        | 1928 à 1939                       | 1989                  |
| Syd Howe               | Drapeau du Canada    | AG       | 1934 à 1946                       | 1965                  |
| Darryl Sittler         | Drapeau du Canada    | C        | 1984 à 1985                       | 1989                  |
| Ted Lindsay            | Drapeau du Canada    | AG       | 1944 à 1957 et 1964 à 1965        | 1966                  |
| Marcel Dionne          | Drapeau du Canada    | AG       | 1971 à 1975                       | 1992                  |
| Sid Abel               | Drapeau du Canada    | AG       | 1938 à 1952                       | 1969                  |
| Borje Salming          | Drapeau de la Suède  | D        | 1989 à 1990                       | 1996                  |
| Red Kelly              | Drapeau du Canada    | C        | 1947 à 1960                       | 1969                  |
| Roy Conacher           | Drapeau du Canada    | AG       | 1946 à 1947                       | 1998                  |
| Bill Gadsby            | Drapeau du Canada    | D        | 1961 à 1966                       | 1970                  |
| Viatcheslav Fetissov   | Drapeau de la Russie | D        | 1995 à 1998                       | 2001                  |
| Terry Sawchuk          | Drapeau du Canada    | G        | 1949 à 1955 1957 à 1964 1968-1969 | 1971                  |
| Paul Coffey            | Drapeau du Canada    | D        | 1993 à 1996                       | 2004                  |
| Gordie Howe            | Drapeau du Canada    | AD       | 1946 à 1971                       | 1972                  |
| Larry Murphy           | Drapeau du Canada    | D        | 1997 à 2001                       | 2004                  |
| Doug Harvey            | Drapeau du Canada    | D        | 1967                              | 1973                  |
| Igor Larionov          | Drapeau de la Russie | C        | 1995 à 2000 et 2001 à 2003        | 2008                  |
| Bill Quackenbush       | Drapeau du Canada    | D        | 1942 à 1949                       | 1976                  |
| Luc Robitaille         | Drapeau du Canada    | AG       | 2001 à 2003                       | 2009                  |
| Alex Delvecchio        | Drapeau du Canada    | C        | 1950 à 1974                       | 1977                  |
| Brett Hull             | Drapeau du Canada    | AD       | 2001 à 2004                       | 2009                  |
| Andy Bathgate          | Drapeau du Canada    | AD       | 1965 à 1967                       | 1978                  |
| Steve Yzerman          | Drapeau du Canada    | C        | 1983 à 2006                       | 2009                  |
| Sergueï Fiodorov       | Drapeau de la Russie | C        | 1990 à 2003                       | 2015                  |
| Nicklas Lidström       | Drapeau de la Suède  | D        | 1991 à 2012                       | 2015                  |

| Nom         | Nat.                   | Fonction        | Années d'activité | Année d'intronisation |
| ----------- | ---------------------- | --------------- | ----------------- | --------------------- |
| Jack Adams  | Drapeau du Canada      | Entraîneur chef | 1927 à 1947       | 1959                  |
| Tommy Ivan  | Drapeau du Canada      | Entraîneur chef | 1947 à 1954       | 1974                  |
| Mike Ilitch | Drapeau des États-Unis | Propriétaire    | 1982 à 2017       | 2003                  |

#### Les capitaines

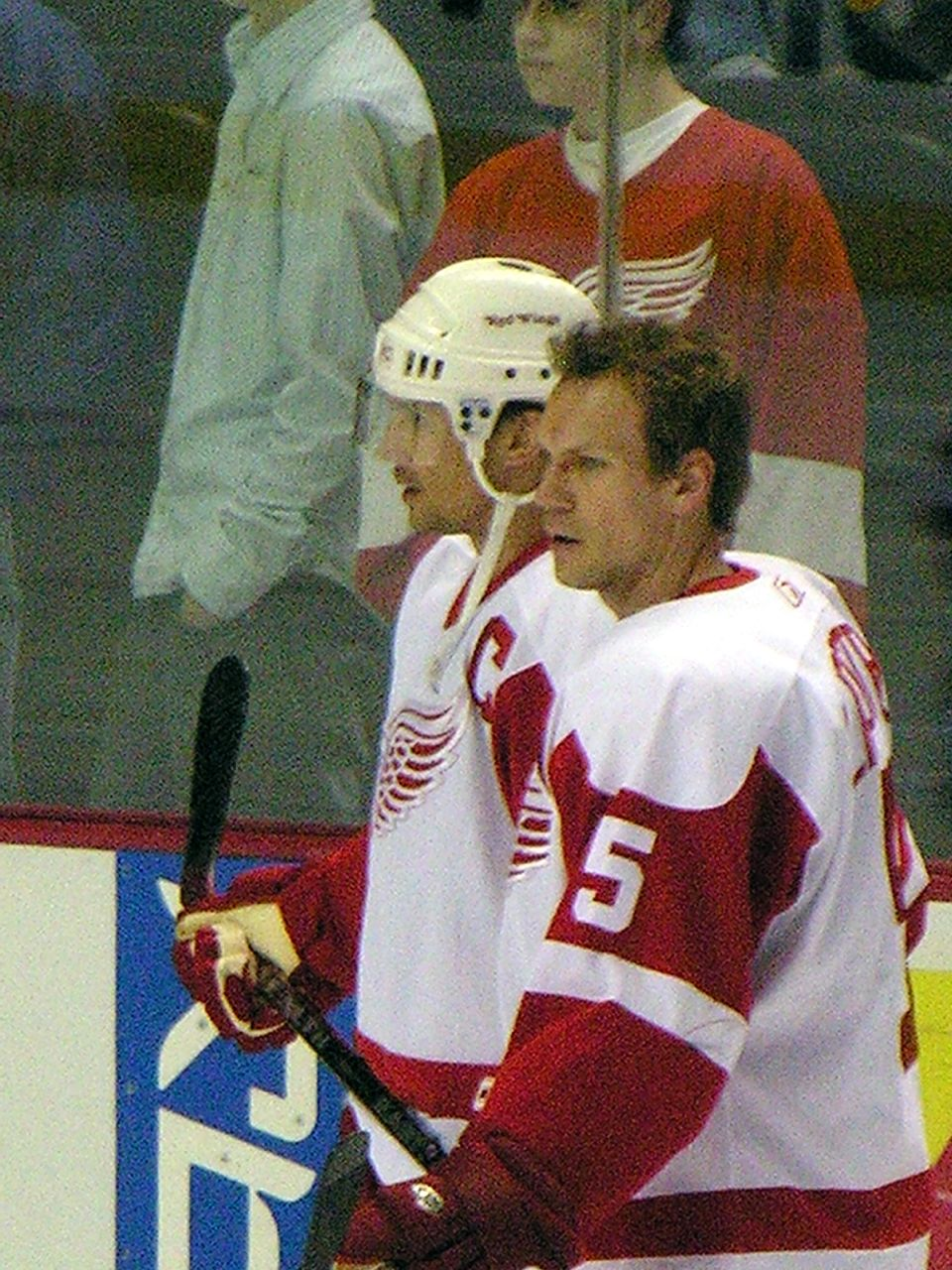
Nicklas Lidström (sans casque) et Stephen Yzerman, ont été deux capitaines de la franchise.

Arthur Duncan est le premier capitaine de l'histoire des Cougars pour la saison 1926-1927. En 1932, l'équipe de Détroit prend son nom de Red Wings et Lawrence Aurie en devient le capitaine. l'équipe et il occupe le poste pendant la première saison de l'équipe. Le tableau ci-dessous reprend la liste des capitaines de l'équipe par date.
| Année       | Nom du (ou des) joueur (s)                                                                                             |
| ----------- | --- |
| 1926-1927   | Arthur Duncan |
| 1927 à 1930 | Reginald Noble |
| 1930-1931   | George Hay |
| 1931-1932   | Carson Cooper |
| 1932-1933   | Lawrence Aurie |
| 1933-1934   | Herbert Lewis |
| 1934-1935   | Ebenezer Goodfellow |
| 1935 à 1938 | Douglas Young |
| 1938 à 1941 | Ebenezer Goodfellow |
| 1941-1942   | Ebenezer Goodfellow et Sydney Howe                                                                                     |
| 1942-1943   | Sidney Abel |
| 1943-1944   | Modere Bruneteau et William Hollett                                                                                    |
| 1944-1945   | William Hollett |
| 1945-1946   | William Hollett et Sidney Abel                                                                                         |
| 1946 à 1952 | Sidney Abel |
| 1952 à 1956 | Robert Lindsay |
| 1956 à 1958 | Leonard Kelly |
| 1958 à 1962 | Gordon Howe |
| 1962 à 1973 | Alexander Delvecchio                                                                                                   |
| 1973-1974   | Alexander Delvecchio, Nicholas Libett, Gordon Berenson, Gary Bergman, Edward Harris, Michael Redmond et Larry Johnston |
| 1974-1975   | Marcel Dionne |
| 1975-1976   | Daniel Grant et Terrance Harper                                                                                        |
| 1976-1977   | Daniel Grant et Dennis Polonich                                                                                        |
| 1977-1978   | Daniel Maloney et Dennis Hextall                                                                                       |
| 1978-1979   | Dennis Hextall, Nicholas Libett et Paul Woods                                                                          |
| 1979-1980   | Dale McCourt |
| 1980-1981   | Errol Thompson et Reed Larson                                                                                          |
| 1981-1982   | Reed Larson |
| 1982 à 1986 | Daniel Gare |
| 1986 à 2006 | Stephen Yzerman |
| 2006 à 2012 | Nicklas Lidström |
| 2012 à 2018 | Henrik Zetterberg |
| 2018 à 2020 | Aucun |
| Depuis 2021 | Dylan Larkin |

#### Maillots retirés

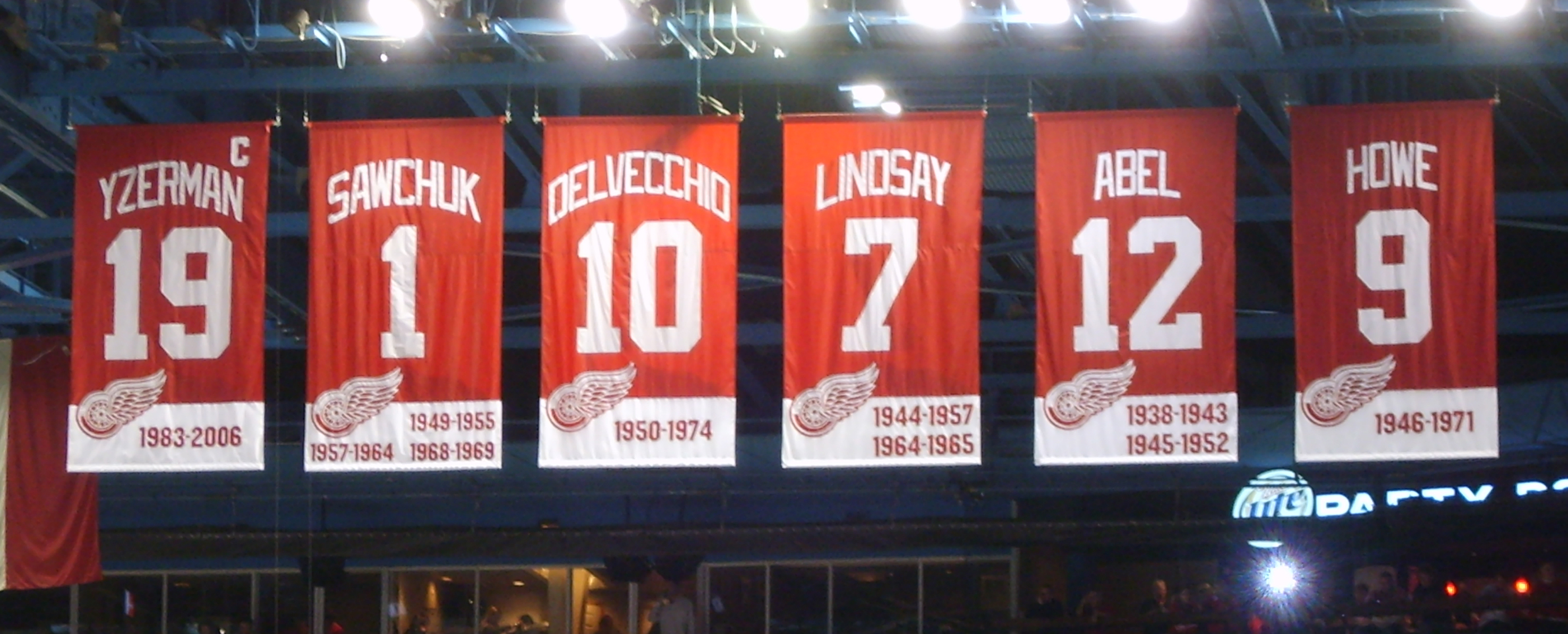
Les six premiers des huit maillots retirés des Red Wings de Détroit.

Dans la Ligue nationale de hockey, les joueurs peuvent être honorés de plusieurs manières, l'une d'entre elles étant interne à l'équipe. Ainsi, il est de tradition d'honorer un ancien joueur de l'effectif en décidant de retirer son numéro. Aucun autre joueur ne pourra alors porter le numéro en question et une réplique de son maillot est alors accrochée au plafond de la patinoire. En 1999, la LNH a également décidé de retirer le numéro 99 de Wayne Gretzky pour toutes les franchises de la ligue, en raison de l'impact qu'il a eu sur le monde du hockey. L'équipe a retiré officiellement huit numéros :
| No  | Joueur           | Position       | Carrière  | Date du retrait  |
| --- | ---------------- | -------------- | --------- | ---------------- |
| 1   | Terry Sawchuk    | Gardien de but | 1949-1970 | 6 mars 1994      |
| 4   | Red Kelly        | Centre         | 1967-1977 | 1er février 2019 |
| 5   | Nicklas Lidström | Défenseur      | 1988-2012 | 6 mars 2014      |
| 7   | Ted Lindsay      | Ailier gauche  | 1944-1965 | 10 novembre 1999 |
| 9   | Gordie Howe      | Ailier droit   | 1945-1997 | 12 mars 1972     |
| 10  | Alex Delvecchio  | Centre         | 1951-1974 | 10 novembre 1991 |
| 12  | Sid Abel         | Centre         | 1938-1954 | 29 avril 1995    |
| 19  | Steve Yzerman    | Centre         | 1983-2006 | 3 janvier 2007   |
| 99* | Wayne Gretzky    | Centre         | 1978-1999 | 6 février 2000   |

* Numéro retiré pour toutes les équipes par la LNH lors du 50e Match des étoiles.

### Meilleurs pointeurs des Red Wings
Cette section présente les statistiques des meilleurs pointeurs de l'histoire des Red Wings. Les tableaux concernent les meilleurs pointeurs de l’histoire de la franchise en saisons régulières et séries éliminatoires, en sachant que les points comptabilisés ne concernent que ceux inscrits sous le maillot des Red Wings. Les joueurs surlignés sont toujours en activité.
| No | Joueurs            | Pos | PJ   | B   | A    | Pts  |
| -- | ------------------ | --- | ---- | --- | ---- | ---- |
| 1  | Gordie Howe        | AD  | 1687 | 786 | 1023 | 1809 |
| 2  | Steve Yzerman      | C   | 1514 | 692 | 1063 | 1755 |
| 3  | Alex Delvecchio    | AG  | 1549 | 456 | 825  | 1281 |
| 4  | Nicklas Lidström   | D   | 1564 | 264 | 878  | 1142 |
| 5  | Sergueï Fiodorov   | C   | 908  | 400 | 554  | 954  |
| 6  | Pavel Datsiouk     | C   | 953  | 304 | 614  | 918  |
| 7  | Henrik Zetterberg  | AG  | 1000 | 326 | 578  | 904  |
| 8  | Norm Ullman        | AD  | 875  | 324 | 434  | 758  |
| 9  | Ted Lindsay        | AD  | 862  | 335 | 393  | 728  |
| 10 | Brendan Shanahan   | AG  | 716  | 309 | 324  | 633  |
| 11 | Reed Larson        | D   | 708  | 188 | 382  | 570  |
| 12 | John Ogrodnick     | AD  | 558  | 265 | 281  | 546  |
| 13 | Tomas Holmström    | AG  | 1026 | 243 | 287  | 530  |
| 14 | Red Kelly          | C   | 861  | 217 | 250  | 467  |
| 15 | Gerard Gallant     | C   | 563  | 207 | 260  | 467  |
| 15 | Nick Libett        | AG  | 861  | 217 | 250  | 467  |
| 17 | Sid Abel           | C   | 571  | 184 | 279  | 463  |
| 18 | Syd Howe           | AD  | 513  | 188 | 247  | 435  |
| 18 | Viatcheslav Kozlov | AD  | 607  | 202 | 213  | 415  |
| 20 | Igor Larionov      | C   | 539  | 89  | 308  | 397  |

| No | Joueurs           | Pos | PJ  | B  | A   | Pts |
| -- | ----------------- | --- | --- | -- | --- | --- |
| 1  | Steve Yzerman     | C   | 196 | 70 | 115 | 185 |
| 2  | Nicklas Lidström  | D   | 263 | 54 | 129 | 183 |
| 3  | Sergueï Fiodorov  | C   | 162 | 50 | 113 | 163 |
| 4  | Gordie Howe       | AD  | 154 | 67 | 91  | 158 |
| 5  | Henrik Zetterberg | AG  | 137 | 57 | 63  | 120 |
| 6  | Pavel Datsiouk    | C   | 157 | 42 | 71  | 113 |
| 7  | Alex Delvecchio   | AG  | 121 | 35 | 69  | 104 |
| 8  | Tomas Holmström   | AD  | 180 | 46 | 51  | 97  |
| 9  | Ted Lindsay       | AG  | 123 | 44 | 44  | 88  |
| 10 | Johan Franzén     | AD  | 107 | 42 | 39  | 81  |

### Meilleurs gardiens des Red Wings

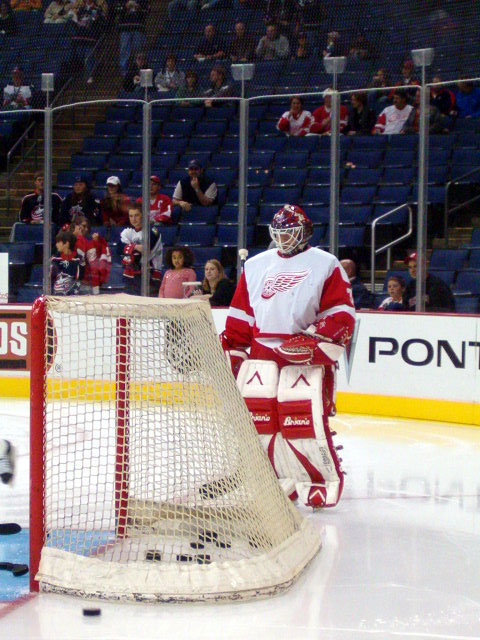
Manny Legacé, gardien de but des Red Wings de Détroit de 1999 à 2006.

Cette section présente les statistiques des dix meilleurs gardiens de l'histoire des Red Wings. Les tableaux concernent les meilleurs gardiens de l’histoire de la franchise en saisons régulières et séries éliminatoires, en sachant que les statistiques ne concernent que les performances sous le maillot des Red Wings. Les joueurs surlignés sont toujours en activité.

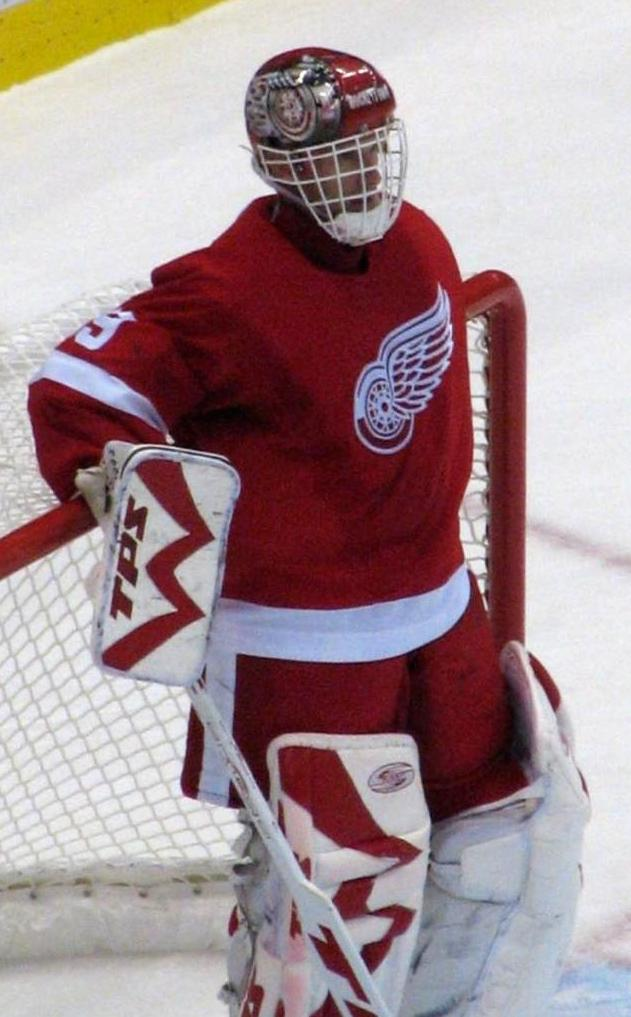
Dominik Hašek, déterminant en séries éliminatoires lors de la saison 2002.

| Joueur         | PJ  | V   | D   | N   | DP | BL |
| -------------- | --- | --- | --- | --- | -- | -- |
| Terry Sawchuk  | 734 | 352 | 244 | 130 | 0  | 85 |
| Chris Osgood   | 565 | 317 | 149 | 46  | 36 | 39 |
| Jimmy Howard   | 401 | 199 | 124 | 0   | 54 | 23 |
| Harry Lumley   | 324 | 163 | 107 | 57  | 0  | 26 |
| Roger Crozier  | 310 | 130 | 119 | 43  | 0  | 20 |
| Tim Cheveldae  | 264 | 128 | 93  | 30  | 7  | 9  |
| Greg Stefan    | 299 | 115 | 127 | 30  | 1  | 5  |
| Dominik Hašek  | 176 | 114 | 39  | 10  | 12 | 20 |
| Manny Legacé   | 180 | 112 | 34  | 16  | 6  | 13 |
| Jim Rutherford | 314 | 97  | 165 | 43  | 0  | 10 |
| Roy Edwards    | 221 | 95  | 74  | 34  | 0  | 12 |

| Joueur        | PJ  | V  | D  | DP | BL |
| ------------- | --- | -- | -- | -- | -- |
| Chris Osgood  | 110 | 67 | 37 | 5  | 14 |
| Terry Sawchuk | 84  | 47 | 37 | 0  | 11 |
| Mike Vernon   | 42  | 30 | 12 | 1  | 2  |
| Dominik Hašek | 45  | 28 | 17 | 4  | 8  |
| Harry Lumley  | 54  | 24 | 30 | 0  | 6  |
| Jimmy Howard  | 48  | 21 | 26 | 2  | 3  |
| Johnny Mowers | 32  | 19 | 13 | 0  | 2  |
| Greg Stefan   | 30  | 12 | 17 | 1  | 1  |
| Normie Smith  | 12  | 9  | 2  | 0  | 3  |
| Glen Hanlon   | 18  | 9  | 6  | 1  | 3  |
| Roger Crozier | 23  | 9  | 12 | 0  | 1  |
| Tim Cheveldae | 25  | 9  | 15 | 2  | 2  |

### Les dirigeants de l'équipe

#### Les propriétaires
Pendant près de cinquante ans la famille Norris est impliquée dans la vie du club. Ainsi, James Norris achète les droits pour la franchise en 1932 et gardera la direction de l'équipe jusqu'à sa mort en 1952 d'une crise cardiaque. Sa fille, Marguerite Norris, devient alors la première femme propriétaire d'une franchise de la LNH et occupe le poste pendant trois ans. Son frère, Bruce Norris, prend sa place en 1955. Les Red Wings sont rachetés en 1982 par Michael Ilitch. Quatre ans après, Bruce Norris meurt le 1er janvier 1986 alors que Marguerite Norris décède également d'une crise cardiaque mais en 1994.
| Période     | Nom                     | Coupe Stanley           |
| ----------- | ----------------------- | ----------------------- |
| 1932-1952   | James Norris            | 1936, 1937, 1943 & 1950 |
| 1952-1955   | Marguerite Norris       | 1952, 1954 & 1955       |
| 1955-1982   | Bruce Norris            | -                       |
| 1982-2017   | Michael Ilitch          | 1997, 1998, 2002 & 2008 |
| Depuis 2017 | Christopher Ilitch (en) |                         |

#### Les directeurs généraux
| No | Nom                          | Engagement      | Départ          | Remarques |
| -- | ---------------------------- | --------------- | --------------- | --- |
| 1  | Arthur Duncan                | 18 octobre 1926 | 14 mai 1927     | |
| 2  | John Adams                   | 14 mai 1927     | 26 avril 1962   | Coupes Stanley 1936, 1937, 1943, 1950, 1952, 1954 et 1955 Finales de la Coupe Stanley 1934, 1941, 1942, 1945, 1948, 1949, 1956 et 1961 |
| 3  | Sidney Abel                  | 26 avril 1962   | 6 janvier 1971  | Finales de la Coupe Stanley 1963, 1964 et 1966                                                                                         |
| 4  | Nevin Harkness               | 8 janvier 1971  | 6 février 1974  | |
| 5  | Alexander Delvecchio         | 21 mai 1974     | 16 mars 1977    | |
| 6  | Robert Lindsay               | 16 mars 1977    | 11 avril 1980   | |
| 7  | James Skinner                | 11 avril 1980   | 12 juillet 1982 | |
| 8  | James Devellano              | 12 juillet 1982 | 13 juillet 1990 | |
| 9  | Bryan Murray                 | 13 juillet 1990 | 3 juin 1994     | |
| 10 | James Devellano Scott Bowman | 3 juin 1994     | 18 juillet 1997 | Finale de la Coupe Stanley 1995 Coupe Stanley 1997                                                                                     |
| 11 | Kenneth Holland              | 19 juillet 1997 | 19 avril 2019   | Coupes Stanley 1998, 2002 et 2008 Finale de la Coupe Stanley 2009                                                                      |
| 12 | Stephen Yzerman              | 19 avril 2019   |                 | |

#### Les entraîneurs

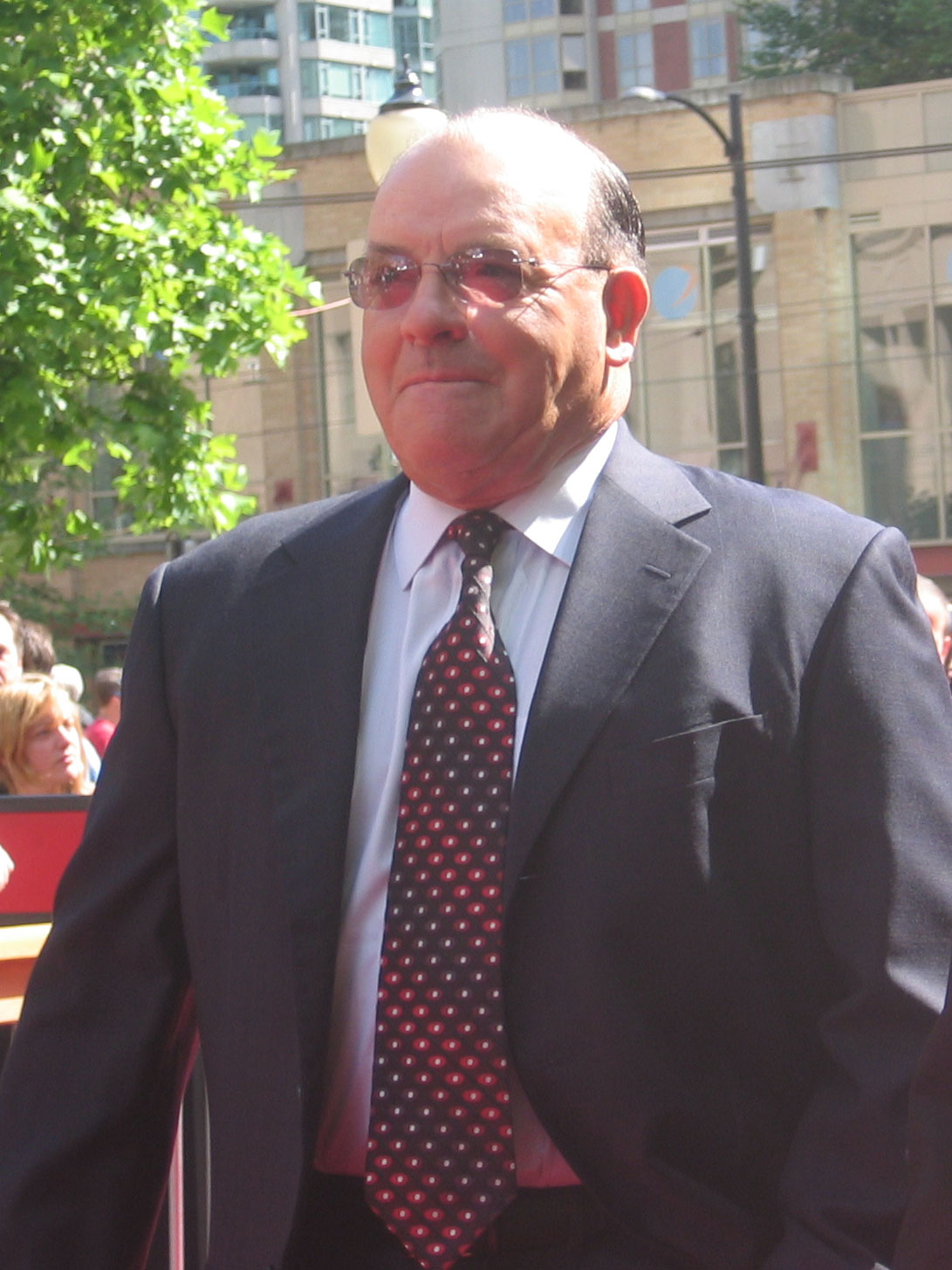
Scott Bowman entraîne les Red Wings pendant 9 saisons pour 3 Coupes Stanley

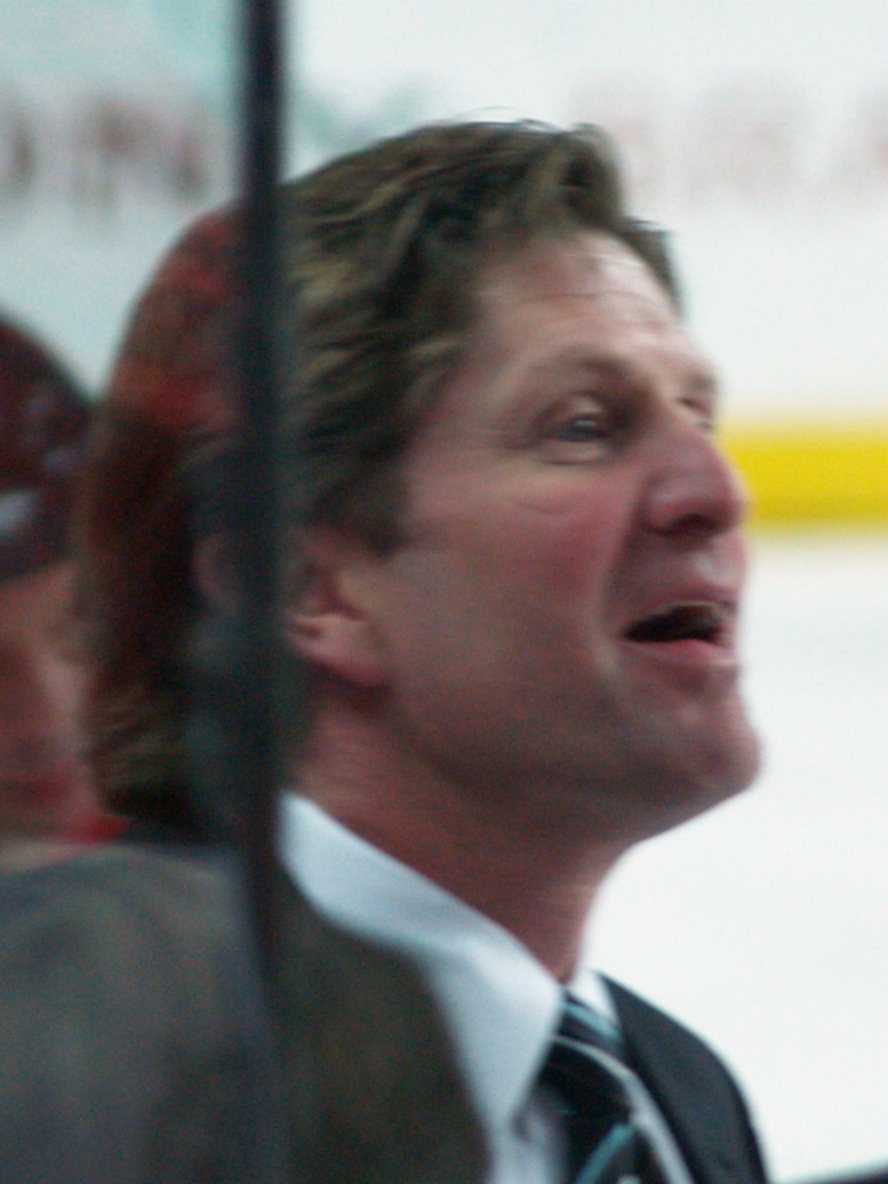
Michael Babcock, entraîneur des Red Wings de 2004 à 2015.

John Adams est l'un des premiers à marquer l'histoire de la concession. En effet, avec 964 matchs de LNH, il occupe le poste d'entraîneur pendant 20 ans, tout en étant également directeur-général de l'équipe. Il est à l'origine du plus grand nombre de victoires avec ses 413 succès et trois Coupes Stanley. Thomas Ivan remplace Adams en 1947 pour continuer dans la lignée des victoires : il mène l'équipe à trois nouvelles Coupes Stanley en sept saisons passées dans le Michigan.
Sidney Abel prend pour la première fois la tête de l'équipe en 1957 et il devient le deuxième entraîneur, derrière Adams, ayant le plus grand nombre de matchs au compteur avec 811 rencontres. William Scott « Scotty » Bowman arrive au club en 1993 et décroche, en neuf saisons et 701 matchs, trois Coupes Stanley lors de 410 victoires. Il met en place un système de jeu différent avec par exemple le Russian Five. Il met un terme à sa carrière au terme de la saison 2001-2002 à la suite de la victoire en finale de la Coupe Stanley, la dixième des Red Wings et sa neuvième à titre personnel en tant qu'entraîneur en chef.
| No | Nom                  | Premier match     | Dernier match    | Saison régulière | Saison régulière | Saison régulière | Saison régulière | Saison régulière | Saison régulière | Saison régulière | Séries éliminatoires | Séries éliminatoires | Séries éliminatoires | Séries éliminatoires | Remarques                                                                                         |
| No | Nom                  | Premier match     | Dernier match    | PJ               | V                | D                | N                | DP               | P                | % V              | PJ                   | V                    | D                    | % V                  | Remarques                                                                                         |
| -- | -------------------- | ----------------- | ---------------- | ---------------- | ---------------- | ---------------- | ---------------- | ---------------- | ---------------- | ---------------- | -------------------- | -------------------- | -------------------- | -------------------- | ------------------------------------------------------------------------------------------------- |
| 1  | Arthur Duncan        | 18 novembre 1926  | 22 février 1927  | 33               | 10               | 21               | 2                | -                | 22               | 33,3             | -                    | -                    | -                    | -                    |                                                                                                   |
| 2  | Gordon Keats         | 24 février 1927   | 26 mars 1927     | 11               | 2                | 7                | 2                | -                | 6                | 27,3             | -                    | -                    | -                    | -                    |                                                                                                   |
| 3  | John Adams           | 15 novembre 1927  | 5 avril 1947     | 964              | 413              | 390              | 161              | -                | 987              | 51,2             | 105                  | 52                   | 52                   | 50,0                 | Coupes Stanley 1936, 1937 et 1943 Finales de la Coupe Stanley 1934, 1941, 1942 et 1945            |
| 4  | Thomas Ivan          | 15 octobre 1947   | 16 avril 1954    | 470              | 262              | 118              | 90               | -                | 614              | 65,3             | 67                   | 36                   | 31                   | 53,7                 | Coupes Stanley 1950, 1952 et 1954 Finales de la Coupe Stanley 1948 et 1949                        |
| 5  | James Skinner        | 7 octobre 1954    | 1er janvier 1958 | 247              | 123              | 78               | 46               | -                | 292              | 59,1             | 26                   | 14                   | 12                   | 53,8                 | Coupe Stanley 1955 Finale de la Coupe Stanley 1956                                                |
| 6  | Sidney Abel          | 4 janvier 1958    | 31 mars 1968     | 737              | 302              | 318              | 117              | -                | 721              | 48,9             | 65                   | 29                   | 36                   | 44,6                 | Finales de la Coupe Stanley 1961, 1963, 1964 et 1966                                              |
| 7  | William Gadsby       | 11 octobre 1968   | 15 octobre 1969  | 78               | 35               | 31               | 12               | -                | 82               | 52,6             | -                    | -                    | -                    | -                    |                                                                                                   |
| 8  | Sidney Abel          | 16 octobre 1969   | 12 avril 1970    | 74               | 38               | 21               | 15               | -                | 91               | 61,5             | 4                    | 0                    | 4                    | 0,0                  |                                                                                                   |
| 9  | Nevin Harkness       | 10 octobre 1970   | 7 janvier 1971   | 38               | 12               | 22               | 4                | -                | 28               | 36,8             | -                    | -                    | -                    | -                    |                                                                                                   |
| 10 | Douglas Barkley      | 9 janvier 1971    | 31 octobre 1971  | 54               | 13               | 31               | 7                | -                | 33               | 32,4             | -                    | -                    | -                    | -                    |                                                                                                   |
| 11 | John Wilson          | 1er novembre 1971 | 1er avril 1973   | 145              | 67               | 56               | 22               | -                | 156              | 53,8             | -                    | -                    | -                    | -                    |                                                                                                   |
| 12 | Ted Garvin           | 10 octobre 1973   | 4 novembre 1973  | 11               | 2                | 8                | 1                | -                | 5                | 22,7             | -                    | -                    | -                    | -                    |                                                                                                   |
| 13 | Alexander Delvecchio | 7 novembre 1973   | 6 avril 1975     | 147              | 50               | 76               | 21               | -                | 121              | 41,2             | -                    | -                    | -                    | -                    |                                                                                                   |
| 14 | Douglas Barkley      | 8 octobre 1975    | 3 décembre 1975  | 26               | 7                | 15               | 4                | -                | 18               | 34,6             | -                    | -                    | -                    | -                    |                                                                                                   |
| 15 | Alexander Delvecchio | 5 décembre 1975   | 15 janvier 1977  | 98               | 32               | 55               | 11               | -                | 75               | 38,3             | -                    | -                    | -                    | -                    |                                                                                                   |
| 16 | Lawrence Wilson      | 20 janvier 1977   | 3 avril 1977     | 36               | 3                | 29               | 4                | -                | 10               | 13,9             | -                    | -                    | -                    | -                    |                                                                                                   |
| 17 | Robert Kromm         | 13 octobre 1977   | 19 mars 1980     | 231              | 79               | 111              | 41               | -                | 199              | 43,1             | 7                    | 3                    | 4                    | 42,9                 | Trophée Jack-Adams en 1977-1978                                                                   |
| 18 | Robert Lindsay       | 21 mars 1980      | 22 novembre 1980 | 29               | 5                | 21               | 3                | -                | 13               | 22,4             | -                    | -                    | -                    | -                    |                                                                                                   |
| 19 | Wayne Maxner         | 26 novembre 1980  | 8 mars 1982      | 129              | 34               | 68               | 27               | -                | 95               | 36,8             | -                    | -                    | -                    | -                    |                                                                                                   |
| 20 | William Dea          | 11 mars 1982      | 4 avril 1982     | 11               | 3                | 8                | 0                | -                | 6                | 27,3             | -                    | -                    | -                    | -                    |                                                                                                   |
| 21 | Nick Polano          | 6 octobre 1982    | 13 avril 1985    | 240              | 127              | 34               | -                | 192              | 40,0             | 7                | 1                    | 6                    | 14,3                 |                      |                                                                                                   |
| 22 | Harold Neale         | 10 octobre 1985   | 29 décembre 1985 | 35               | 8                | 23               | 4                | -                | 20               | 28,6             | -                    | -                    | -                    | -                    |                                                                                                   |
| 23 | Douglas Park         | 31 décembre 1985  | 6 avril 1986     | 45               | 9                | 34               | 2                | -                | 20               | 22,2             | -                    | -                    | -                    | -                    |                                                                                                   |
| 24 | Jacques Demers       | 9 octobre 1986    | 1er avril 1990   | 320              | 137              | 136              | 47               | -                | 321              | 50,2             | 38                   | 20                   | 18                   | 52,6                 | Trophées Jack-Adams en 1986-1987 et 1987-1988                                                     |
| 25 | Bryan Murray         | 4 octobre 1990    | 1er mai 1993     | 244              | 124              | 91               | 29               | -                | 277              | 56,8             | 25                   | 10                   | 15                   | 40,0                 |                                                                                                   |
| 26 | Scott Bowman         | 5 octobre 1993    | 13 juin 2002     | 701              | 410              | 193              | 88               | 10               | 918              | 65,5             | 134                  | 86                   | 48                   | 64,2                 | Finale de la Coupe Stanley 1995 Trophée Jack-Adams en 1995-1996 Coupes Stanley 1997, 1998 et 2002 |
| 27 | David Lewis          | 10 octobre 2002   | 3 mai 2004       | 164              | 96               | 41               | 21               | 6                | 215              | 66,8             | 16                   | 6                    | 10                   | 37,5                 |                                                                                                   |
| 28 | Michael Babcock      | 5 octobre 2004    | 29 avril 2015    | 786              | 458              | 223              | -                | 105              | 1021             | 64,9             | 123                  | 67                   | 56                   | 54,5                 | Coupe Stanley 2008 Finale de la Coupe Stanley 2009                                                |
| 29 | Jeff Blashill        | 9 octobre 2015    | 30 avril 2022    | 537              | 204              | 261              | -                | 72               | 172              | 44,7             | 5                    | 1                    | 4                    | 20,0                 |                                                                                                   |
| 30 | Derek Lalonde (en)   | 30 juin 2022      |                  |                  |                  |                  | -                |                  |                  |                  |                      |                      |                      |                      |                                                                                                   |

## Prix et récompenses de la LNH

### Trophées collectifs

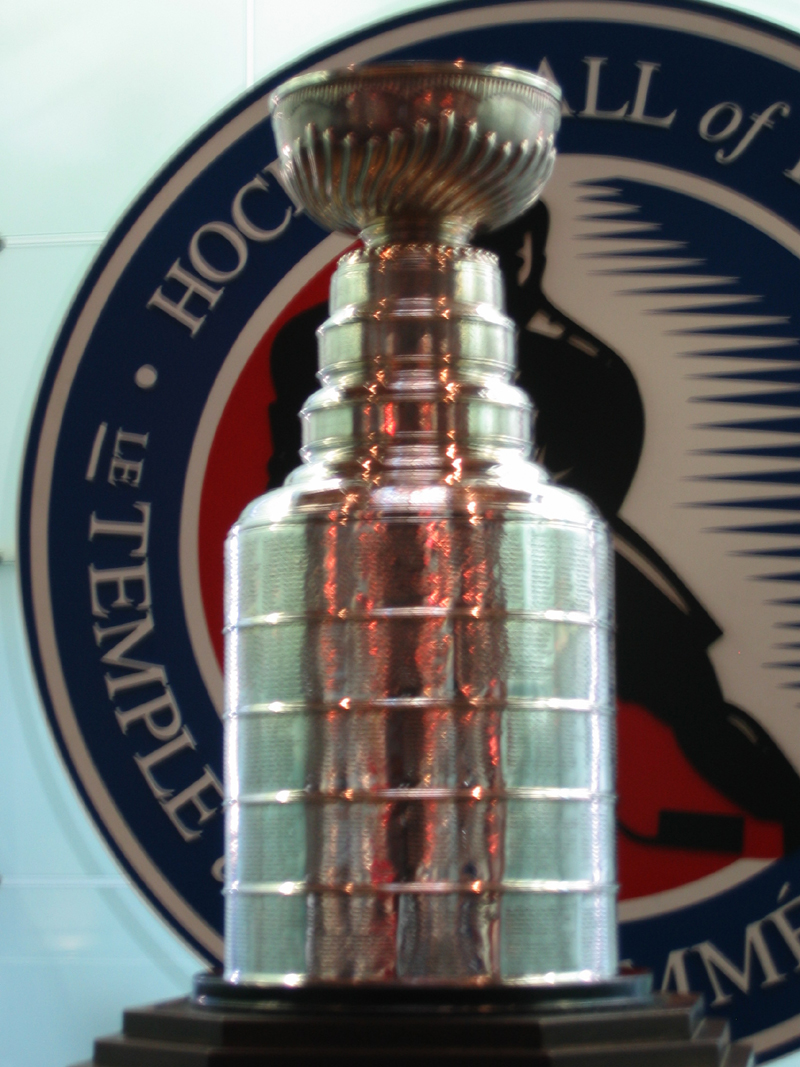
La coupe Stanley, que les Red Wings de Détroit ont remportée à onze reprises au cours de leur histoire.

Coupe Stanley
Ultime trophée pour une équipe de hockey, la coupe Stanley est remise au champion des séries éliminatoires de la Ligue nationale de hockey depuis 1926-1927. Si Détroit est troisième au classement des équipes ayant remporté le plus grand nombre de coupes Stanley, derrière les Canadiens de Montréal et les Maple Leafs de Toronto, Détroit est l'équipe américaine qui a gagné le plus grand nombre de trophées devant les Bruins de Boston avec onze Coupes Stanley.
| Saison    | Finaliste                 | Résultat |
| --------- | ------------------------- | -------- |
| 1935-1936 | Maple Leafs de Toronto    | 3-1      |
| 1936-1937 | Rangers de New York       | 3-2      |
| 1942-1943 | Bruins de Boston          | 4-0      |
| 1949-1950 | Rangers de New York       | 4-3      |
| 1951-1952 | Canadiens de Montréal     | 4-0      |
| 1953-1954 | Canadiens de Montréal     | 4-3      |
| 1954-1955 | Canadiens de Montréal     | 4-3      |
| 1996-1997 | Flyers de Philadelphie    | 4-0      |
| 1997-1998 | Capitals de Washington    | 4-0      |
| 2001-2002 | Hurricanes de la Caroline | 4-1      |
| 2007-2008 | Penguins de Pittsburgh    | 4-2      |

Trophée des présidents.
Ce trophée récompense la meilleure équipe de la saison régulière. Il s'agit sûrement du trophée le plus dur à obtenir en raison du grand nombre de matchs disputés tout au long de la saison. Le trophée est remis depuis la saison LNH 1985-1986.
- 1995, 1996, 2002, 2004, 2006 et 2008

Trophée Clarence-S.-Campbell.
En anglais, il se nomme le Clarence S.Campbell Bowl et est remis la première fois à la suite de l'expansion de la ligue en 1968 au champion de la division Ouest. Il récompense par la suite le champion de l'Association Clarence Campbell pour la saison régulière (1975-1981), puis le champion de l'Association Clarence Campbell mais cette fois pour les séries éliminatoires (1982-1993) et depuis, il récompense le champion de l'Association de l'Ouest pour les séries éliminatoires.
- 1995, 1997, 1998, 2002, 2008 et 2009

Trophée Prince de Galles.
Le trophée Prince de Galles est le trophée qui a changé le plus souvent de signification. En 2007 et depuis 1994, ce trophée récompense le champion de l'association de l'Est. Il est mis en place en 1924 et récompense le champion de la saison régulière. Par la suite, il récompense tour à tour l'équipe qui termine première dans la division américaine (1928-1938), le champion de la saison régulière (1939-1967), l'équipe championne de la division Est en saison (1968-1974), l'équipe championne pour la saison régulière de l'Association Prince-de-Galles (1975-1981) et enfin l'équipe remportant la finale de l'Association Prince-de-Galles durant les séries éliminatoires (1982-1993).
- 1935, 1936, 1937, 1943, 1950, 1951, 1952, 1953, 1954, 1955, 1957 et 1965

### Trophées individuels
Trophée Hart.
Une des plus belles récompenses pour un joueur de la LNH : la récompense du meilleur joueur, joueur élu par l’Association professionnelle de la presse écrite. C'est également le trophée le plus ancien de tous les trophées : il date de 1923, quand le docteur David Hart en fit don à la ligue. David Hart était le père de l'entraineur-chef et directeur-gérant des Canadiens de Montréal, Cecil Hart.
- 1940 : Ebbie Goodfellow
- 1949 : Sid Abel
- 1952 : Gordie Howe
- 1953 : Gordie Howe
- 1957 : Gordie Howe
- 1958 : Gordie Howe
- 1960 : Gordie Howe
- 1963 : Gordie Howe
- 1994 : Sergueï Fiodorov

Trophée Art-Ross.
Ce trophée récompense le talent offensif d'un joueur et est remis au joueur ayant inscrit le plus de points au cours de la saison. Ce trophée existe depuis la saison 1947-1948 et est nommé en l'honneur de Arthur Howey « Art » Ross qui fut tour à tour joueur, arbitre, entraîneur puis directeur-gérant. Ross jouait en défense et a gagné deux Coupes Stanley.
- 1950 : Ted Lindsay
- 1951 : Gordie Howe
- 1952 : Gordie Howe
- 1953 : Gordie Howe
- 1954 : Gordie Howe
- 1957 : Gordie Howe
- 1963 : Gordie Howe

Trophée Bill-Masterton.
Cette récompense est remise au joueur ayant démontré le plus de qualité de persévérance et d’esprit d’équipe. Ce trophée rend hommage à Bill Masterton, un ancien joueur des North Stars du Minnesota qui est mort le 15 janvier 1968 lors d'un match de la LNH. Le gagnant est choisi par les journalistes.
- 1984 : Brad Park
- 2003 : Steve Yzerman

Trophée Calder.
Ce trophée récompense le meilleur joueur dans sa première saison dans la ligue. Pour être éligible, le joueur ne doit pas avoir joué plus de 25 matchs dans la saison régulière précédant celle en cours et pas plus de six matchs durant les deux autres saisons précédentes dans une des ligues professionnelles. Le joueur ne peut pas être âgé de plus de 26 ans le 25 septembre de la saison d'éligibilité.
- 1933 : Carl Voss
- 1948 : Jim McFadden
- 1951 : Terry Sawchuk
- 1956 : Glenn Hall
- 1965 : Roger Crozier
- 2022 : Moritz Seider

Trophée Conn-Smythe.
Ce trophée récompense le joueur le plus utile des séries éliminatoires depuis la saison 1964-1965. Le vote, réalisé par les journalistes, a lieu durant la deuxième période d'un match de la série finale de la Coupe Stanley. Si la série ne se termine pas à l'issue de ce match, les votes sont annulés et le vote recommence à la partie suivante. Le joueur gagnant n'est pas nécessairement dans l'équipe qui gagne la Coupe Stanley.
- 1966 : Roger Crozier
- 1997 : Mike Vernon
- 1998 : Steve Yzerman
- 2002 : Nicklas Lidström
- 2008 : Henrik Zetterberg

Trophée Frank-J.-Selke.
Ce trophée mis en place en 1978 permet de récompenser l’attaquant aidant le plus sa défense et est nommé en l'honneur de Frank J. Selke, ancien directeur-gérant des Maple Leafs de Toronto et des Canadiens de Montréal. Le vainqueur est désigné par la presse.
- 1994 : Sergueï Fiodorov
- 1996 : Sergueï Fiodorov
- 2000 : Steve Yzerman
- 2004 : Kris Draper
- 2008 : Pavel Datsiouk
- 2009 : Pavel Datsiouk
- 2010 : Pavel Datsiouk

Trophée James-Norris.
Cette récompense s'adresse au meilleur défenseur de la saison régulière qui est choisi, encore une fois, par les journalistes. Remis pour la première fois en 1954, il est nommé en l'honneur de James Norris, dirigeant des Red Wings de Détroit de 1932 à sa mort (1952).
- 1954 : Red Kelly
- 1995 : Paul Coffey
- 2001 : Nicklas Lidström
- 2002 : Nicklas Lidström
- 2003 : Nicklas Lidström
- 2006 : Nicklas Lidström
- 2007 : Nicklas Lidström
- 2008 : Nicklas Lidström
- 2011 : Nicklas Lidström

Trophée King-Clancy.
Cette récompense est remise par la Ligue nationale de hockey au joueur de hockey sur glace ayant démontré le meilleur exemple de leadership et ayant le plus contribué à la société.
- 2003 : Brendan Shanahan

Trophée Jack-Adams.
Ce trophée, récompensant le meilleur entraîneur de la saison, est mis en place en 1974 et le vainqueur est désigné par l'ensemble des diffuseurs des matchs. Jack Adams était un entraîneur des Red Wings de Détroit pendant une vingtaine d'années puis dirigeant de l'équipe pendant encore seize ans.
- 1978 : Bobby Kromm
- 1987 : Jacques Demers
- 1988 : Jacques Demers
- 1996 : Scotty Bowman

Trophée Lady Byng.
Second trophée à être mis en place en 1925, ce trophée récompense le joueur avec le meilleur état d’esprit de la ligue. Il est également décerné par les journalistes et a été mis en place à l'initiative de la femme de Julian Byng, qui aimait avant tout le beau jeu et assistait à de nombreux matchs des Sénateurs d'Ottawa.
- 1937 : Marty Barry
- 1949 : Bill Quackenbush
- 1951 : Red Kelly
- 1953 : Red Kelly
- 1954 : Red Kelly
- 1956 : Earl Reibel
- 1959 : Alex Delvecchio
- 1966 : Alex Delvecchio
- 1969 : Alex Delvecchio
- 1975 : Marcel Dionne
- 2006 : Pavel Datsiouk
- 2007 : Pavel Datsiouk
- 2008 : Pavel Datsiouk
- 2009 : Pavel Datsiouk

Trophée Lester-B.-Pearson.
Une des récompenses les plus prestigieuses pour un joueur : le titre de meilleur joueur selon les autres joueurs (vote effectué au sein de l'Association des joueurs de la LNH). Le trophée est en l'honneur de Lester B. Pearson, Premier ministre du Canada de 1963 à 1968 et gagnant du prix Nobel de la paix. Le trophée est remis pour la première fois en 1971.
- 1989 : Steve Yzerman
- 1994 : Sergueï Fiodorov

Trophée Lester-Patrick.
Ce trophée est remis depuis 1966 à un individu ou à un groupe d’individus pour services rendus au hockey aux États-Unis. Les individus éligibles peuvent être des joueurs, des officiels, des entraîneurs, des membres de l’exécutif et des arbitres. Le comité de sélection est composé du Président de la LNH, d’un gouverneur de la LNH, un gouverneur représentant les Rangers de New York, un membre du Temple de la renommée dans la catégorie des bâtisseurs, un membre du Temple de la renommée du hockey américain, un membre de l’association des diffuseurs de la LNH et un membre de l’association des journalistes de la presse écrite de la LNH. En dehors du Président de la LNH, tous les autres membres du comité de sélection subissent une rotation annuelle.
- 1966 : Jack Adams
- 1967 : Gordie Howe
- 1971 : Terry Sawchuk
- 1974 : Alex Delvecchio
- 1975 : Tommy Ivan et Bruce Norris
- 1991 : Mike Ilitch
- 2001 : Scotty Bowman
- 2006 : Marcel Dionne
- 2006 : Reed Larson
- 2006 : Steve Yzerman

Trophée plus-moins de la LNH.
Ce trophée récompense le joueur le plus utile de l’équipe (et donc de la ligue). Le ratio +/ : d’un joueur est calculé en comptant +1 si le joueur est sur la glace au moment où son équipe marque un but sans être en supériorité numérique, et -1 s’il est sur la glace au moment où son équipe encaisse un but sans être en infériorité numérique. Le trophée a été remis pour la première fois en 1983 sous le nom de trophée Emery Edge (en anglais Emery Edge Award), Emery Edge étant alors le sponsor. Le trophée a gardé ce nom jusqu'en 1988. En 1990 et jusqu'en 1996 il porte le nom trophée Plus Alka-Seltzer (Alka-Seltzer Plus Award), puis de 1997 à 1998 le trophée Plus-Moins Bud Ice (Bud Ice Plus-Minus Award) et enfin depuis 1999, le trophée s'appelle trophée Plus-Moins Bud Light (Bud Light Plus-Minus Award).
- 1992 : Paul Ysebaert
- 1996 : Vladimir Konstantinov
- 2002 : Chris Chelios
- 2008 : Pavel Datsiouk

Trophée de la Fondation de la LNH.
En 1998, la Ligue nationale de hockey (LNH) décide de récompenser chaque année un de ses joueurs « qui applique les valeurs principales du hockey — engagement, persévérance, et travail d'équipe — pour enrichir la vie des gens de sa communauté ». Le récipiendaire reçoit 25 000 US$ pour aider les causes qu'il supporte. La plupart des joueurs sont choisis après avoir apporté de larges contributions auprès de leur communauté.
- 2003 : Darren McCarty
- 2013 : Henrik Zetterberg

Trophée Vézina.
Ce trophée est remis annuellement au gardien de but jugé le meilleur de la saison. Depuis le début de la LNH, Georges Vézina était le gardien attitré des Canadiens de Montréal. Au cours du tout premier match de la saison 1925-1926 contre les Pirates de Pittsburgh, Vézina s'effondre sur la glace en première période. Les docteurs diagnostiquent alors une tuberculose dans un état avancé. Il décède quatre mois plus tard. Le trophée est introduit la saison suivante.
- 1937 : Normie Smith
- 1943 : Johnny Mowers
- 1952 : Terry Sawchuk
- 1953 : Terry Sawchuk
- 1955 : Terry Sawchuk

Trophée William-M.-Jennings.
Trophée remis au gardien de but de l’équipe ayant concédé le moins de buts durant la saison régulière depuis 1982. Celui-ci devra au moins avoir joué 25 parties dans la saison. Le trophée porte le nom de William M. Jennings ancien président des Rangers de New York. Avant 1982, le gardien encaissant le moins de but gagnait le trophée Vézina.
- 1996 : Chris Osgood et Mike Vernon

LNH Équipe All-Rookie.
Équipe regroupant les meilleurs débutants de la saison.
- 1984 : Steve Yzerman
- 1991 : Sergueï Fiodorov
- 1992 : Nicklas Lidström et Vladimir Konstantinov

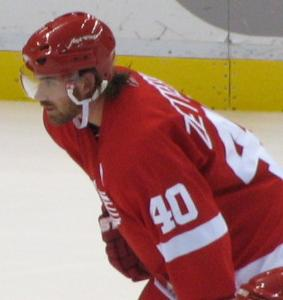
Henrik Zetterberg est considéré comme l'une des futures grandes stars des Red Wings de Détroit et de la LNH.

- 2003 : Henrik Zetterberg
- 2010 : Jimmy Howard

## Les records

### Records d’équipe
| Record                             | Nombre | Années                                                         | Matchs Joués |
| ---------------------------------- | ------ | -------------------------------------------------------------- | ------------ |
| Points                             | 131    | 1995-1996                                                      | 82           |
| Victoires                          | 62     | 1995-1996                                                      | 82           |
| Matchs nuls                        | 18     | 1952-1953 / 1980-1981 / 1996-1997                              | 70 / 80 / 82 |
| Défaites                           | 13     | 1950-1951 / 1995-1996                                          | 70 / 82      |
| Buts pour                          | 369    | 1992-1993                                                      | 84           |
| Buts contre                        | 132    | 1953-1954                                                      | 70           |
| Buts en un match                   | 15     | 23 janvier 1944 (contre les Rangers de New York: score 15 à 0) | -            |
| Blanchissages en une saison        | 13     | 1953-1954                                                      | 70           |
| Minutes de pénalités en une saison | 2393   | 1985-1986                                                      | 80           |

#### Séquences de victoires
| Lieu                  | Nombre | Séquences |
| --------------------- | ------ | --- |
| Domicile et extérieur | 9      | Du 3 mars 1951 au 21 mars 1951 - Du 27 février 1955 au 20 mars 1955 - Du 12 décembre 1995 au 31 décembre 1995 Du 3 mars 1996 au 22 mars 1996 - Du 18 octobre 2007 au 9 novembre 2007 |
| Domicile              | 23     | Du 5 novembre 2011 au 19 février 2012 |
| Extérieur             | 12     | Du 1er mars 2006 au 15 avril 2006 |

#### Séquences sans défaite
| Lieu                  | Nombre | Séquences                                                         |
| --------------------- | ------ | ----------------------------------------------------------------- |
| Domicile et extérieur | 15     | Du 27 novembre 1952 au 28 décembre 1952 (8 victoires et 7 nulles) |
| Domicile              | 19     | Du 31 décembre 2000 au 7 avril 2001 (17 victoires et 2 nulles)    |
| Extérieur             | 15     | Du 18 octobre 1951 au 20 décembre 1951 (10 victoires et 5 nulles) |

### Records individuels
| Record                                     | Joueur                                | Nationalité                                               | Nombre                        | Années |
| ------------------------------------------ | ------------------------------------- | --------------------------------------------------------- | ----------------------------- | --- |
| Saisons jouées                             | Gordie Howe                           | Drapeau du Canada                                         | 25                            | - |
| Matchs joués                               | Gordie Howe                           | Drapeau du Canada                                         | 1687                          | - |
| Points en carrière                         | Gordie Howe                           | Drapeau du Canada                                         | 1809 (786 buts + 1023 passes) | - |
| Buts en carrière                           | Gordie Howe                           | Drapeau du Canada                                         | 786                           | |
| Passes en carrière                         | Steve Yzerman                         | Drapeau du Canada                                         | 1063                          | - |
| Minutes de pénalités en carrière           | Bob Probert                           | Drapeau du Canada                                         | 2090                          | - |
| Minutes de pénalités en une saison         | Bob Probert                           | Drapeau du Canada                                         | 398                           | 1987-1988 |
| Blanchissages en carrière                  | Terry Sawchuk                         | Drapeau du Canada                                         | 85                            | - |
| Blanchissages en une saison                | Terry Sawchuk Glenn Hall              | Drapeau du Canada · Drapeau du Canada                     | 12                            | Terry Sawchuk: 1951-1952 - 1953-1954 - 1954-1955 Glenn Hall: 1955-1956                                                                             |
| Matchs consécutifs                         | Alex Delvecchio                       | Drapeau du Canada                                         | 548                           | Du 13 décembre 1956 au 11 novembre 1964 |
| Points en une saison                       | Steve Yzerman                         | Drapeau du Canada                                         | 155 (65 buts + 90 passes)     | 1988-1989 |
| Buts en une saison                         | Steve Yzerman                         | Drapeau du Canada                                         | 65                            | 1988-1989 |
| Passes en une saison                       | Steve Yzerman                         | Drapeau du Canada                                         | 90                            | 1988-1989 |
| Points pour un défenseur en une saison     | Nicklas Lidström                      | Drapeau de la Suède                                       | 80 (16 buts + 64 passes)      | 2005-2006 |
| Points pour un joueur centre en une saison | Steve Yzerman                         | Drapeau du Canada                                         | 155 (65 buts + 90 passes)     | 1988-1989 |
| Points pour un ailier droit en une saison  | Gordie Howe                           | Drapeau du Canada                                         | 103 (44 buts + 59 passes)     | 1968-1969 |
| Points pour un ailier gauche en une saison | John Ogrodnick                        | Drapeau du Canada                                         | 105 (55 buts + 50 passes)     | 1984-1985 |
| Points pour une recrue en une saison       | Steve Yzerman                         | Drapeau du Canada                                         | 87 (39 buts + 48 passes)      | 1983-1984 |
| Buts en un match                           | Syd Howe                              | Drapeau du Canada                                         | 6                             | Le 3 février 1944 |
| Passes en un match                         | Billy Taylor                          | Drapeau du Canada                                         | 7                             | Le 16 mars 1947 |
| Points en un match                         | Carl Liscombe Don Grosso Billy Taylor | Drapeau du Canada · Drapeau du Canada · Drapeau du Canada | 7                             | Carl Liscombe : le 5 novembre 1942 (3 buts et 4 passes) Don Grosso: le 3 février 1944 (1 but et 6 passes) Billy Taylor: le 16 mars 1947 (7 passes) |
| Participations au Match des étoiles        | Gordie Howe                           | Drapeau du Canada                                         | 22                            | - |